# Cronologia da invasão da Ucrânia pela Rússia (janeiro–junho de 2023)
Os eventos que aconteceram no primeiro semestre de 2023 foram uma consequência direta de importantes desdobramentos na segunda metade de 2022, no contexto da cronologia da invasão da Ucrânia pela Rússia. Esse período foi caracterizado inicialmente pela continuidade das ofensivas Rússia, capturando as cidades de Soledar e Bakhmut. Contudo, perto do final do primeiro semestre de 2023, a Ucrânia tomou a iniciativa e lançou uma grande contraofensiva no sul (especialmente na área de Zaporíjia) e no leste (especialmente na área de Donetsk).

## Eventos

### Janeiro

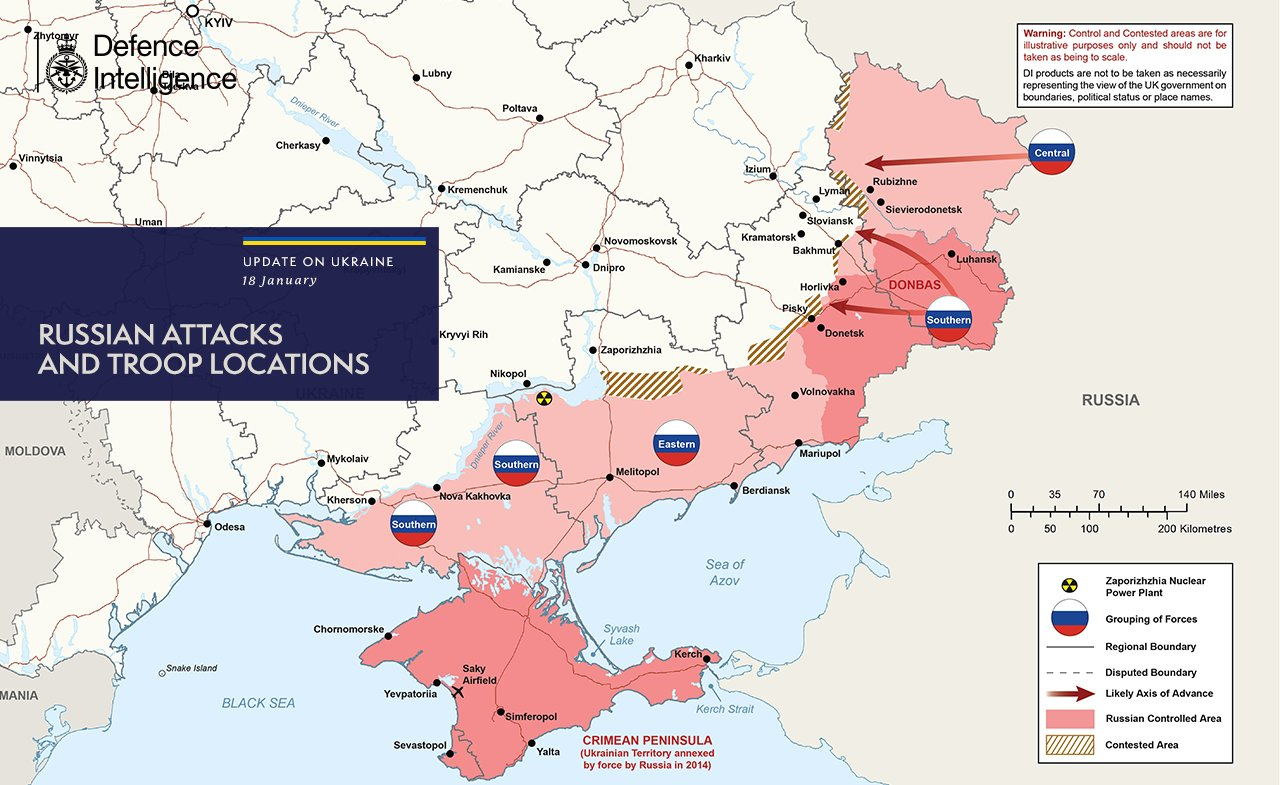
A situação militar na Ucrânia no começo de janeiro de 2023. O inverno foi caracterizado por ofensivas pontuais russas em Soledar e Bakhmut, no Oblast de Donetsk, e impasse geral na maioria das outras frentes de batalha.

#### 1–16 de janeiro
Os militares ucranianos afirmaram ter matado 400 soldados russos com outros 300 feridos durante um ataque com mísseis em Makeevka, localizada na Donetsk ocupada pelos russos. Daniil Bezsonov, um funcionário de alto escalão apoiado pela Rússia, culpou o "HIMARS americano" pelo ataque, alegando que cerca de 25 foguetes foram disparados na região. O Ministério da Defesa da Rússia confirmou que um total de 89 soldados russos morreram no ataque depois que 6 foguetes foram disparados. O quartel foi baseado próximo a um depósito de munição, de acordo com blogs de guerras russos, o que pode explicar a grande explosão. Bezsonov pediu que os militares responsáveis sejam "punidos". O Estado-Maior da Ucrânia reivindicou 10 veículos destruídos. O Ministério de Defesa Russo deu um número atualizado de 89 mortos.
As Forças Armadas da Ucrânia afirmaram ter derrubado 45 drones kamikaze Shahed 136. O ataque russo ocorreu várias horas depois do ataque ucraniano a Makeevka. De acordo com o prefeito de Kiev, um homem foi ferido por destroços. O governador russo Alexander Bogomaz afirmou que a Ucrânia lançou um ataque de drone a uma instalação elétrica no distrito de Klimovsky. Em 2 de janeiro, de acordo com a agência de notícias russa TASS, as forças russas derrubaram um drone ucraniano perto da cidade de Voronej. Vladimir Putin ordenou a exibição de "documentários" que retratam a glória do ataque à Ucrânia e a luta contra sua ideologia "neonazista".

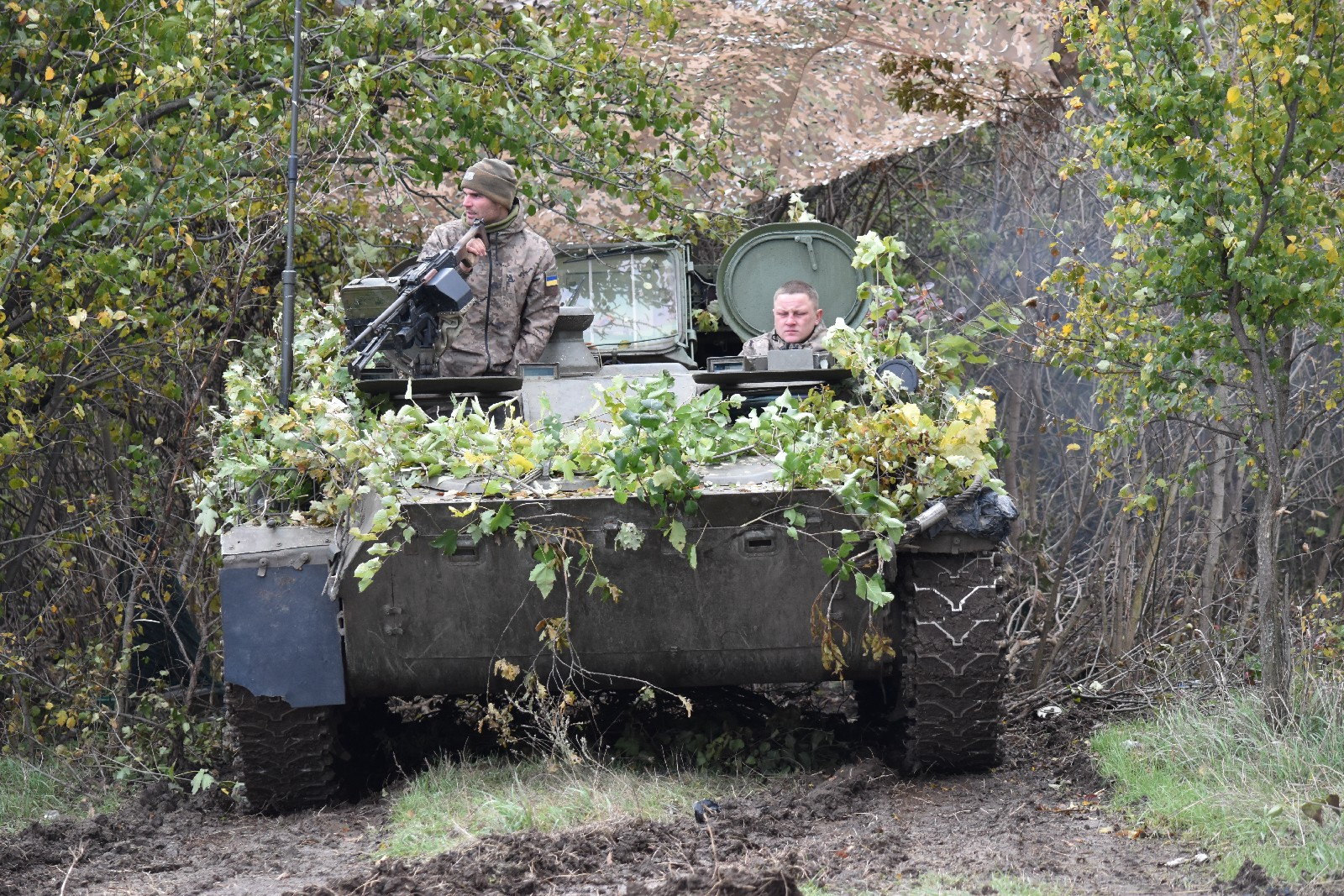
Militares ucranianos em Bakhmut, em um blindado 9K35 Strela-10.

A França anunciou que enviaria veículos blindados AMX-10 RC e ACMAT Bastion para a Ucrânia. O Patriarca Primaz da Igreja Ortodoxa Russa, pediu um cessar-fogo de Natal para que as pessoas pudessem assistir aos serviços de Natal ortodoxos nos dias 6 e 7 de janeiro. O presidente turco, Recep Tayyip Erdoğan, também pediu um "cessar-fogo unilateral"; depois, o presidente Putin ordenou que as forças armadas russas realizassem um cessar-fogo de 36 horas para o Natal ortodoxo russo, no qual a Ucrânia rejeitou a proposta de cessar-fogo da Rússia. O primeiro grupo de 24 prisioneiros recrutados pelo Grupo Wagner, lutando na Ucrânia, terminou seus contratos de seis meses e foi libertado com anistia total por seus crimes passados. Em uma declaração conjunta, Joe Biden e Olaf Scholz anunciaram que o governo alemão decidiu fornecer à Ucrânia um sistema de mísseis MIM-104 Patriot junto ao Marder (veículo de combate de infantaria), enquanto o governo americano forneceria cerca de 50 veículos de combate M-2 Bradley.
Em 8 de janeiro, o ministério da defesa russo afirmou que mais de 600 soldados ucranianos foram mortos durante o ataque a quartéis em Kramatorsk. Oleksandr Honcharenko, o prefeito da cidade, afirmou que o ataque danificou apenas dois edifícios e não havia evidências de vítimas. Um finlandês e mais de um jornalista da Reuters visitaram o local e descobriram que um míssil disparado de um S-300 havia atingido um prédio escolar vazio, sem sinais de fatalidades.
Em 9 de janeiro, a Rússia e a Ucrânia realizaram sua 36ª troca de prisioneiros no conflito, com cada lado trocando 50 prisioneiros de guerra um com ou o outro.
A promotoria regional da Ucrânia alegou que um S-300 disparado do Oblast de Belgorod atingiu a cidade de Shevchenkove, no Oblast de Kharkiv, matando duas mulheres, ferindo uma criança e danificando um shopping center.
Com o aumento da atividade nos frontes de batalha, com mísseis russos caindo em várias localidades da Ucrânia, pedidos internacionais para que o Ocidente aumentasse seu apoio militar e financeiro aos ucranianos. O presidente ucraniano Zelensky, em particular, insistia por blindados, como o tanque de guerra Leopard 2. A Alemanha, contudo, fabricante do veículo negou que tinha intenções de enviar tal tanque para os ucranianos naquele momento.
Em 10 de janeiro, foi anunciado que a produção de aço ucraniana foi reduzida em cerca de 70% em 2022 como resultado do conflito. No geral a economia ucraniana (assim como a da Rússia) entrou em declínio por causa da guerra, mas um pouco menos do que o esperado.

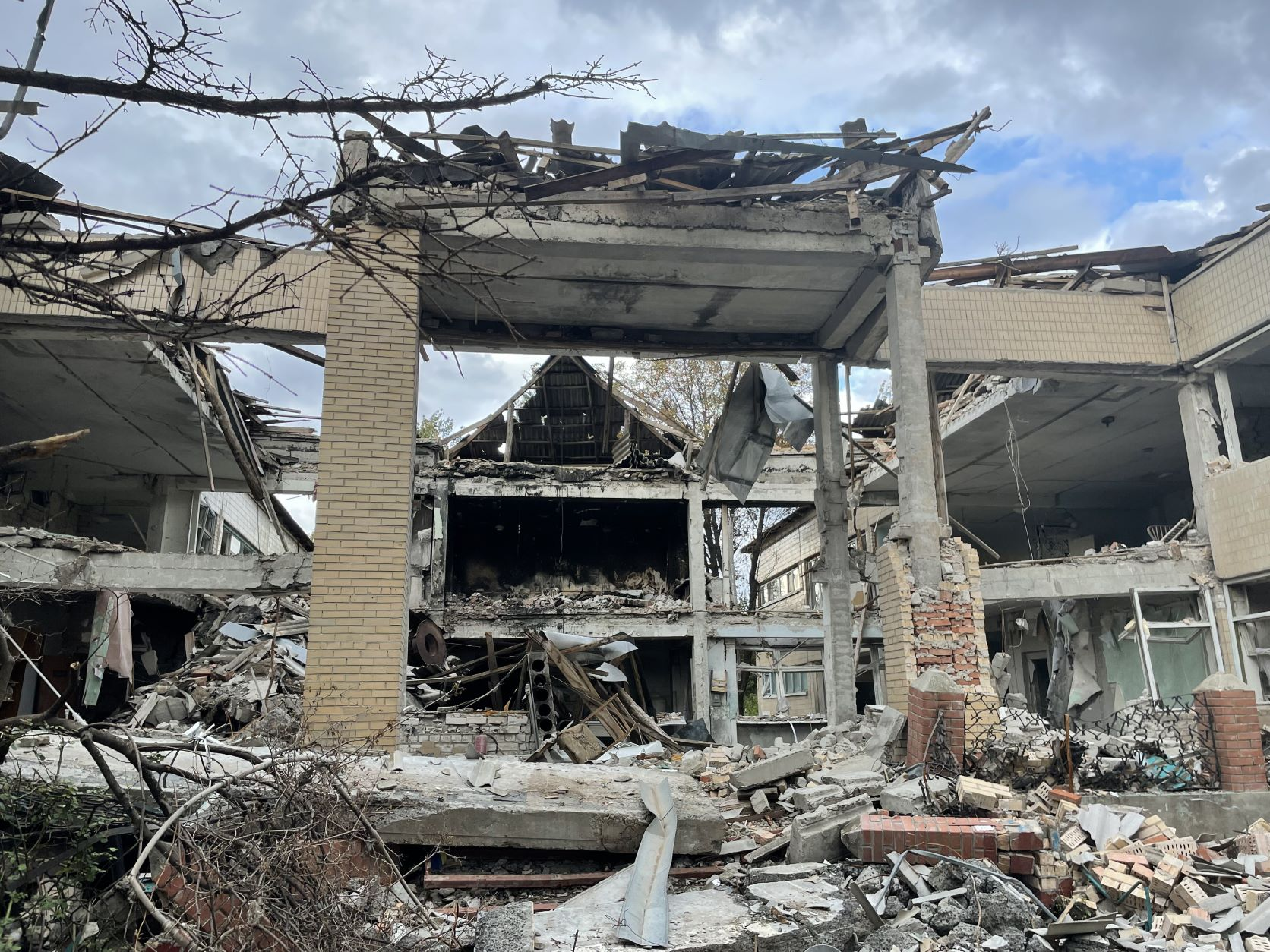
Destruição em Soledar, um dos palcos mais violentos da guerra no começo de janeiro de 2023.

Foi reportado ainda que, no começo de janeiro de 2023, a Rússia havia reduzido sua campanha de artilharia. Autoridades dos Estados Unidos e da Ucrânia afirmaram que o fogo de artilharia russa havia, de fato, diminuído quase 75% em alguns lugares, indo de uma média diária de 20 000 projéteis para em torno de 5 000 munições por dia. A queda nos estoques e a destruição de depósitos de munição pelos HIMARS ucranianos foram apontados como responsáveis por essa mudança.
Enquanto isso, a batalha por Soledar parecia estar chegando a uma conclusão. O governo britânico afirmou que a maioria da cidade já havia sido tomada, com o comando do Grupo Wagner afirmando que toda a região havia sido tomada. Combates ainda eram reportadas na área, contudo.
Em 11 de janeiro, o ministro da defesa russo, Sergei Shoigu, apontou o general Valery Gerasimov para substituir Sergey Surovikin como comandante das forças russas lutando na Ucrânia. Surovikin viria a servir como vice-comandante de Gerasimov. A mudança foi creditada a insatisfação de Moscou com a condução da guerra nos últimos meses.
O Grupo Wagner afirmou que cerca de 500 ucranianos haviam morrido durante a Batalha de Soledar. O governador ucraniano de Donetsk, Pavlo Kyrylenko, por outro lado, disse que 100 soldadados russos tinham sido mortos em 12 de janeiro na luta por Soledar.
Em 12 de janeiro, o governo polonês anunciou que tinha intenção de enviar duas brigadas de tanques Leopard 2 para o exército ucraniano. A ação foi saudada por muitos como um passo importante para aumentar a capacidade ofensiva dos ucranianos, mas os alemães ainda resistiam a ideia de enviar tanques para a Ucrânia.
No dia seguinte, em 13 de janeiro, o exército russo anunciou oficialmente que tinha tomado Soledar, mas o ministro da defesa ucraniano, Oleksii Reznikov, negou que a cidade tivesse sido capturada e afirmou que a luta foi "muito difícil". Pavlo Kyrylenko, governador de Donetsk, disse q ue "559 civis, incluindo 15 crianças" permaneciam em Soledar e não podiam ser evacuados. O Presidente Zelensky e a vice-ministra da defesa ucraniana, Hanna Maliar, anunciou que os bolsões de resistência no centro da cidade continuam e que a parte oeste do assentamento permanece nas mãos dos ucranianos. O Chefe de Gabinete do Presidente da Ucrânia, Andrii Yermak, disse que "Soledar é uma cena de batalhas de rua, com nenhum dos lados realmente no controle da cidade". A geolocalização baseada em fotos sugeriu que as tropas ucranianas ainda estavam defendendo a parte noroeste da cidade.

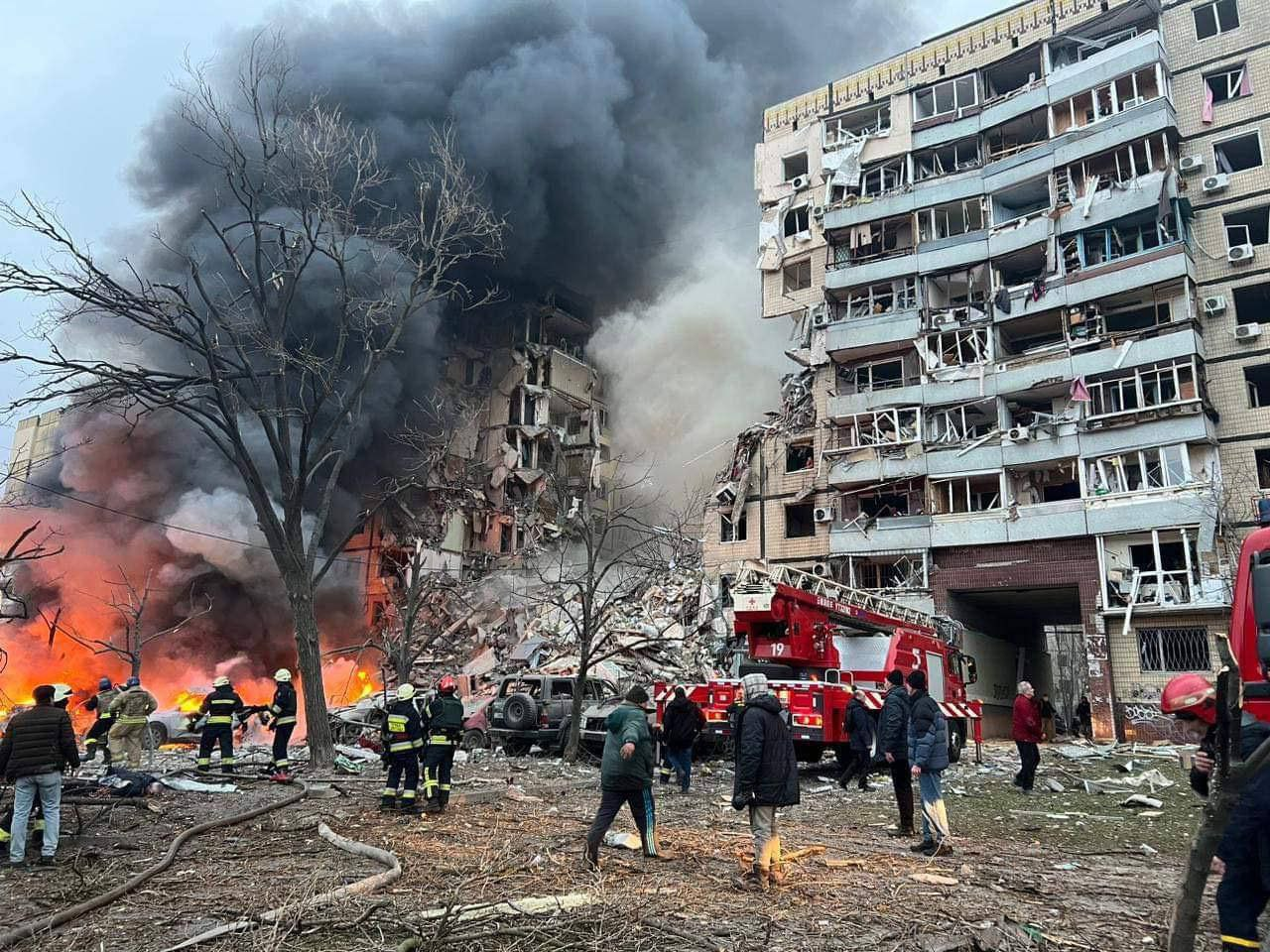
Um prédio destruído em Dnipro após um bombardeio russo.

Em 14 de janeiro, uma nova onda de ataques de mísseis russos em várias regiões da Ucrânia. A administração militar de Kiev relatou o ataque à infraestrutura crítica da capital. Kharkiv, Odesa e outras cidades industriais também foram atingidas. A cidade de Dnipro, em particular, foi atingida violentamente com um ataque russo com mísseis que destruiu parcialmente um prédio de apartamentos, matando pelo menos 40 pessoas e ferindo 75 outras.
O Reino Unido declarou que começaria a fornecer tanques de guerra pesados Challenger 2 e novos sistemas de artilharia para a Ucrânia. Outros países, como Polônia e Lituânia, queriam enviar também um punhado de seus tanques Leopard 2 aos ucranianos, mas o governo alemão ainda hesitava. Armin Papperger, o CEO da empresa de defesa alemã Rheinmetall, afirmou que a empresa não seria capaz de entregar tanques Leopard 2 prontos para batalha para a Ucrânia até 2024.
Entre 14 e 15 de janeiro, a luta por Soledar parecia aumentar vigorosamente de intensidade, apesar dos russos afirmarem que já estavam no controle da região. Finalmente, em 16 de janeiro, o governo ucraniano anunciou que suas tropas haviam se retirado de Soledar. Analistas internacionais afirmaram que a conquista de Soledar era importante para aumentar a moral russa e abriu caminho para o cerco de Bakhmut. Contudo, a conquista russa de Soledar foi descrita por muitos como uma "vitória de pirro", pois o preço que os russos pagaram por esse êxito foi muito alto.

#### 17–31 de janeiro

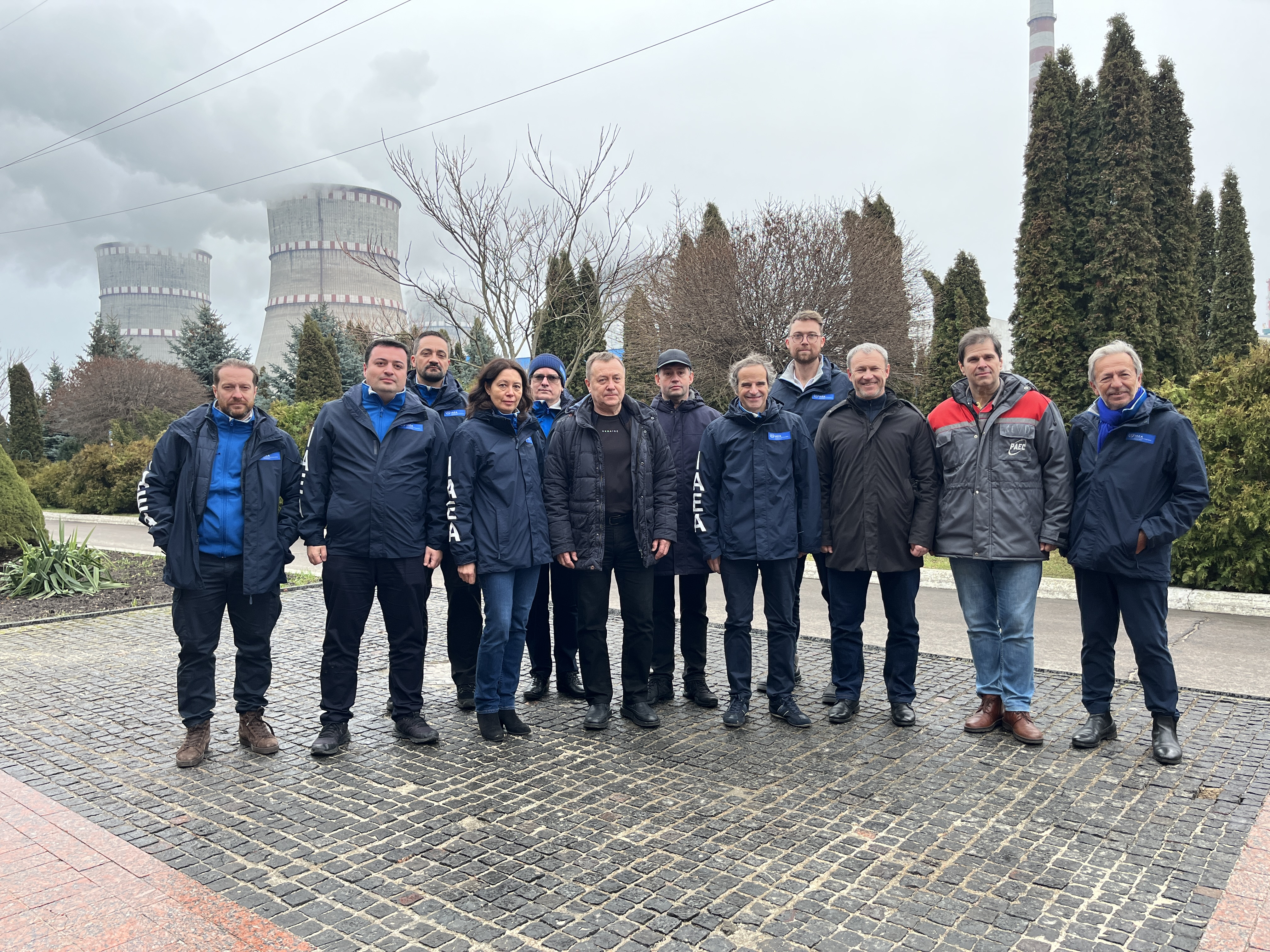
Técnicos da Agência Internacional de Energia Atômica (AIEA) visitando a Usina Nuclear de Rivne, em 17 de janeiro de 2023

Em 17 de janeiro, foi divulgado pelos Estados Unidos que militares ucranianos já estavam em solo americano para realizar seu treinamento para operar uma bateria de mísseis MIM-104 Patriot. No dia seguinte, o ministro da defesa da Austrália, Richard Marles, afirmou que o exército australiano enviaria soldados para o Reino Unido para auxiliar os britânicos no treinamento de ucranianos em "táticas de infantaria em táticas de infantaria urbanas, arborizadas e básicas". Estima-se que cerca de dez mil militares ucranianos estavam sendo treinados na Inglaterra.
Em meados de janeiro, já fazia meses que a Ucrânia pedia para seus aliados ocidentais por tanques de guerra. Os europeus só haviam enviado blindados soviéticos antigos de seus arsenais (como o T-72), mas o governo ucraniano exortava por equipamento mais avançado para enfrentar os russos. Desde novembro, a guerra de movimento caracterizado pelas contra-ofensivas havia terminado e o conflito estava se arrastando num impasse com a chegada do inverno. Mas em janeiro, os russos se puseram em diversas ofensivas no leste, a medida que sua indústria de guerra reenchia seus estoques de equipamentos e a mobilização trazia mais recrutas, junto com o emprego em massa de empresas de mercenários, como o Grupo Wagner. Em 20 de janeiro, o ministro da defesa ucraniano, Oleksii Reznikov, afirmou que, apesar da hesitação dos governos ocidentais de enviar veículos pesados para a Ucrânia e a falta de acordo para a transferência de tanques, soldados ucranianos começariam a serem treinados para operar blindados Leopard 2 na Polônia. O governo alemão, que era o que mais resistia a ideia de mandar tanques para a Ucrânia, afirmou, via sua ministra de relações exteriores, Annalena Baerbock, que seu país não impediria a Polônia de treinar os ucranianos a usar veículos alemães.
Em 21 de janeiro, o exército russo começou uma nova ofensiva no Oblast de Zaporíjia. No dia seguinte, a mídia estatal russa afirmou que as tropas russas haviam avançado sobre as cidades de Orikhiv e Huliaipole, na região de Zaporíjia.
Em 23 de janeiro, Mateusz Morawiecki, o primeiro-ministro polonês, afirmou que seu país iria enviar cerca de quatorze blindados Leopard 2 para a Ucrânia, independente da aprovação do governo alemão; no dia seguinte, a Polônia solicitou oficialmente permissão para exportar seus veículos de origem alemã. Apesar da resistência inicial a ideia, o ministro da Defesa alemão, Boris Pistorius, afirmou que encorajava outros países a fornecer treinamento nos tanques para soldados ucranianos.
Enquanto os alemães ficavam em cima do muro a respeito do debate dos tanques, os franceses se preparavam para transferir seus próprios veículos. Além do blindado AMX-10 RC, o presidente francês Emmanuel Macron disse que a França estudava enviar seus mais avançados tanques Leclerc para a Ucrânia.
Nesse meio tempo, a guerra de movimentação havia praticamente parado devido ao inverno europeu, embora operações prosseguissem, especialmente com os russos atacando, nas regiões de Zaporíjia, Luhansk e Donetsk. O chefe da defesa norueguesa, o general Eirik Kristoffersen, afirmou que cerca de 180 000 soldados russos já haviam sido mortos ou feridos na guerra, enquanto a Ucrânia havia perdido cerca de 100 000 militares (entre mortos, feridos ou capturados), além de 30 000 civis que tinham morrido.
Em 24 de janeiro, após muito debate com outros governos da OTAN e sob pressão de aliados, o Chanceler da Alemanha, Olaf Scholz, concordou em enviar tanques Leopard 2 para a Ucrânia e deu permissão para nações amigas transferirem seus veículos também. Autoridades ucranianas declararam que esperavam que cerca de 100 blindados Leopard 2 de doze países estariam prontos para serem enviados para a Ucrânia.
No dia seguinte ao anúncio de que a Alemanha enviaria cerca de quatorze dos seus tanques para a Ucrânia, os Estados Unidos afirmou que também enviariam cerca de 31 blindados modernos M1 Abrams. Esses tanques, juntamente com as contribuições de outras nações, totalizarão cerca de mais de cem blindados para os ucranianos, incluindo cerca de 88 Leopards.

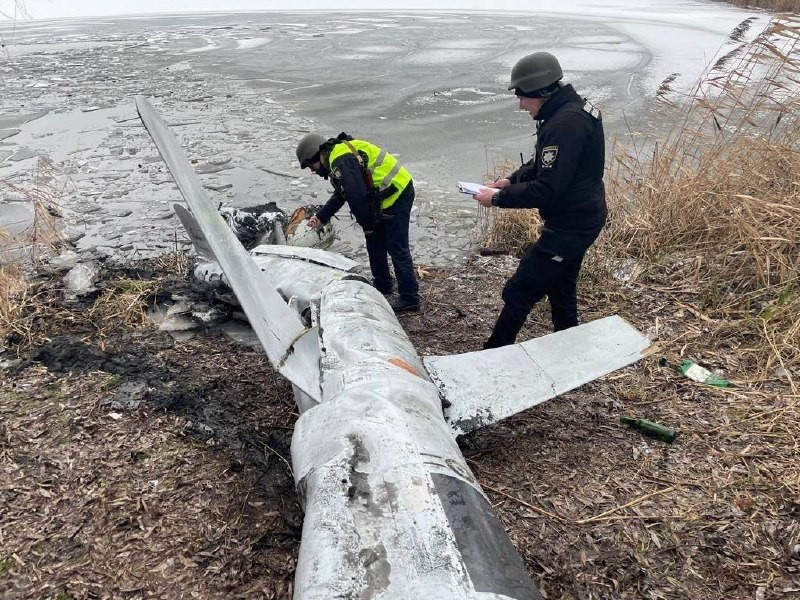
Um míssil russo Kh-55 que foi abatido sobre um lago em Kiev.

Em 26 de janeiro, segundo a Ucrânia, cerca de 55 mísseis de cruzeiro russos foram disparados contra alvos na Ucrânia, juntamente com outros 24 drones Shahed-136. A Força Aérea Ucraniana afirmou que seus defesas haviam derrubado todos os drones e 47 dos mísseis. Os russos utilizaram no ataque mísseis hipersônicos Kh-47 Kinzhal. O prefeito de Kiev afirmou que uma pessoa morreu e duas ficaram feridas quando um prédio de apartamentos foi atingido no distrito de Holosiiv. Por todo o país, cerca de onze pessoas morreram e outras onze foram feridas nos ataques, de acordo com serviços de emergência. Este foi o décimo-terceiro ataque em massa russo com mísseis desde o início da invasão.
Em 28 de janeiro, o embaixador ucraniano na França, Vadym Omelchenko, disse que foi prometida a Ucrânia cerca de "321 tanques pesados", sem detalhar o número de blindados de cada país. Dois dias mais tarde, os governos australiano e francês assinaram um acordo sobre a Ucrânia. Sob o acordo, "França e Austrália fornecerão conjuntamente à Ucrânia projéteis [de artilharia] de 155 mm".
Em 31 de janeiro, o presidente dos Estados Unidos, Joe Biden, afirmou que os Estados Unidos não tinham intenção de transferir caças F-16 para a Ucrânia. Um porta-voz do primeiro-ministro britânico Rishi Sunak, também afirmou que o Reino Unido não pretendia enviar aeronaves a jato para os ucranianos, afirmando que não era logisticamente prático.
Dois funcionários do governo americano disseram que os Estados Unidos estavam preparando um pacote de ajuda de US$ 2 bilhões para a Ucrânia, que incluiriam bombas inteligentes pesadas GLSDB, que tinham alcance de 150 km, o que aumentaria consideravelmente a capacidade dos ucranianos de atacar alvos a longa distância.

### Fevereiro

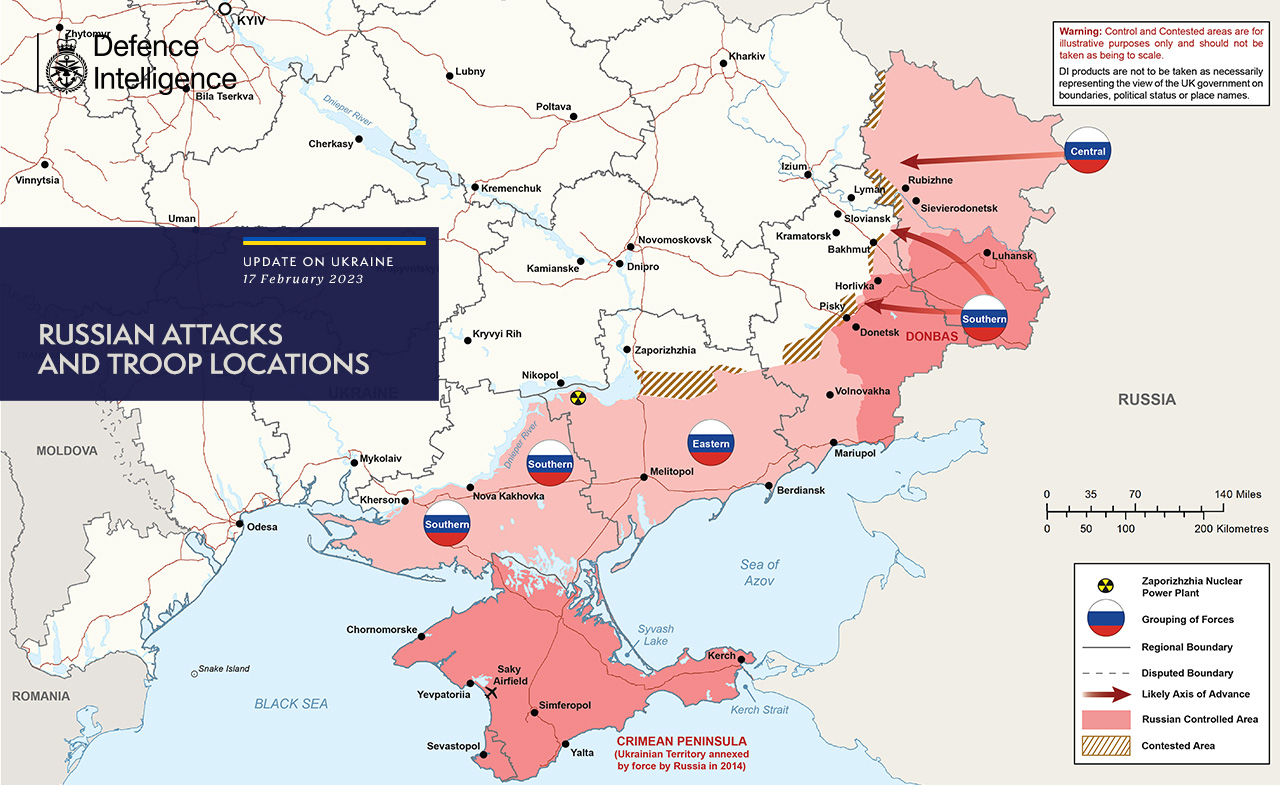
A situação da guerra em meados de fevereiro. A Rússia lançou ataques nas regiões de Zaporíjia, Donetsk e Lugansk, algo que os aliados ocidentais e a Ucrânia caracterizaram como a grande ofensiva russo perto do aniversário de um ano do conflito.

#### 1–15 de fevereiro
Em 1 de fevereiro, o governo ucraniano tomou ações para aumentar a estabilidade interna, apertando o cerco contra a corrupção estatal. Funcionários públicos foram presos e escritórios invadidos pela polícia. De acordo com analistas, isso foi uma tentativa do governo Zelensky de mostrar para o Ocidente que seu governo estava determinado a enfrentar a corrupção (um problema crônico que seguia a Ucrânia desde sua independência).
Enquanto isso, na região de Bakhmut, os russos mantinham-se na ofensiva para tomar este objetivo simbólico. Mercenários do Grupo Wagner afirmaram, por exemplo, ter capturado o vilarejo de Sakko I Vantsetti.
Em um relatório divulgado na imprensa da sul-coreana, em 2 de fevereiro, a Coreia do Norte planejava continuar a fornecer munição e outros equipamentos para a Rússia, incluindo 500 militares e policiais para ajudar a manter a paz nas ruas da região ocupada de Donbass.
A Rússia continuou a bombardear as cidades da Ucrânia, ainda que a intensidade tenha sido reduzida quando comparado com os meses anteriores. A polícia ucraniana afirmou que um míssil russo atingiu um complexo de apartamentos em Kramatorsk, matando cerca de três pessoas e ferindo pelo menos 21 outras. Ainda em 2 de fevereiro, autoridades da União Europeia visitaram Kiev para reforçar o apoio da organização ao país na sua luta contra a Rússia.
Em 3 de fevereiro, os Estados Unidos anunciaram um novo pacote de ajuda militar para a Ucrânia, totalizando mais de dois bilhões de dólares. Dentro do pacote incluía munição para artilharia e morteiros (de 155 mm e 120 mm, respectivamente), foguetes para os HIMARS e para Javelins (além de lançadores adicionais), minas Claymore, lançadores antiaéreos MIM-23 Hawk, equipamento para integrar lançadores, mísseis e radares de defesa aérea ocidentais com os sistemas de defesa aérea da Ucrânia, radares, equipamentos de comunicação, suprimentos médicos, geradores de energia, 190 metralhadoras pesadas com miras de imagens térmicas e munição associada para combater sistemas aéreos não tripulados, equipamentos de demolição e munição adicional, especialmente para armas pequenas.
Em 4 de fevereiro, autoridades ucranianas afirmaram ter feito outra troca de prisioneiros com a Rússia. Eles alegaram que 116 prisioneiros de guerra ucranianos foram devolvidos, incluindo soldados ucranianos e guerrilheiros de territórios ocupados. Também incluía os corpos dos dois trabalhadores humanitários britânicos mortos perto de Soledar (Chris Parry, de 28 anos, e Andrew Bagshaw, de 47 anos). Oficiais russos afirmaram que cerca de 63 soldados deles foram devolvidos também.O acordo foi em parte organizado pelos Emirados Árabes Unidos.

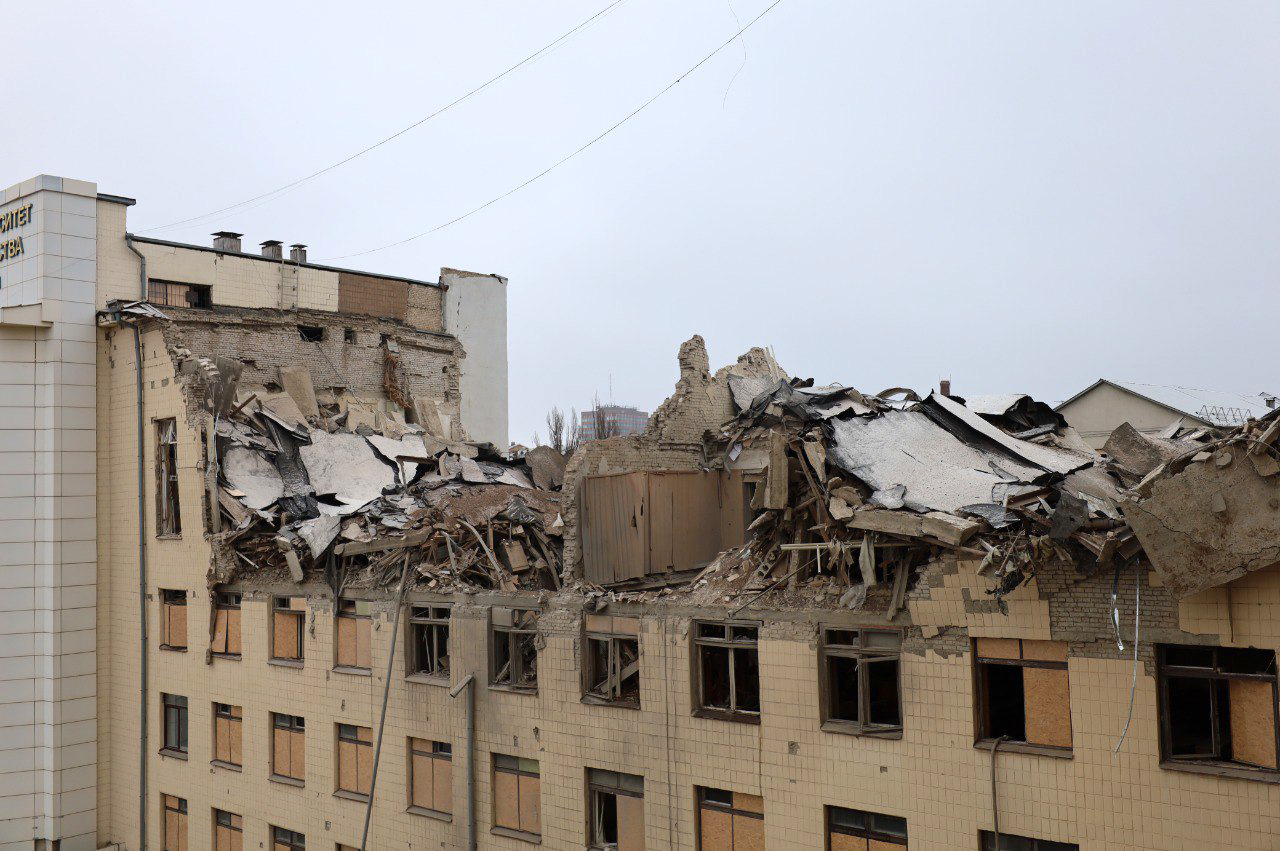
A Academia Nacional de Economia Urbana de Kharkiv após um ataque de foguetes russos.

O jornal americano The Wall Street Journal informou, numa matéria publicada em 5 de fevereiro, que a Rússia e o Irã planejava construir uma fábrica para construir versões aprimoradas dos drones Shahed 136 em Yelabuga para produzir cerca de 6 000 drones para a guerra na Ucrânia.
Intensos bombardeamentos russos e ataques com foguetes danificaram casas e infraestrutura civil no Oblast de Kherson, em Druzhkivka (Oblast de Donetsk) e em Kharkiv. Além disso, a centenária Academia Nacional de Economia Urbana de Kharkiv foi parcialmente destruída.
Ainda em 5 de fevereiro, o embargo e teto de preços para produtos russos derivados de petróleo, imposto pela União Europeia, Austrália e o G7, começou a fazer efeito.
Em 8 de fevereiro, Igor Mangushev, capitão das Forças separatistas de Donbas, líder nacionalista e conselheiro político russo, morreu devido a ferimentos sofridos em combate.
Em uma análise feita no começo de fevereiro, o Institute for the Study of War (ISW) afirmou que as forças russas começaram sua próxima grande ofensiva no oeste da região oriental de Luhansk, a partir de territórios já ocupados.
Dmitry Medvedev, membro do conselho de segurança da Rússia, visitou a fábrica de veículos blindados de Omsk e afirmou, prometendo "modernizar milhares de tanques" e "aumentar a produção de veículos modernos" em resposta à Ucrânia recebendo tanques ocidentais.
Volodymyr Zelensky, o presidente da Ucrânia, viajou para a Bélgica e se encontrou com a liderança do Conselho Europeu em Bruxelas e relatou a eles que seu país interceptou planos dos serviços secretos russos para "destruir" a Moldávia organizando algum tipo de golpe pró-Rússia. Isso também foi confirmado pela inteligência moldava.
Em 9 de fevereiro de 2023, os ucranianos confirmaram que, utilizando artilharia de longa distância, havia destruído um BMPT Terminator perto de Kreminna. Veículos como o Terminator eram frequentemente usados na propaganda russa para mostrar suas "super armas" para subjugar a Ucrânia.
No dia seguinte, dezessete mísseis russos atingiram Zaporíjia em um espaço de uma hora. Outros mísseis atingiram as regiões de Khmelnytskyi, Kharkiv e Dnipropetrovsk, visando a rede elétrica e forçando apagões de emergência.
Ainda em 10 de fevereiro, Valerii Zaluzhnyi afirmou que dois mísseis 3M-54 Kalibr russos lançados do Mar Negro entraram no espaço aéreo da Moldávia antes de reentrar na Ucrânia. O ministério da defesa moldávio confirmou que um míssil cruzou seu espaço aéreo e convocou o embaixador russo para conversas.

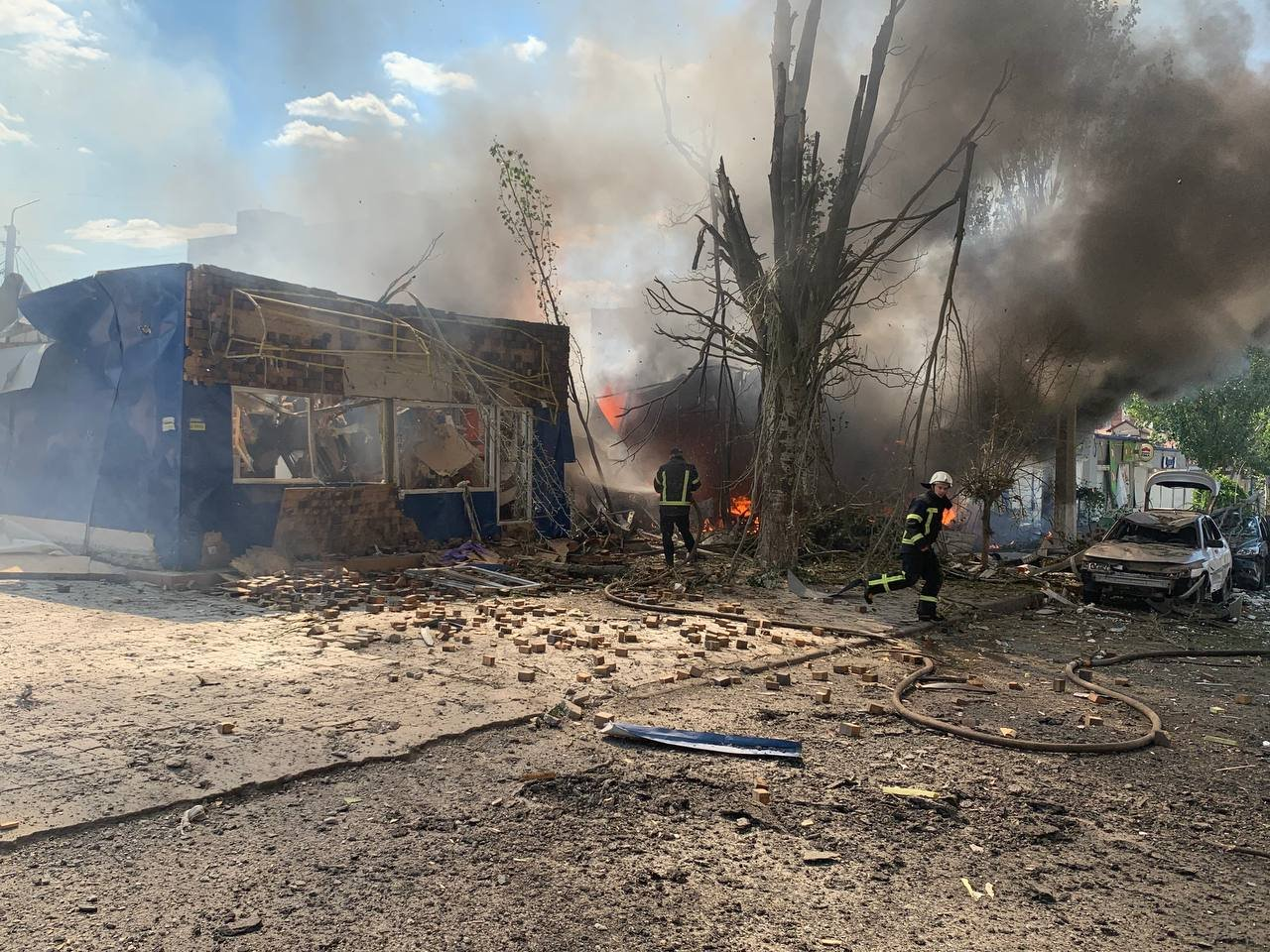
Destruição em Bakhmut.

Nesse mesmo dia, os russos lançaram um imenso bombardeio com mísseis e foguetes de longa distância contra alvos civis e infraestrutura por toda a Ucrânia. O governo ucraniano alegou ter derrubado 61 dos 71 mísseis de cruzeiro que as forças russas dispararam contra alvos ucranianos. Os russos teriam usado uma mistura de Kh-101, Kh-555 e Kalibr durante seus ataques; oito bombardeiros Tu-95 russos foram utilizados, bem como elementos da Frota do Mar Negro.
Celeste Wallander, a Subsecretária de Defesa dos Estados Unidos para Assuntos de Segurança Internacional, estimou que a Rússia "provavelmente" perdeu metade de seus principais tanques de batalha que tinha no serviço ativo antes da guerra, embora os russos estivessem se adaptando a essas perdas ao reativar blindados dos seus enormes estoques de reserva.
A ponte ucraniana de Zatoka, no Oblast de Odessa, que cruza o estuário de Dniester, foi atingida por um drone marítimo russo abarrotado de explosivos.
Em 12 de fevereiro, dados ucranianos indicavam que os soldados russos estavam sofrendo suas maiores perdas desde a primeira semana da guerra, com 824 soldados sendo mortos por dia em fevereiro. O Ministério da Defesa do Reino Unido afirmou que os dados são "provavelmente precisos". Em junho e julho de 2022, apenas cerca de 172 soldados russos estavam sendo mortos por dia. Por outro lado, a Ucrânia também estava sofrendo uma alta taxa de desgaste.
Mercenários do Grupo Wagner mantinham-se nas linhas de frente em Bakhmut, capturando o vilarejo estratégico de Krasna Hora, no leste do Oblast de Donetsk. Segundo analistas, militares Wagner, Unidades dos Regimentos Paraquedistas e os fuzileiros navais eram as tropas das forças armadas russas que se saíam majoritariamente bem nos campos de batalha, apesar dos combates constantes estarem desgastando estas unidades.
A Embaixada dos Estados Unidos em Moscou aconselhou todos os cidadãos americanos a deixarem imediatamente a Rússia devido à guerra em curso na Ucrânia, citando o "risco de detenções indevidas" pelas autoridades russas.
Em 13 de fevereiro, foi reportado que supostamente o Paquistão enviou cerca de 10 000 foguetes Grad para a Ucrânia em fevereiro.
No dia seguinte, foi reportado com vídeos os primeiros treinos de soldados ucranianos aprendendo a manusear tanques alemães Leopard 2, num campo de treinamento na Polônia. Ucranianos também estavam indo para a Inglaterra, Alemanha e Estados Unidos para treinarem a usar equipamentos ocidentais, como veículos blindados, artilharia e aeronaves. A Noruega anúnciou que enviaria oito tanques Leopard 2 para a Ucrânia.

#### 16–28 de fevereiro

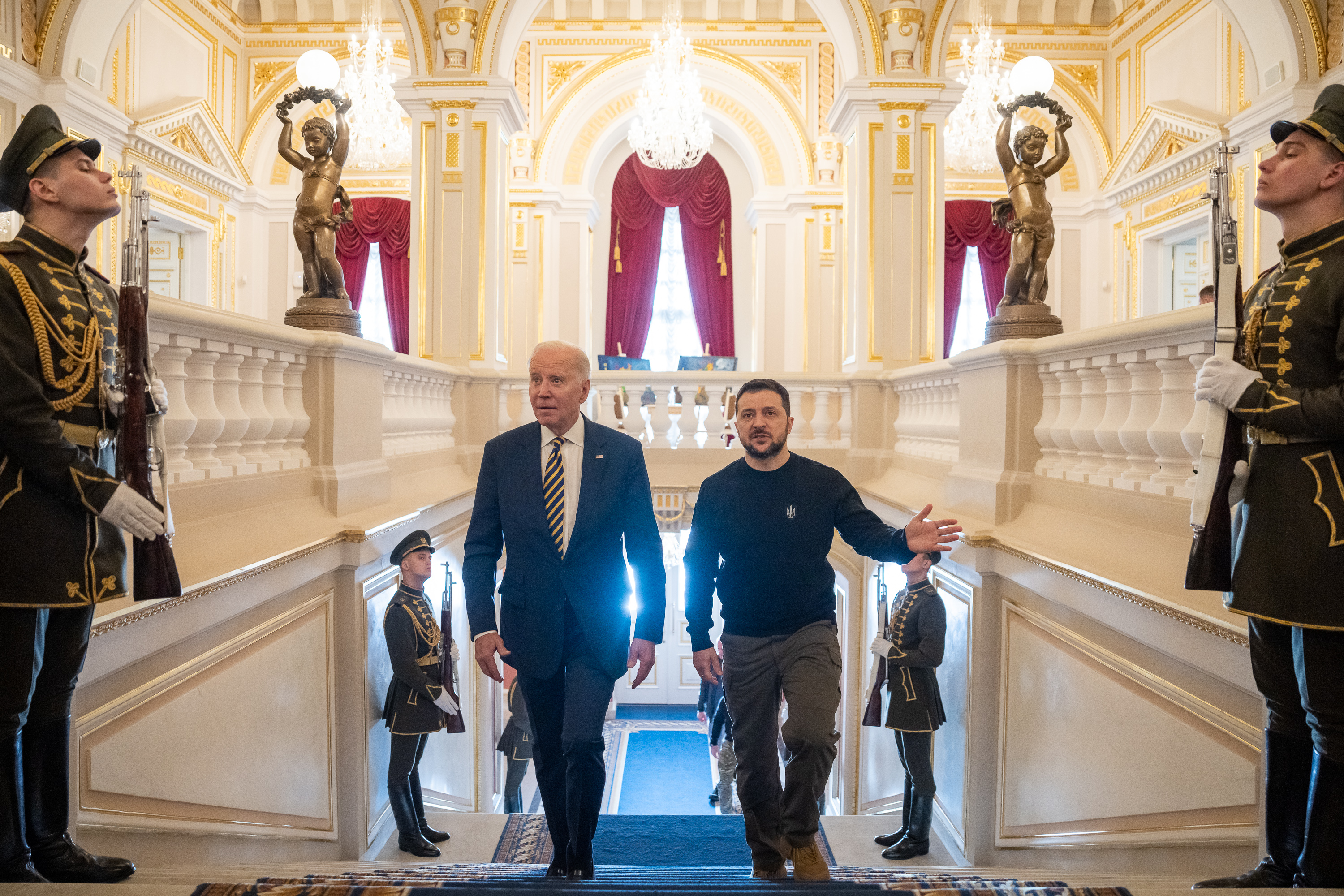
Joe Biden em sua visita a Kiev, em fevereiro de 2023.

Na terceira semana de fevereiro, as batalhas se seguiam no leste e sul da Ucrânia, incluindo em Vuhledar, Avdiivka, Kreminna e Marinka, por exemplo, mas o grosso dos combates, onde ambos os lados estavam gastando mais recurso e mais sangue, acontecia em Bakhmut. As frentes de batalha permaneciam estáticas, com exceção de Bakhmut onde os russos faziam avanços lentos mas efetivos, cercando os militares ucranianos por lá numa sangrenta batalha de desgaste.
Em 20 de fevereiro, o presidente Joe Biden realizou uma visita a Kiev, onde se encontrou com o presidente Volodymyr Zelensky. Ambos discutiram a situação do conflito e o presidente americano prometeu mais apoio financeiro e militar para a Ucrânia.
Em 21 de fevereiro, foi a vez do presidente Vladimir Putin discursar para o seu povo. Ele reiterou o discurso que usou para justificar a guerra, como a pressão da OTAN em suas fronteiras, uma suposta presença nazista na Ucrânia e o aumento da russofobia no Ocidente, mas ele também reiterou aspectos mais sociais, apontando o que ele chamou de "decadência moral do Ocidente" (como aceitação da homossexualidade) e afirmou que seu país estava no meio de um "choque de civilizações" com as nações ocidentais. Porém, de forma mais prática, Putin anunciou que a Rússia estava se retirando do acordo New START (o último tratado de controle de armas nucleares ainda vigente entre as potências), acusando o Ocidente de estar diretamente envolvido no ataque às bases aéreas estratégicas da Rússia.
Em 23 de fevereiro, o ministério da defesa da Rússia afirmou que a Ucrânia estava planejando uma invasão contra a região da Transnístria e que os soldados russos lá responderiam de acordo. Autoridades da Moldávia rejeitaram estas acusações e afirmaram que, na verdade, era a Rússia que planejava um golpe de estado no país.

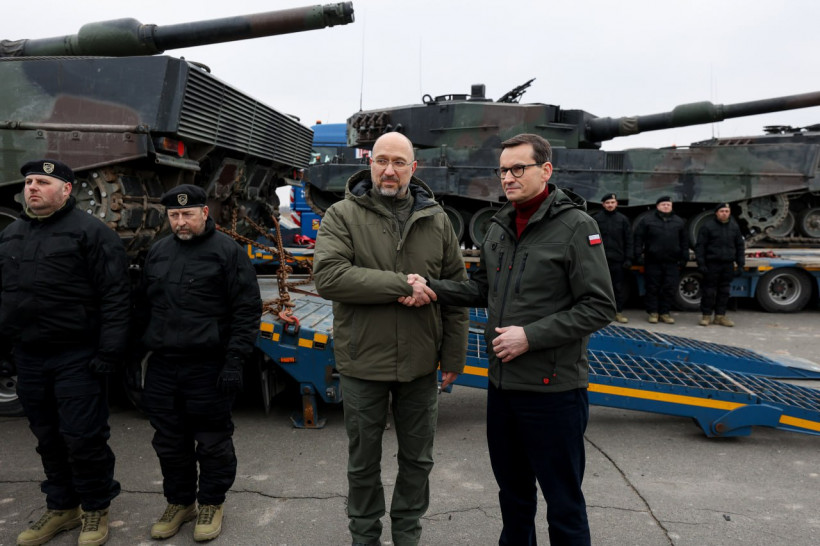
Tanques Leopard 2 poloneses chegando na Ucrânia. Na cerimônia, autoridades políticas ucranianas e da Polônia estavam presentes.

No dia 24 de fevereiro, os primeiros tanques Leopard alemães de Varsóvia chegaram na Ucrânia junto com uma delegação liderada pelo primeiro-ministro Mateusz Morawiecki que chegou em Kiev afirmando que isso era um "sinal claro e mensurável de mais apoio" aos ucranianos.
Autoridades dos Estados Unidos anunciaram mais um pacote de US$ 2 bilhões de dólares em ajuda aos ucranianos e aumentaram as sanções e tarifas contra a Rússia. O pacote de armas anunciado pelo Departamento de Defesa americano incluía financiamento para contratos de foguetes HIMARS, drones e equipamentos de combate a aeronaves não-tripuladas, dispositivos de remoção de minas, munição de artilharia de 155 mm e linhas seguras de comunicação.
Já a China propôs seu próprio plano de paz para encerrar o conflito, que envolveria um cessar-fogo e várias outras etapas que resultariam em negociações diretas. O governo chinês afirmou manter a posição de que "a soberania, independência e integridade territorial dos países sejam efetivamente garantidas" e que a "mentalidade da guerra fria" deve acabar. Autoridades dos Estados Unidos, como Biden e Blinken, expressaram dúvidas sobre o plano, porque a China não parecia na prática ser neutra e porque ainda não havia condenado a invasão após um ano. Zelensky afirmou que é bom que a China esteja falando sobre a Ucrânia, mas que disse que aguardaria com cautela os detalhes do plano. Também é especulado por alguns especialistas que, dependendo de como isso acontecer, a China também pode dar meia-volta e começar a fornecer equipamentos militares à Rússia.

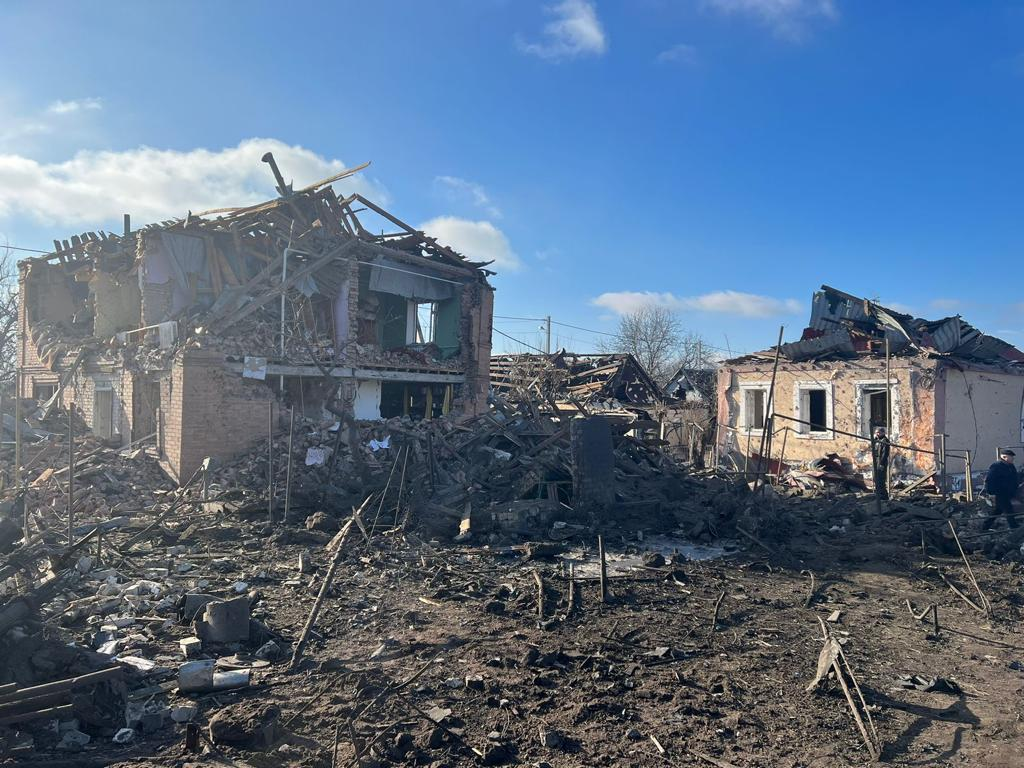
A cidade de Pavlograd após um pesado bombardeio russo contra a cidade.

Em 26 de fevereiro, de acordo com uma fonte russa, os confrontos fronteiriços entre a Bielorrússia e a Ucrânia resultaram na morte de um soldado bielorrusso.
Uma aeronave Beriev A-50U na base aérea de Machulishchy fo supostamente destruído por guerrilheiros bielorrussos. No entanto, imagens de satélite da base aérea de Machulishchy de 28 de fevereiro mostraram que o único A-50 localizado lá ainda estava praticamente intacto.
Em 28 de fevereiro, Volodymyr Zelensky afirmou que a situação com a defesa de Bakhmut estava se deteriorando. Segundo ele, as forças armadas russas estavam destruindo tudo o que podia ser usado para proteger a cidade. O líder da República Popular de Donetsk, Denis Pushilin, disse que quase todas as rotas que levavam a Bakhmut estavam sob o controle de fogo de tropas russas.
Neste mesmo dia, em várias regiões da Rússia (como Belgorod, Bryansk, na área de Moscou, Adigueia e Krasnodar), vários drones ucranianos teriam sido derrubados. Em Tuapse houve um incêndio na base de Rosneft. Em São Petersburgo, o trabalho foi suspenso por cerca de uma hora no Aeroporto de Pulkovo devido a um "objeto não identificado que parecia um grande drone", mas depois a suspensão foi oficialmente explicada por um exercício.

### Março

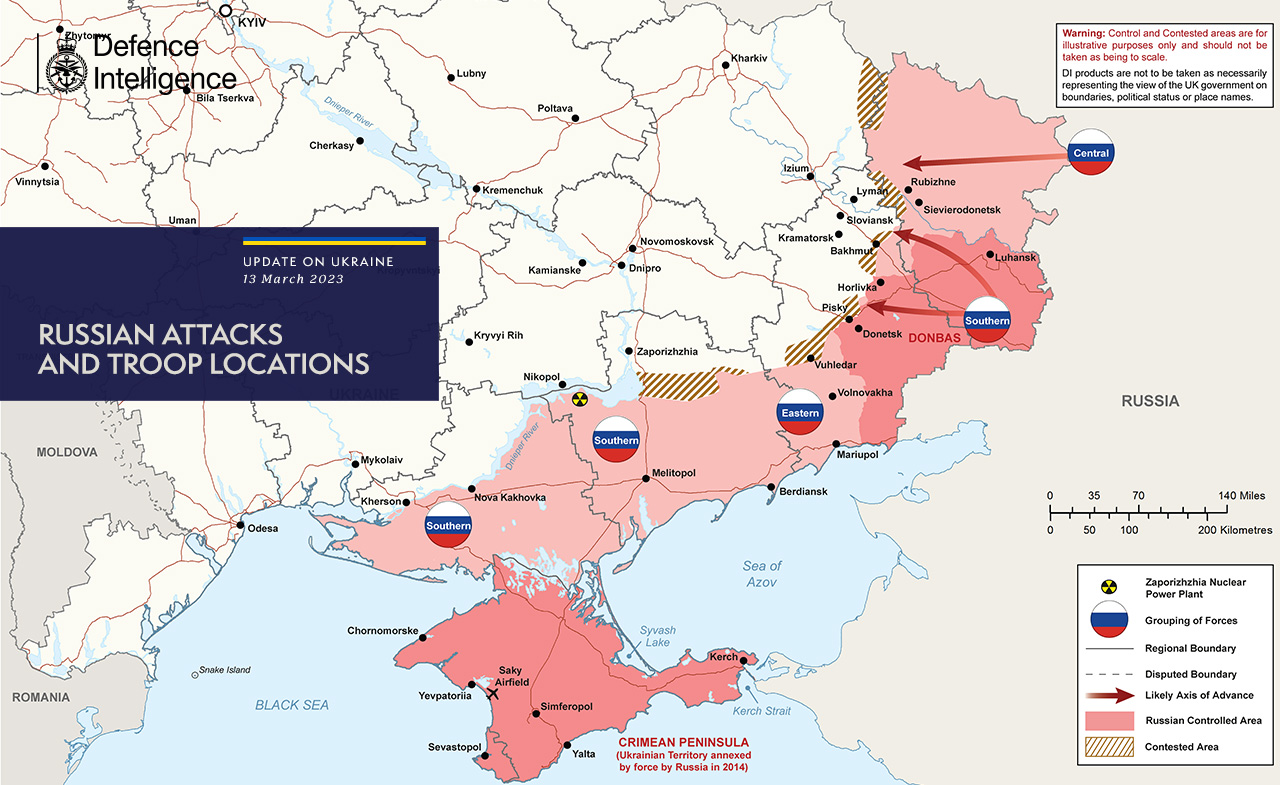
A situação militar na Ucrânia em meados de março de 2023. Ao final do inverno, o derretimento da neve e as chuvas causaram lamaçais nos campos (num fenômeno chamado de "Rasputitsa"), impedindo a guerra de movimento.

#### 1–17 de março
Em 1 de março, a Rússia afirmou ter repelido um enorme ataque com drones na Crimeia, mas o governo ucraniano negou essa informação. No dia seguinte, autoridades russas afirmaram que duas pessoas foram mortas em "ataques terroristas" em duas vilas próximas da Ucrânia, no Oblast de Bryansk. A Ucrânia negou envolvimento, chamando-o de provocação.
Os russos continuaram avançando em Bakhmut, embora o número de baixas em ambos os lados continuava a subir. Em 4 de março, o governo ucraniano começou a retirar algumas unidades militares de Bakhmut e civis também começaram a debandar em massa temendo um cerco russo completo. Mais tarde foi confirmado que a Ucrânia ainda mantinha, naquele época, uma enorme força na região, apesar de analistas questionarem a obsessão ucraniana em manter a cidade que não tem tanto valor estratégico.
Em 4 de março, a empresa armamentista alemã Rheinmetall afirmou que estava negociando com o governo ucraniano sobre a possibilidade de abrir uma fábrica de blindados no país. A fábrica proposta custaria cerca de 200 milhões de euros e seria capaz de produzir até 400 tanques Panther KF51 por ano. Armin Papperger, o presidente da empresa, teria argumentado que a Ucrânia precisaria de cerca de 600 a 800 novos tanques para vencer a guerra, o que é mais do que os 300 tanques existentes que a Alemanha poderia fornecer a eles.
O ministro da defesa ucraniano, Oleksiy Reznikov, escreveu uma carta para as autoridades europeias afirmando que seu país precisava de 250 000 munições de 155mm por mês. A Ucrânia utiliza cerca de 110 000 munições de 155mm por mês, muito acima da capacidade de produção do Ocidente no começo do conflito. Ele afirmou que as forças ucranianas estavam disparando apenas um-quinto do que poderiam devido à escassez. A esperança ucraniana era usar "594 000" projéteis por mês. A OTAN afirmou que estava considerando estabelecer fábricas na Europa Oriental para aumentar a produção de munição da era soviética. Reznikov também afirmou que a Ucrânia estava ganhando a "guerra de atrito" contra a Rússia, dizendo que os russos estavam perdendo 500 homens por dia (entre mortos e feridos).
Em 5 de março foi revelado que um seleto grupo de pilotos ucranianos estavam nos Estados Unidos num programa para se familiarizar com aeronaves ocidentais, como o caça F-16. Os Estados Unidos continuavam, porém, a hesitar em mandar aviões para os ucranianos.
Em 7 de março, o Instituto Americano para o Estudo da Guerra (Institute for the Study of War, ou ISW) afirmou que as tropas russas, após uma retirada "controlada" das forças ucranianas, aparentemente capturaram a parte oriental de Bakhmut. Na manhã seguinte, Yevgeny Prigozhin, chefe do grupo Wagner PMC, disse que suas unidades controlavam completamente tudo a leste do rio Bakhmutka.
A 8 de março, ministros da defesa de países da União Europeia anunciaram a compra de mais de um bilhão de euros em munição (principalmente artilharia) para os ucranianos, além de outro bilhão em outros equipamentos militares. Os fabricantes precisariam de pedidos maiores para ter segurança financeira suficiente para construir novas fábricas; novos pedidos de munição de artilharia podiam levar de 2 a 3 anos para serem produzidos usando apenas as fábricas existentes no começo de 2023.
O governo dos Estados Unidos voltou a afirmar que estava considerando mandar para a Ucrânia grandes quantidades de mísseis AIM-120 para os caças MiG-29 e Su-27 da força aérea ucraniana.

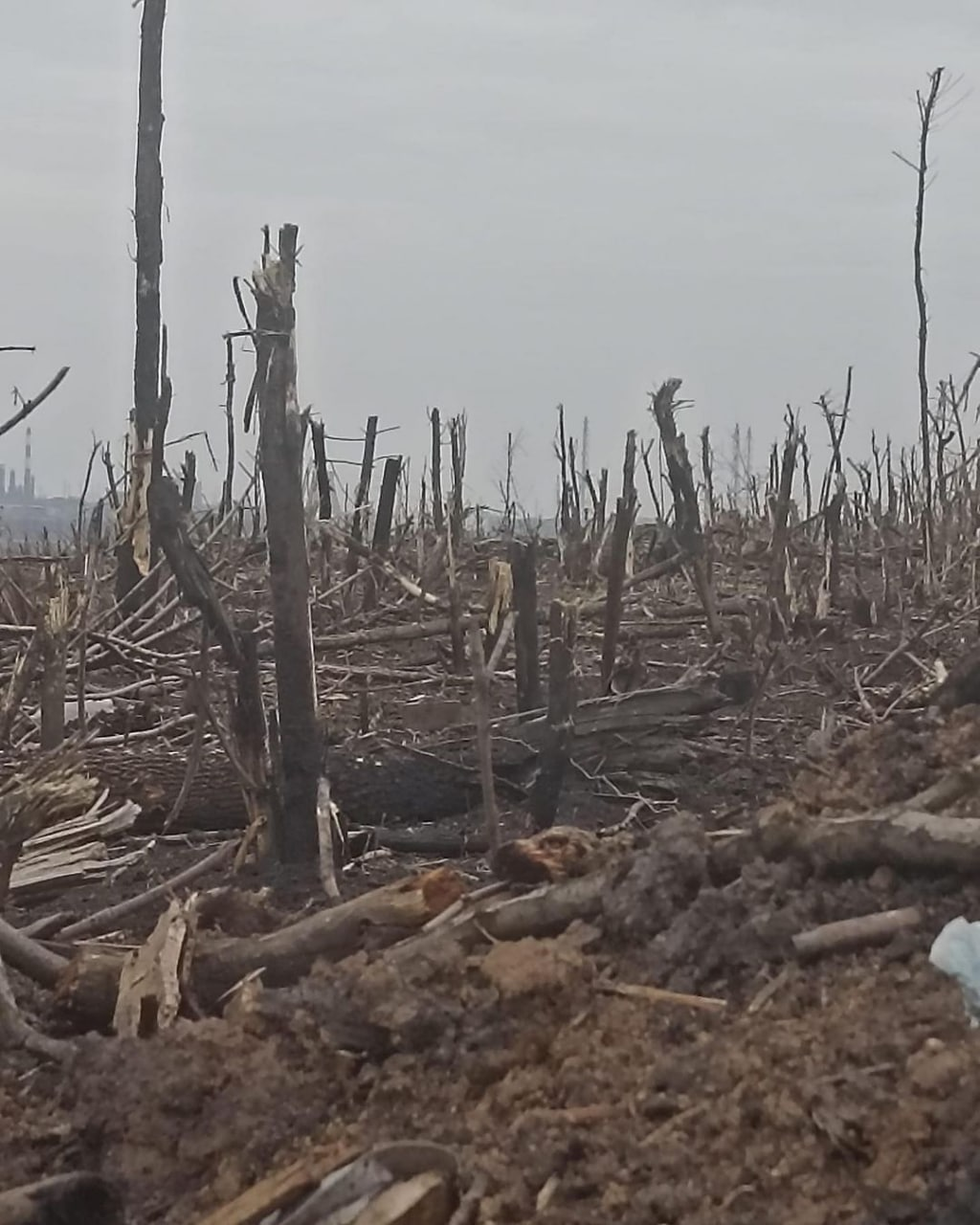
Destruição nos arredores da cidade de Bakhmut, palco dos mais violentos combates da guerra no começo de 2023.

Em 9 de março, a Rússia lançou um enorme ataque com 81 mísseis de longo alcance (incluindo seis Kinzhal) e 8 drones contra diversas cidades pela Ucrânia. Este foi o primeiro ataque em larga escala russo com mísseis em mais de três semanas. O Exército da Ucrânia afirmou ter derrubado 34 dos mísseis e 4 dos drones Shahed, mas cerca de nove pessoas foram mortas. Apagões foram relatados em várias cidades ucranianas. A Usina Nuclear de Zaporíjia foi brevemente cortada da rede energética ucraniana, deixando-a funcionando com geradores a diesel de reserva pela sexta vez desde que as forças russas assumiram o controle doze meses antes. A Rússia alegou que estas ações foram em resposta ao ataque ucraniano em Bryansk.

O chefe da inteligência militar lituana, Elegijus Paulavicius, disse em entrevista que a Rússia teria recursos para continuar a guerra na Ucrânia por pelo menos dois anos na "intensidade atual". Ele também descartou o efeito das sanções, já que a Rússia tem "longas cadeias de intermediários" para obter tecnologia ocidental. Autoridades ocidentais estimavam, no começo de março, que entre 20 000 e 30 000 soldados russos foram mortos ou feridos nos combates em torno de Bakhmut, enquanto as forças ucranianas perderam cerca de um quinto desse número. Tais afirmações não podem ser verificadas de forma independente.
Em 11 de março, a Ucrânia e a Rússia confirmaram que centenas de seus soldados de cada lado foram mortos em 24 horas em Bakhmut, com os combates ganhando nova intensidade.
Em 13 de março, a Noruega afirmou que enviaria para o exército ucraniano dois lançadores NASAMS de defesa antiaérea.
A 15 de março, a Ukroboronprom (a principal empresa de defesa ucraniana), com ajuda de um país não identificado da OTAN, havia começado a produção de munição de 125 mm para os tanques da era soviética da Ucrânia. Eles também estavam produzindo projéteis para morteiros de 120 mm e munição de 122 mm e 152 mm para artilharia. A produção de projéteis foi completamente dispersada por um grande número de cidades. Isso faz parte de um esforço maior da Ucrânia para fabricar munição, já que os doadores ocidentais estavam esgotando seus próprios estoques da era soviética.
Em 16 de março, a Polônia afirmou que doaria quatro caças MiG-29 para a Ucrânia em questão de dias. O restante da frota de MiG-29 da Polônia estava sendo reparado para também estar pronto para transferência em um momento posterior. Foi especulado que o governo polonês enviaria outros onze MiG-29 para os ucranianos mais tarde.
Em 17 de março, o primeiro-ministro da Eslováquia, Eduard Heger, afirmou que, assim como a Polônia, estaria enviando sua frota de MiG-29 (cerca de treze) para a Ucrânia. Os jatos estavam em vários estados de prontidão e foram retirados em 2022, portanto, provavelmente precisariam de manutenção substancial para estarem operacionais.

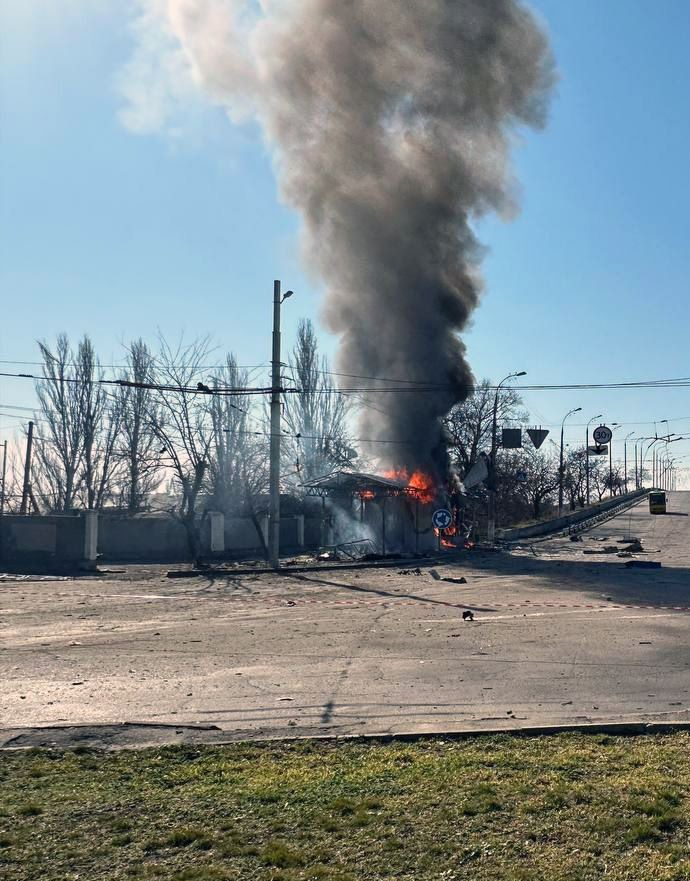
A cidade de Kherson após um bombardeio russo na região em março de 2023. A cidade, embora tenha libertada pelos ucranianos meses antes, continuou a ser bombardeada com frequência.

O Tribunal Penal Internacional expediu mandado de prisão contra o Presidente Putin por alegados crimes de guerra na Ucrânia. Especialistas afirmaram que tal gesto era mais simbólico do que prático, sendo improvávle de ter grandes repercussões.

#### 18–31 de março
Em 18 de março, o presidente Vladimir Putin visitou a região da Crimeia no nono aniversário da anexação da península. Nesse mesmo dia, a Iniciativa do Mar Negro, um acordo mediado pela Turquia para que a Ucrânia pudesse exportar seus grãos por águas controladas militarmente pela Rússia, foi estendida. No dia seguinte, Putin foi até a cidade de Mariupol, chegando via helicóptero, marcando a primeira vez que o Chefe de Estado russo visitou uma região militar conquistada na guerra.
Um dos principais problemas que afetavam ambos os lados (mas a Ucrânia principalmente), era a falta de munição e suprimentos militares. Para sanar isso, em 20 de março, a União Europeia anunciou que enviaria um milhão de projéteis de artilharia para o exército ucraniano nos doze meses seguintes. Os Estados Unidos, por outro lado, também fez mais promessas de ajuda, desta vez anunciando um pacote de US$ 350 milhões de dólares que incluía foguetes para o sistema HIMARS, munição para veículos Bradley, mísseis HARM, armas anti-tanque, barcos ribeirinhos e outros tipos de equipamentos.
Em 21 de março, explosões foram reportados na cidade de Dzhankoi, na Crimeia ocupada. O administrador russo local, Ihor Ivin, disse que um homem de 33 anos foi levado ao hospital devido a estilhaços de um drone abatido. A rede elétrica foi danificada e vários edifícios da instalação pegaram fogo. O Ministério da Defesa ucraniano disse que as explosões "...destruíram mísseis Kalibr-KN russos que estavam sendo transportados por trem". Autoridades ucranianas acrescentaram que os mísseis eram supostamente destinados ao lançamento de submarinos pela frota russa do Mar Negro, mas a Ucrânia não reivindicou explicitamente a responsabilidade pelas explosões.
Ainda em 21 de março, o primeiro-ministro japonês Fumio Kishida se encontrou com o Presidente Zelenskyy em Kiev e discutiram propostas de paz e apoio financeiro à Ucrânia. Já o governo dos Estados Unidos anunciou que, em um esforço para acelerar a entrega de armamentos, afirmou que forneceria aos ucranianos tanques M1A1 Abrams mais antigos que foram atualizados para oferecer uma "capacidade muito semelhante ao M1A2" em vez dos tanques M1A2 mais novos que seriam entregues no final do ano de 2023. Além disso, o governo do Reino Unido forneceria à Ucrânia projéteis de urânio empobrecido para seus blindados, algo que gerou uma nota de repúdio por parte dos russos.
Em 22 de março, o presidente Zelenskyy visitou as tropas nas linhas de frente de Bakhmut e entregou medalhas para soldados feridos. A luta na região continuava se arrastando, com ambos os lados sofrendo pesadas perdas. Do outro lado, imagens na internet mostravam que a Rússia estava mobilizando tanques T-54/55 de suas bases da reserva. Esses tanques são do final da década de 1940 e são os blindados mais antigos ainda mantidos em reserva. Alguns observadores afirmaram que tais veículos provavelmente estavam sendo movidos para a frente de batalha.
No dia seguinte, Dmitry Medvedev, o ex-presidente da Rússia e atual vice-presidente do conselho de segurança nacional, ameaçou guerra contra qualquer país se seus funcionários tentassem prender Putin sob o mandado do Tribunal Internacional, durante uma futura visita de estado. Ele também descreveu o tribunal como uma "não entidade legal que nunca fez nada significativo". Ele também ameaçou dizendo que, nesse caso, a Rússia possivelmente atacaria o Tribunal Penal Internacional com mísseis hipersônicos que seriam lançados de um navio no Mar do Norte. Medvedev também reiterou seus avisos anteriores de que a chance de uma guerra nuclear aumentava cada vez que as nações ocidentais enviavam ajuda militar à Ucrânia.
Ainda em 23 de março, a Suécia anunciou que enviaria o equivalente a 6,2 bilhões de coroas suecas (cerca de US$ 592 milhões de dólares) em ajuda militar à Ucrânia, o que incluiria veículos e munição.
Em 24 de março, um representante da Força Aérea Indiana afirmou ao Parlamento da Índia que "grandes entregas" de equipamentos vindos da Rússia seriam vastamente atrasados no curto e médio prazo devido a priorização daquele país com relação ao conflito na Ucrânia. Esta foi a primeira vez que um governo no mundo reconheceu oficialmente as deficiências da Rússia em fornecimento de armas ou componentes devido à guerra ucraniana que estava em andamento. De fato, além dos gastos nos campos de batalha, o setor de logística industrial russo foi caracterizado como "ineficiente" e propenso para corrupção nos contratos de aquisição.
Em 25 de março, o chefe militar ucraniano, o general Valerii Zaluzhnyi, postou no Facebook que as tropas ucranianas haviam conseguido "estabilizar a situação" em Bakhmut, embora isso pode ter acontecido devido ao fato dos russos terem dado uma parada tática para descansar suas desgastadas forças.
Nesse mesmo dia, o Presidente Putin disse que a Rússia seguiria em frente com seu plano de posicionar armas nucleares táticas na Bielorrússia. Ele também afirmou que um pequeno número de mísseis Iskander capazes de carregá-los já estavam em território bielorrusso. Uma instalação de armazenamento de armas nucleares táticas deve ser concluída em 1º de julho.

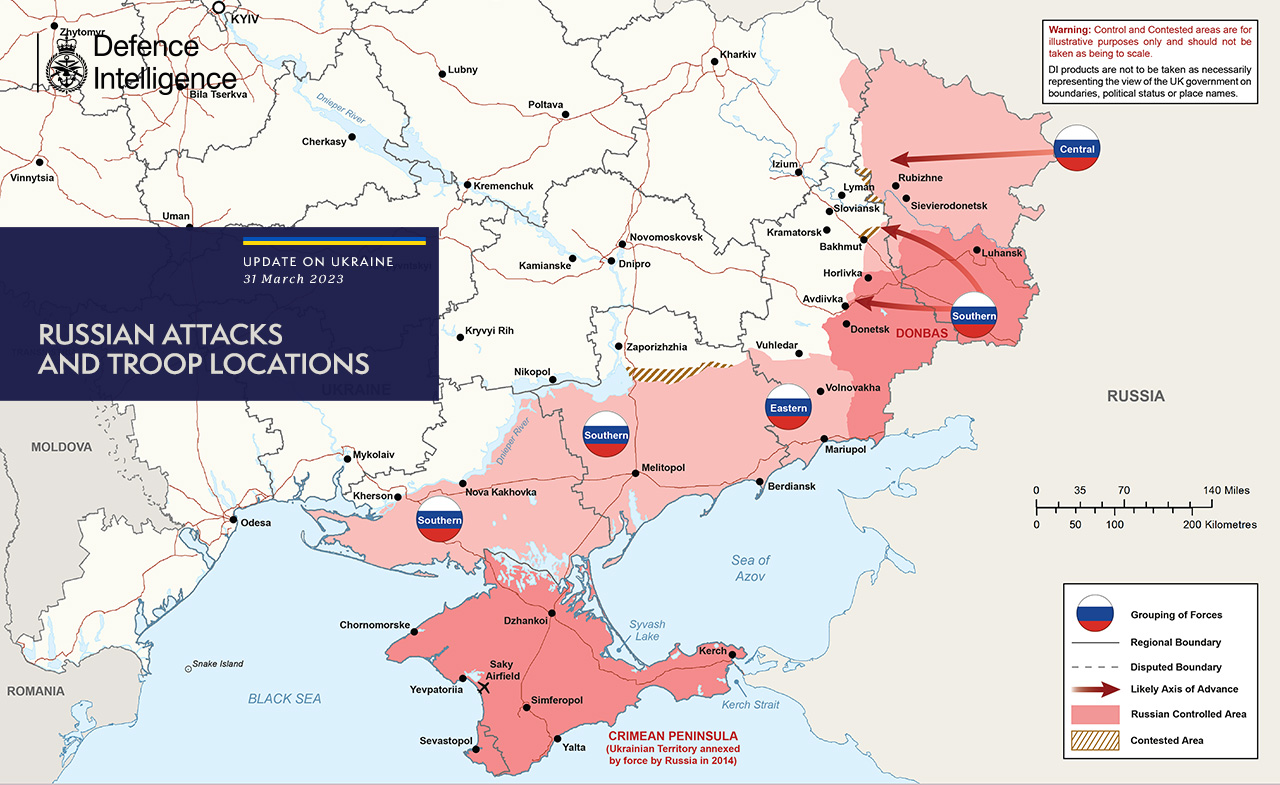
A situação nas linhas de frente na Ucrânia ao final de março de 2023. A luta se concentrava quase que exclusivamente no leste, como estava acontecendo desde novembro do ano anterior.

Em 28 de março, o ministro da defesa alemão, Boris Pistorius, afirmou que dezoito tanques Leopard 2A6 já estavam na Ucrânia. A porta-voz da defesa ucraniana, Iryna Zolotar, também confirmou a chegada de tanques britânicos Challenger 2.
Em 29 de março, o chefe da AIEA, Rafael Grossi, visitou a Usina Nuclear de Zaporíjia para verificar o status da planta em meio a crescentes combates na região. No dia seguinte, foi reportado que o jornalista Evan Gershkovich, do Wall Street Journal foi preso na Rússia acusado de espionagem pelo Serviço Federal de Segurança, próximo dos Montes Urais em Ecaterimburgo. Ele cobriu a invasão da Ucrânia e o impacto na economia russa das sanções ocidentais.
Em 31 de março, o Fundo Monetário Internacional aprovou um pacote de ajuda financeira de US$ 15,6 bilhões de dólares para a Ucrânia para ajudar a economia do país a se recuperar. O pacote seria o primeiro do gênero para uma nação em guerra. O Banco Mundial estimou que seria necessário cerca de US$ 411 bilhões para a recuperação da Ucrânia e a reconstrução pós-guerra.

### Abril

#### 1–16 de abril
No dia 1 de abril, a Rússia assumiu a presidência rotativa do Conselho de Segurança da ONU neste mês. Nesse papel, a Rússia pode manobrar reuniões sobre a Ucrânia e usar o mês para retratar os Estados Unidos e outros países ocidentais como fazendo falsas acusações contra os russos. No dia seguinte, Vladlen Tatarsky (um importante propagandista russo) foi morto em um atentado a bomba em uma cafeteria em São Petersburgo. Vladlen acabou sendo a única fatalidade, com dezenas de outras pessoas ficando feridas. Essa cafeteria era de propriedade de Yevgeny Prigozhin, chefe do Grupo Wagner.

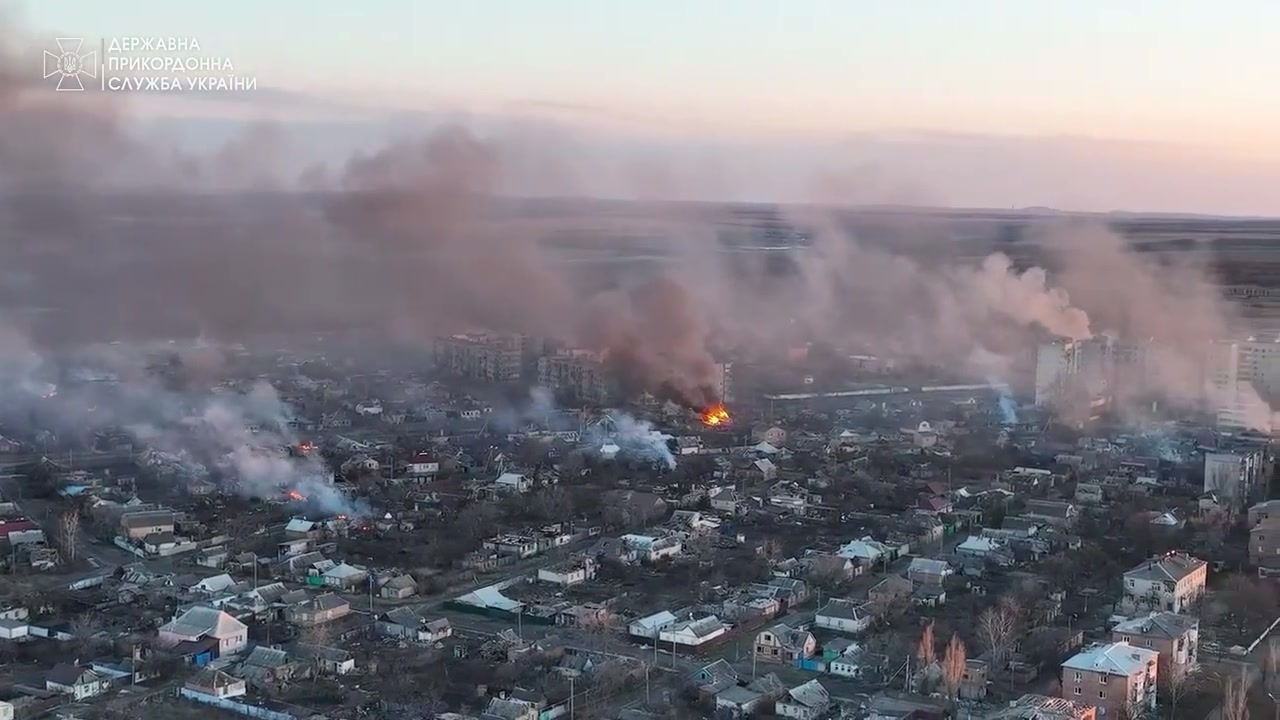
A batalha de Bakhmut, foco dos principais combates da guerra no primeiro trimestre de 2023.

Em 3 de abril, Marcin Przydacz, o conselheiro do presidente da Polônia, afirmou que o governo polonês transferiria alguns de seus MiG-29 para a Ucrânia. A Polônia afirmou que iria mandar quatro jatos no primeiro lote. Nesse mesmo dia, Jens Stoltenberg, o Secretário-geral da OTAN, anunciou oficialmente que a Finlândia entraria para a Organização do Tratado do Atlântico Norte no dia 4 de abril. Stoltenberg afirmou que a Suécia faria o mesmo no futuro próximo. Ambos esses países se propuseram a entrar na OTAN após a invasão da Rússia, citando razões de segurança.
Em 4 de abril, o governo dos Estados Unidos anunciou um novo pacote de ajuda militar de US$ 2,6 bilhões de dólares para a Ucrânia, que incluía munição para o HIMARS, interceptadores de defesa aérea, cartuchos de artilharia, munição para armas pequenas e sistemas anti-drone. No dia seguinte, a ministra da defesa espanhol, Margarita Robles, anunciou que a Espanha enviaria seix Leopard 2A4s para a Ucrânia na segunda metade de abril.
No dia 6 de abril, Fu Cong, o embaixador chinês para a União Europeia, explicou em entrevistas que a recentemente declarada "amizade sem limites" entre a Rússia e a China é na verdade "nada além de retórica" e que a China continuaria a não reconhecer a Crimeia como parte da Rússia. Em outra entrevista, ele negou que o governo chinês tivesse planos de fornecer armas aos russos. Isso era algo que as autoridades dos Estados Unidos estavam acusando a China de estar preparar. Ele também teria afirmado que o mais urgente para a China é "parar os combates para salvar vidas".
A empresa ucraniana de armamentos, a Ukroboronprom, anunciou que lançaria a fabricação conjunta de munição de 125 mm para tanques para tanques da era soviética com a empresa polonesa Polska Grupa Zbrojeniowa. A Ukroboronprom afirmou que a Polônia seria o segundo país da OTAN a ajudar a Ucrânia fabricar munição de origem soviética.
Enquanto isso, documentos confidenciais do governo dos Estados Unidos foram vazados na internet. De acordo com especialistas, os planos foram editados antes da publicação para diminuir as estimativas de perdas russas e aumentar as estimativas de perdas ucranianas. Alguns dos especialistas questionaram a autenticidade dos documentos e sugeriram que o vazamento poderia fazer parte de uma campanha de desinformação russa. Tal vazamento, contudo, se provou verdadeiro, embora algumas informações nele tenham sido adulteradas. Uma pessoa responsável por vazar os documentos foi presa.
Em 7 de abril, a inteligência britânica informou que o grupo PMC Wagner ocupou o centro de Bakhmut após pesados combates e finalmente conseguiu cruzar o rio Bakhmutka. Segundo o ministério da defesa britânico, as forças russas retomaram o ritmo da ofensiva na cidade. A luta ao redor de Bakhmut concentrou boa parte das ofensivas russas no inverno de 2022-23. Os combates também estavam se intensificando na linha Svatove-Kreminna e em Vuhledar, mas sem grandes mudanças.
Já em 9 de abril, a Ucrânia começou a exportar eletricidade pela primeira vez depois de seis meses após a invasão. As exportações de energia foram interrompidas devido a vários ataques russos contra a infraestrutura elétrica do país. O ministro da energia ucraniano, Herman Halushchenko, afirmou que o sistema elétrico vinha produzindo capacidade extra por quase dois meses.

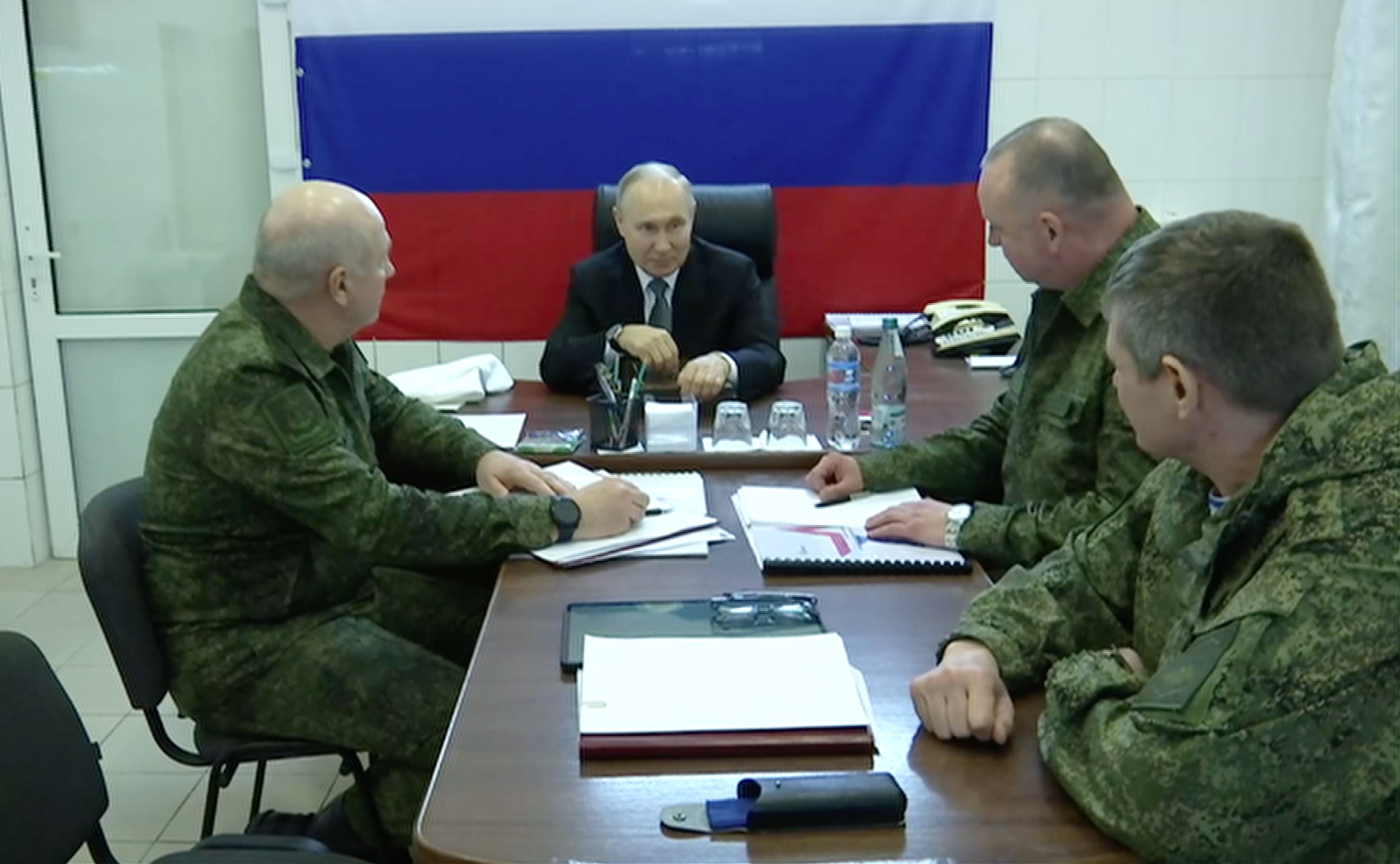
O presidente Putin visitando o Quartel-General do Grupo Dnepr e da Guarda nacional de Vostok, em abril de 2023.

Em 10 de abril, a Ucrânia e a Rússia realizaram outra troca de prisioneiros (106 soldados russos e 100 ucranianos), alguns dos quais precisavam de atenção médica.
Em 11 de abril, o ministro interino da defesa dinamarquês, Troels Lund Poulsen, afirmou que seu país forneceria a Ucrânia blindados tanques Leopard 1A5 antes do verão e esperava enviar até cem veículos blindados dentro de seis meses.
A Duma Federal, o parlamento russo, aprovou uma nova legislação para mudar a natureza das intimações de recrutamento do exército e como elas eram servidas aos potenciais conscritos. Anteriormente, uma intimação tinha que ser entregue fisicamente à pessoa convocada. Agora, uma citação seria considerada entregue quando aparece no portal (ou aplicativo) de serviços do governo chamado "Gosuslugi". O não cumprimento dessa convocação poderia significar possíveis "proibições de dirigir, registrar uma empresa, trabalhar como autônomo, obter crédito ou empréstimos, vender apartamentos, comprar propriedades ou obter benefícios sociais".
Em 12 de abril, um vídeo foi publicado na internet mostrando dois soldados ucranianos que foram decapitados pelos russos. Outro vídeo, aparentemente do verão passado, mostrava a decapitação de um outro soldado ucraniano. O presidente ucraniano condenou veementemente as ações. O porta-voz do Kremlin, Dmitry Peskov, disse que a autenticidade dos vídeos ainda precisava ser verificada.
Em 13 de abril, a BBC reportou que o Reino Unido planejava enviar um terceiro helicóptero Westland Sea King para a Ucrânia no curto prazo, com a tripulação ucraniana sendo treinada em sua manutenção em uma base no sul da Inglaterra.
Em 14 de abril, um bloco de apartamento na cidade ucraniana de Sloviansk foi bombardeado por forças russas, matando nove pessoas, incluindo um garoto de dois anos, com outras cinco pessoas sendo soterradas sob os escombros.
Em 15 de abril, os governos da Polônia e da Hungria baniram a importação de grãos e outros alimentos da Ucrânia "para proteger o setor agrícola local", devido aos suprimentos ucranianos que baixavam o preço dos alimentos em geral. As proibições foram criticadas pelo Ministério de Política Agrária da Ucrânia por contradizer acordos bilaterais sobre exportações, enquanto a Comissão Europeia disse que "ações unilaterais não seriam aceitáveis". Jarosław Kaczyński, o líder do partido Lei e Justiça, disse que a Polônia continuaria apoiando a Ucrânia e que estava pronta para iniciar negociações para resolver a questão.
No dia 16 de abril, Ucrânia e Rússia realizaram uma nova troca de prisioneiros durante a Páscoa da Igreja Ortodoxa. Cerca de cento e trinta prisioneiros de guerra ucranianos foram devolvidos à Ucrânia. Não se sabe quantos soldados russos foram libertados em troca. Autoridades ucranianas disseram que os restos mortais de cerca de oitenta e dois soldados ucranianos falecidos foram recuperados de territórios controlados pela Rússia.
O ministro da defesa chinês Li Shangfu se encontrou com o presidente russo Vladimir Putin. A reunião ocorreu em meio a relatos de que as forças ucranianas estavam encontrando um número crescente de componentes chineses em armas russas e documentos secretos vazados dos Estados Unidos revelaram supostos planos da China de fornecer secretamente armas à Rússia.

#### 17–30 de abril
Em 17 de abril, o presidente russo Vladimir Putin visitou comandantes militares na zona ocupada de Kherson e se encontrou com tropas no Oblast de Lugansk. Em Luhansk, ele deu aos soldados "cópias de ícones de presente" para a Páscoa ortodoxa russa, que aconteceu em 16 de abril. Embora o porta-voz do Kremlin Dmitry Peskov dizer que a visita aconteceu em 17 De abril, o Presidente Putin foi visto num vídeo dizendo que a Páscoa "estava chegando". Posteriormente, isto foi editado e removido da filmagem da visita.
Enquanto isso, a Eslováquia afirmou que havia terminado de transferir treze de seus caças MiG-29 para a Ucrânia.
Em 18 de abril, o governo alemão anunciou que havia entregue uma bateria de mísseis Patriot para o exército ucraniano. Os Estados Unidos ainda não haviam confirmado se o sistema Patriot que tinha prometido à Ucrânia havia sido entregue também.
O Ministério do Interior da Ucrânia anunciou que havia criado um banco de dados online de soldados separatistas russos e pró-russos mortos na Ucrânia. Até meados de abril, já tinha identificado nominalmente 56 827 "representantes russos" mortos na Ucrânia, bem como o local e a data da morte.
Em 19 de abril, o presidente da Coreia do Sul, Yoon Suk-yeol, anunciou que enviaria ajuda militar à Ucrânia, se a Rússia realizar mais ataques em grande escala contra civis ucranianos. Dmitry Medvedev, vice-secretário do Conselho de Segurança da Rússia e ex-presidente russo, respondeu dizendo que se a Coréia do Sul enviasse ajuda militar à Ucrânia, a Rússia responderia enviando ajuda militar à Coréia do Norte em uma base "... quid pro quo". O presidente Yoon fez comparações entre a guerra na Ucrânia e a Guerra da Coreia (1950–53) e como a comunidade internacional apoiou a Coréia do Sul.
Em 20 de abril, um caça russo Su-34 sobrevoando Belgorod sofreu um lançamento acidental ou de emergência de uma "munição aérea", deixando uma cratera de 20 metros no centro da cidade com três pessoas levemente feridas.
Já em 21 de abril, Jens Stoltenberg, o secretário-geral da OTAN, afirmou que "todos os aliados da OTAN concordaram que a Ucrânia se tornará membro", assim que a guerra contra a Rússia terminar. O ministro da defesa alemão Boris Pistorius havia dito anteriormente que ainda não era hora de decidir sobre a adesão da Ucrânia.
Um tribunal de Moscou ordenou um mandado de prisão, "in absentia", para o major-general Kyrylo Budanov, o chefe da Diretoria Principal de Inteligência ucraniana por causa da explosão da Ponte da Crimeia em 2022. No dia seguinte, uma bomba não explodida foi encontrada em Belgorod (Rússia), forçando a evacuação de mais de três mil pessoas de dezessete prédios de apartamentos nas redondezas. A bomba foi removida de acordo com Vyacheslav Gladkov, o governador local. Esta foi a mesma área onde uma bomba de um Su-34 russo foi lançada em 20 de abril.
Em 23 de abril, uma análise baseada em imagens postadas por blogueiros militares pró-Kremlin sugeriram que as forças militares ucranianas estabeleceram posições na margem leste do rio Dnieper, juntamente com linhas de abastecimento estáveis para suas posições. Esses acontecimentos foram reportados junto com o aumento do número de notícias sobre um possível grande contra-ataque ucraniano para o verão de 2023.

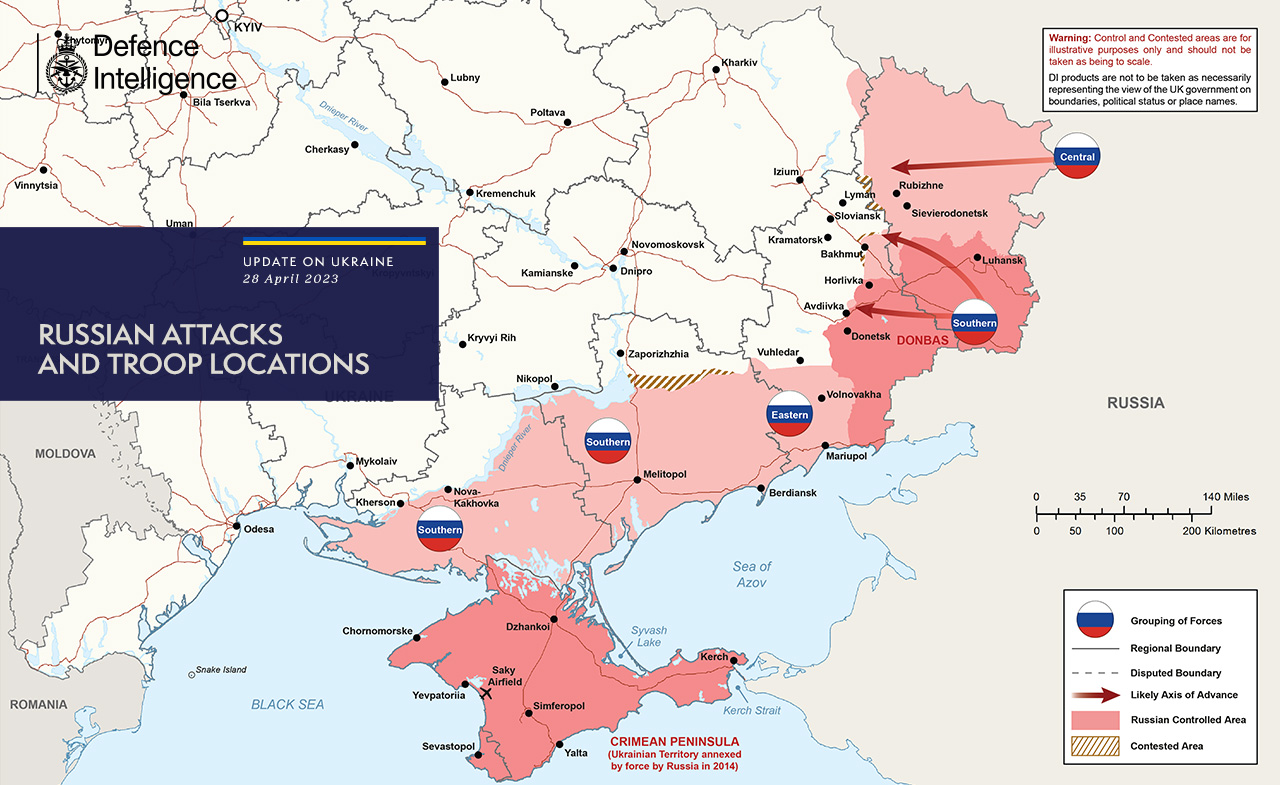
A situação no campo de batalha no final de abril de 2023.

Em 24 de abril, as forças russas interromperam um ataque à base da Frota do Mar Negro em Sebastopol. O Ministério da Defesa russo disse que "três barcos de alta velocidade não tripulados" foram destruídos. A Ucrânia não comentou sobre o ataque.
Segundo uma reportagem feita pelo The Wall Street Journal, citando fontes de "autoridades do Oriente Médio", o Irã teria enviado, nos primeiros meses de 2023, cerca de 300 000 munições de artilharia e mais de um milhão de balas de armas pequenas para a Rússia via Mar Cáspio. Os iranianos também venderam drones e mísseis aos russos. Essas entregas amenizaram a situação de munição da Rússia.
Em 25 de abril, de acordo com a rede russa RIA Novosti, o tanque T-14 Armata foi utilizada para fogo indireto contra posições ucranianas. Esses veículos ainda não foram implantados em "operações de assalto direto". Os tanques receberam proteção extra e as tripulações passaram por "coordenação de combate". O Armata, assim como outros equipamentos recentes russos, não chegaram a ver combate devido a dificuldades logísticas.
Um míssil S-300 russo atingiu um museu em Kupiansk, no Oblast de Kharkiv, matando duas pessoas e ferindo outras dez.
Nataliya Gumenyuk, a porta-voz das Forças de Defesa do Sul da Ucrânia, afirmou que eles destruíram entre 13 e 20 equipamentos militares russos na margem esquerda (leste) no Rio Dnipro, todos os dias nos últimos três dias e infligiu pesadas perdas ao inimigo.
Em 26 de abril, Yevgeny Roizman, antigo prefeito de Yekaterinburg e um político de oposição, foi a julgamento por "desacreditar" o exército russo durante a guerra na Ucrânia. Ele se declarou inocente da acusação, que acarreta uma pena de prisão de cinco anos.
O presidente da Ucrânia, Volodymyr Zelensky, teve uma conversa por telefone com o presidente chinês Xi Jinping, a primeira desde o início da invasão. Após a ligação, Zelensky nomeou um novo embaixador na China, Pavlo Riabikin. Xi Jinping prometeu enviar uma delegação de negociações de paz à Ucrânia.
Em 27 de abril, um tribunal em Moscou multou a Wikimedia Foundation, a plataforma que hospeda da Wikipédia, em dois milhões de rublos (cerca de US$ 26 mil dólares). Esta é a sétima multa desde 2023 por um tribunal russo. A multa mais recente foi por não remover um artigo da Wikipédia que contém "informações militares confidenciais" sobre a guerra na Ucrânia. O ministro de Assuntos Digitais da Rússia, Maxut Shadayev, afirmou a Interfax: "ainda não estamos bloqueando a Wikipédia, não há tais planos por enquanto".
Jens Stoltenberg, o Secretário-geral da OTAN, anunciou que, desde o início da guerra, a organização forneceu à Ucrânia sistemas de armas antiaéreas, alguns caças MiG-29, 230 tanques e 1 550 outros veículos blindados, que representa 98% da ajuda anteriormente prometida em termos de veículos blindados. Ele disse que a OTAN havia treinado ucranianos suficientes para montar nove brigadas blindadas, que colocaram a Ucrânia em uma posição forte para recapturar territórios ocupados.
O chefe de polícia da cidade ocupada de Melitopol, Oleksandr Mishchenko, foi morto por um artefato explosivo improvisado. Ele vinha colaborando com as forças russas desde que capturaram a cidade em março de 2022. Outro policial foi morto e um ficou ferido. O ataque foi atribuído a guerrilheiros ucranianos.

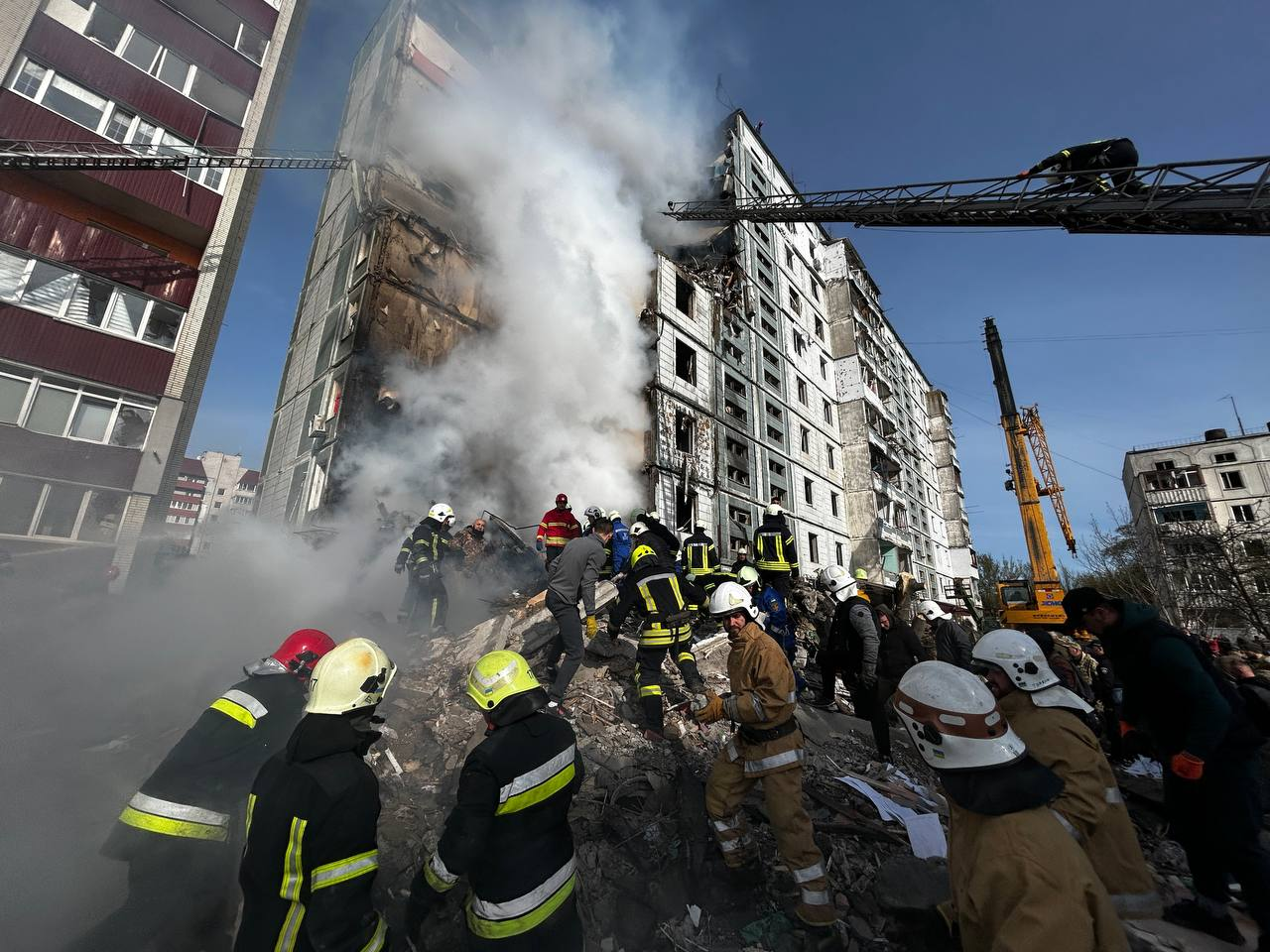
Apartamentos destruídos na cidade ucraniana de Uman após bombardeio russo.

Em 28 de abril, a Rússia lançou uma série de ataques com mísseis, foguetes e drones suícidas contra cidades ucranianas de Kiev, Dnipro, Kremenchuk, Poltava, Mykolaiv e Uman. Pelo menos dois mísseis atingiram um prédio de apartamentos de nove andares em Uman, matando pelo menos 23 pessoas e, além disso, dezessete pessoas ficaram feridas. Duas outras pessoas foram mortas em Dnipro. Vinte e um dos vinte e três mísseis foram interceptados, assim como dois "drones de ataque".
Nesse mesmo dia, o ministro da defesa ucraniano Oleksii Reznikov disse que a contra-ofensiva ucraniana estava "em grande parte pronta" para prosseguir, sujeita às condições climáticas e à aprovação dos comandantes.
Em 29 de abril, o governador da Crimeia instalado por Moscou, Sergei Aksyonov, culpou drones ucranianos por um ataque a uma instalação de armazenamento de combustível em Sebastopol. De acordo com o governador, dois drones foram derrubados pelas defesas antiaéreas e sistemas de defesa eletrônicos russos. Um porta-voz da inteligência ucraniana, Andriy Yusov, disse à mídia ucraniana que "dez tanques de derivados de petróleo", com 40 000 toneladas de combustível, foram destruídos; ele chamou isso de retribuição divina pelos mortos em ataques aéreos russos em Uman no dia anterior.
Em 30 de abril, o governador do Oblast de Bryansk, na Rússia, Alexander Bogomaz, afirmou que o bombardeio ucraniano atingiu a aldeia de Suzemka, matando quatro pessoas. Essa informação não foi confirmado por fontes independentes.

### Maio

#### 1–16 de maio

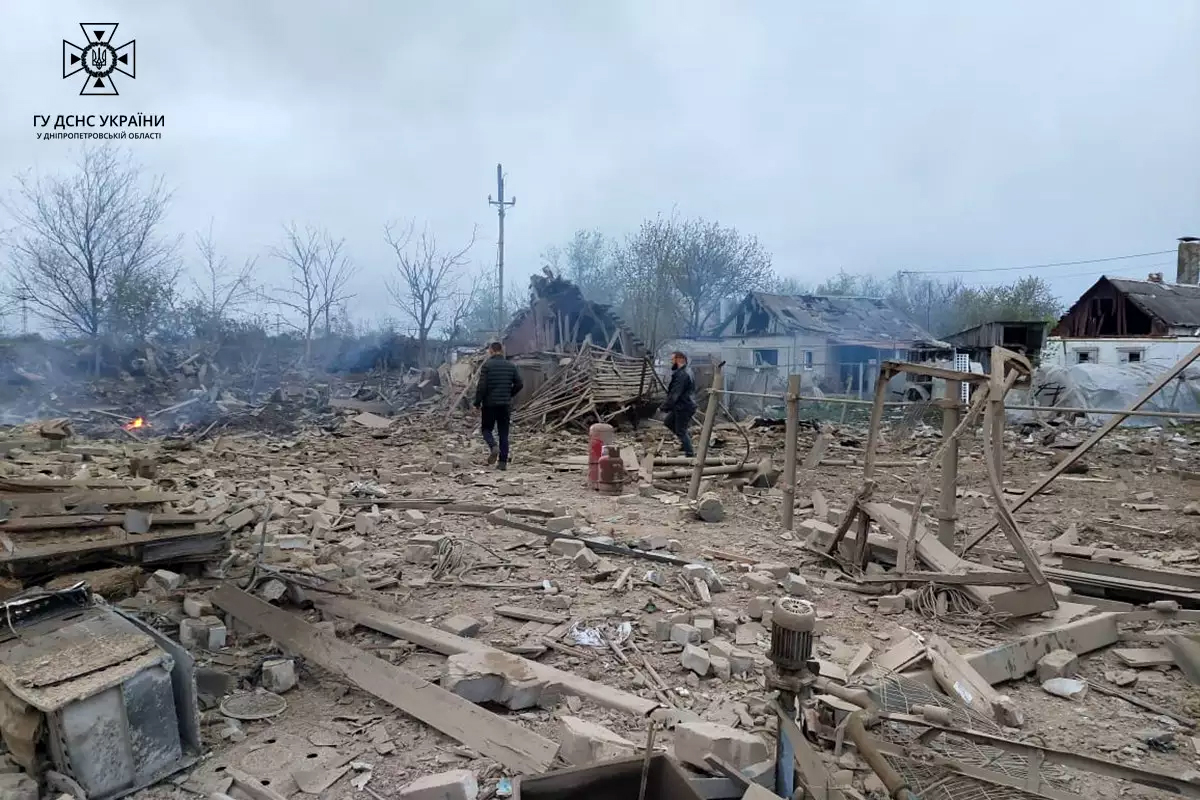
Destruição na região de Pavlohrad, no leste da Ucrânia.

No primeiro dia de maio, a Rússia lançou um ataque com mísseis contra a cidade ucraniana de Pavlohrad, destruido várias casas e prédios, ferindo pelo menos trinta e quatro pessoas. Kiev também foi atacada, mas nenhum dano ou perda foi relatado. A Ucrânia alegou ter derrubado quinze dos dezoito mísseis russos disparados. Pavlohrad foi descrita como um centro logístico e ferroviário, com o político pró-Rússia Vladimir Rogov alegando que os bombardeios visavam a infraestrutura ferroviária e depósitos de combustível na cidade. Um pouco mais tarde, um ataque russo também atingiu Kherson, matando uma pessoa. A Rússia anunciou a destituição do coronel-general Mikhail Mizintsev de seu cargo de vice-ministro da Defesa encarregado da logística.
No Oblast de Bryansk, na Rússia, bem na fronteira com a Ucrânia, um trem de carga descarrilou depois que um artefato explosivo detonou ao longo da linha férrea de Bryansk-Unecha.
Enquanto isso, a Batalha de Bakhmut prosseguia como um das mais longos, desgastantes e violentos confrontos da guerra. John Kirby, porta-voz do Conselho de Segurança Nacional, alegou que o governo dos Estados Unidos estiou que os russos sofreram até 100 000 baixas, incluindo mais de 20 000 mortos, somente nesta região desde dezembro de 2022. Ele também afirmou que metade dessas perdas foram do Grupo Wagner. Yevgeny Prigozhin, chefe do Wagner PMC, afirmou que suas tropas estavam recebendo apenas um terço da munição de que precisavam.
Em 2 de maio, o ministro da defesa russo, Sergei Shoigu, afirmou que o sucesso russo na Ucrânia "dependeria em grande parte do reabastecimento oportuno de armas". Ele disse que o exército russo tinha as armas necessárias para 2023, mas pediu a um produtor de foguetes que dobrasse sua fabricação de mísseis de precisão.

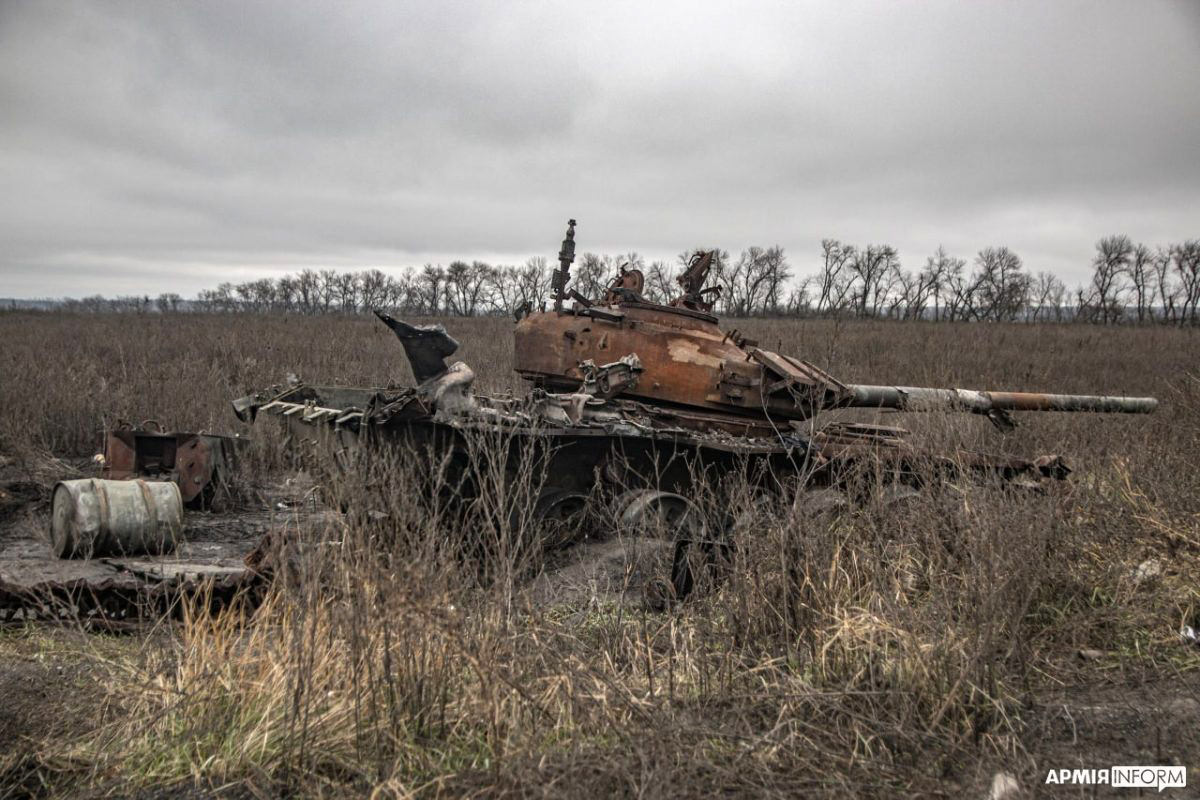
Um blindado russo destruído na região de Dolyna, no oblast de Donetsk.

Em 3 de maio, um toque de recolher de 58 horas foi anunciado na parte ucraniana da cidade de Kherson. Oleksandr Prokudin, o governador da região, afirmou: "é proibido circular nas ruas da cidade. A cidade também estará fechada para entrada e saída". Nas semanas anteriores, vinte e quatro civis foram mortos em Kherson devido ao bombardeios russos.
Ainda na madrugada de 3 de maio, o governo da Rússia reportou que havia abatido dois drones ucranianos que sobrevoavam a área do Kremlin de Moscou e acusou formalmente a Ucrânia de enviá-los para assassinar o presidente Vladimir Putin. O Instituto para o Estudo da Guerra (ISW) comentou que era "extremamente improvável que dois drones pudessem ter penetrado em várias camadas de defesa aérea e detonado ou sido abatido logo acima do coração do Kremlin de uma forma que fornecesse imagens espetaculares capturadas bem na câmera". O governo ucraniano negou as acusações, chamando-as de fabricadas.
Nesse mesmo dia, o Ministério da Defesa britânico informou que vários veículos aéreos não tripulados (drones) atingiram a Base Aérea Seshcha da Rússia, no Oblast de Bryansk, 150 km ao norte da fronteira ucraniana, afirmando que uma aeronave de transporte pesado An-124 foi danificado e retirado de ação.
Em 4 de maio, novas explosões foram relatadas nas cidades de Kiev e Odessa em outra série de ataques aéreos russos. A Ucrânia afirmou ter destruído 18 dos 24 drones lançados pelos russos, além de um drone de reconhecimento, com apenas danos leves à propriedade; as aeronaves foram marcadas com mensagens como "Por Moscou" e "Pelo Kremlin".
De acordo com a agência de notícias estatal russa TASS, drones ucranianos atacaram e incendiaram a refinaria de Ilsky, próximo da cidade de Novorossiisk. O incêndio foi extinto sem danos após duas horas.
Brigas eclodiram entre os delegados russos e ucranianos na Assembleia Parlamentar da Cooperação Econômica do Mar Negro em Ancara, na Turquia. Delegados ucranianos já haviam acenado bandeiras ucranianas durante um discurso de um delegado russo. Mais tarde, Oleksandr Marikovski, um parlamentar ucraniano, agrediu fisicamente uma autoridade russo depois que este apreendeu sua bandeira.
No dia 4 de maio, a Ucrânia divulgou informações afirmando ter interceptado um míssil hipersônico Kh-47M2 Kinzhal, após relatos de Kiev de uma poderosa explosão durante a noite. A força aérea ucraniana afirmou que eles derrubaram o Kinzhal utilizando um míssil disparado por um sistema MIM-104 Patriot que guarnecia a capital.

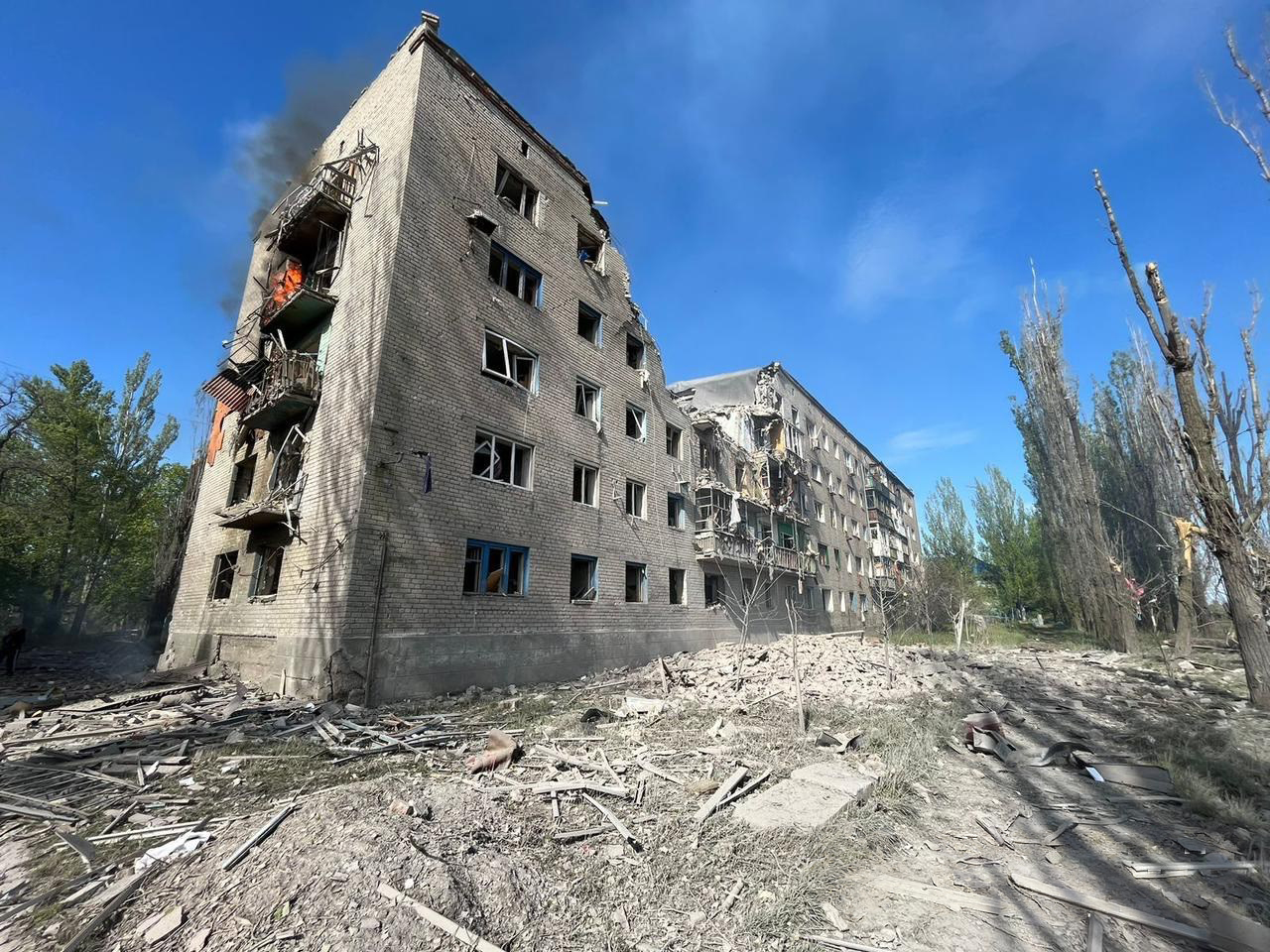
Um prédio residencial bombardeado na cidade de Avdiivka.

Em 5 de maio, o chefe do Grupo Wagner, Yevgeny Prigozhin, disse que retiraria suas tropas de Bakhmut após a comemoração do Dia da Vitória russa em 10 de maio por causa da falta de munições, culpando o alto comando militar russo. No entanto, dois dias depois, ele disse ter "recebido uma ordem de combate" e prometido todas as munições e armas necessárias.
A Rússia ordenou a evacuação parcial de civis de dezoito assentamentos no Oblast de Zaporíjia próximos da usina nuclear local, incluindo a cidade de Enerhodar, citando o aumento de bombardeios pelos militares ucranianos.
Um avião de guarda de fronteira polonês em patrulha para a agência de fronteira da União Europeia Frontex quase colidiu com um caça a jato Su-35 russo em águas internacionais sobre o Mar Negro próximo a Romênia. Um oficial polonês disse que o jato russo realizou "manobras agressivas e perigosas" aproximando-se da aeronave polonesa sem manter uma distância segura, levando a turbulência, perda de altitude e perda temporária do controle do avião pela tripulação.
A Bielorrússia (talvez o principal aliado de Putin no conflito) implementou controles de fronteira com a Rússia pela primeira vez desde 1995, no que o ministro das Relações Exteriores, Sergei Aleinik, disse mais tarde fazer parte dos esforços para evitar a entrada de cidadãos de países terceiros no país, mas foi visto por organizações de direitos humanos como uma tentativa de impedir a fuga de dissidentes russos e pessoas fugindo do convocação militar.
Em 6 de maio, uma bomba detonada no Audi Q7 do escritor ultranacionalista russo Zakhar Prilepin no Oblast de Nijni Novgorod, ferindo ele e matando seu motorista. A porta-voz do Ministério das Relações Exteriores da Rússia, Maria Zakharova, culpou a Ucrânia, os Estados Unidos e a OTAN pelo ocorrido; um suspeito foi detido e o grupo partidário Atesh (um movimento partisan militar ucraniano) assumiu a responsabilidade.
A Ucrânia acusou a Rússia de utilizar munições de fósforo branco perto de infraestrutura civil em Bakhmut e disse que as forças Wagner estavam reforçando suas posições em Bakhmut em uma provável tentativa de tomar a cidade antes das comemorações do Dia da Vitória Russa em 9 de maio.
Em 7 de maio, Mikhail Razvozhayev, o governador instalado pela Rússia na Crimeia, afirmou que as forças russas pararam um ataque de drone ucraniano usando defesa aérea e guerra eletrônica, derrubando três dos drones sem danos materiais ou baixas.

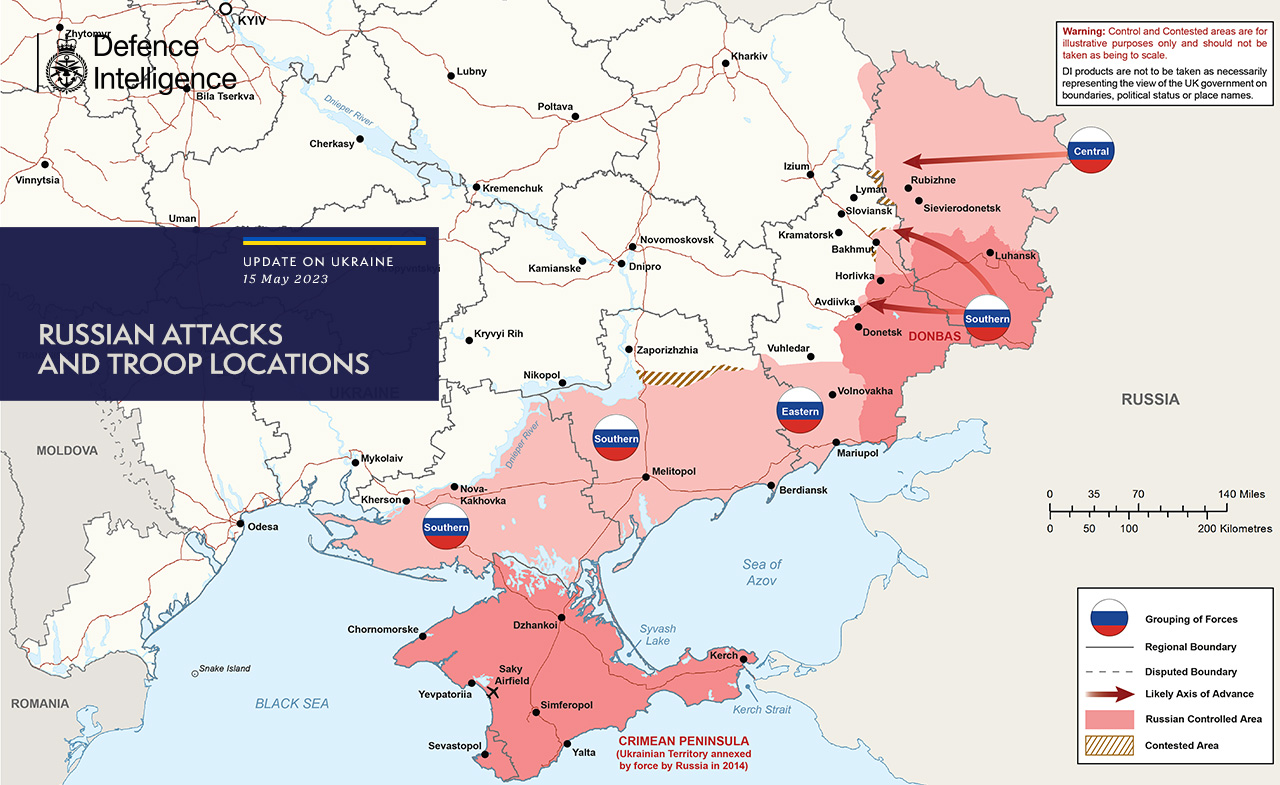
Situação do conflito em meados de maio de 2023.

O Estado-Maior ucraniano disse que a Rússia lançou dezesseis mísseis e trinta e cinco drones Shahed contra Kiev e outras cidades da Ucrânia em 8 de maio, ferindo cinco pessoas na capital. A Ucrânia alegou ter abatido todos os drones. Outros ataques ocorreram nas regiões de Kharkiv, Kherson, Mykolaiv e Odessa. O fogo de foguetes também foi relatado junto com ataques aéreos. O porta-voz da Força Aérea Ucraniana, coronel Yurii Ihnat, disse que havia "sete aeronaves e até oito lançamentos de mísseis de cruzeiro Kh-22" em Odessa Oblast. Acredita-se que muitos dos mísseis tenham se autodestruído devido à sua idade. Imagina-se que um dos mísseis atingiu um depósito de alimentos em Odessa, iniciando um incêndio. Os mísseis foram disparados de bombardeiros Tu-22. Os ataques ocorreram na véspera das comemorações do Dia da Vitória na Rússia, em 9 de maio.
A Rússia novamente bloqueou as exportações de grãos da Ucrânia, deixando cerca de noventa navios em espera.
Em 9 de maio, a Força Aérea Ucraniana afirmou que vinte e cinco mísseis foram disparados contra Kiev e outras partes da Ucrânia. Vinte e três foram interceptados pela defesa aérea. Embora não haja relatos de vítimas, houve alguns danos materiais. O governo da Ucrânia também anunciou que havia mudado as comemorações do Dia da Vitória para 8 de maio, a mesma data que o resto da Europa comemora, enquanto 9 de maio seria chamado de Dia da Europa.
O jornalista francês Arman Soldin, que trabalhava na Agence France-Presse, foi morto por um ataque de foguete em Chasiv Yar, próximo de Bakhmut. Ele estava com uma equipe de jornalistas da AFP que viajava com soldados ucranianos quando o grupo foi atacado por foguetes Grad.

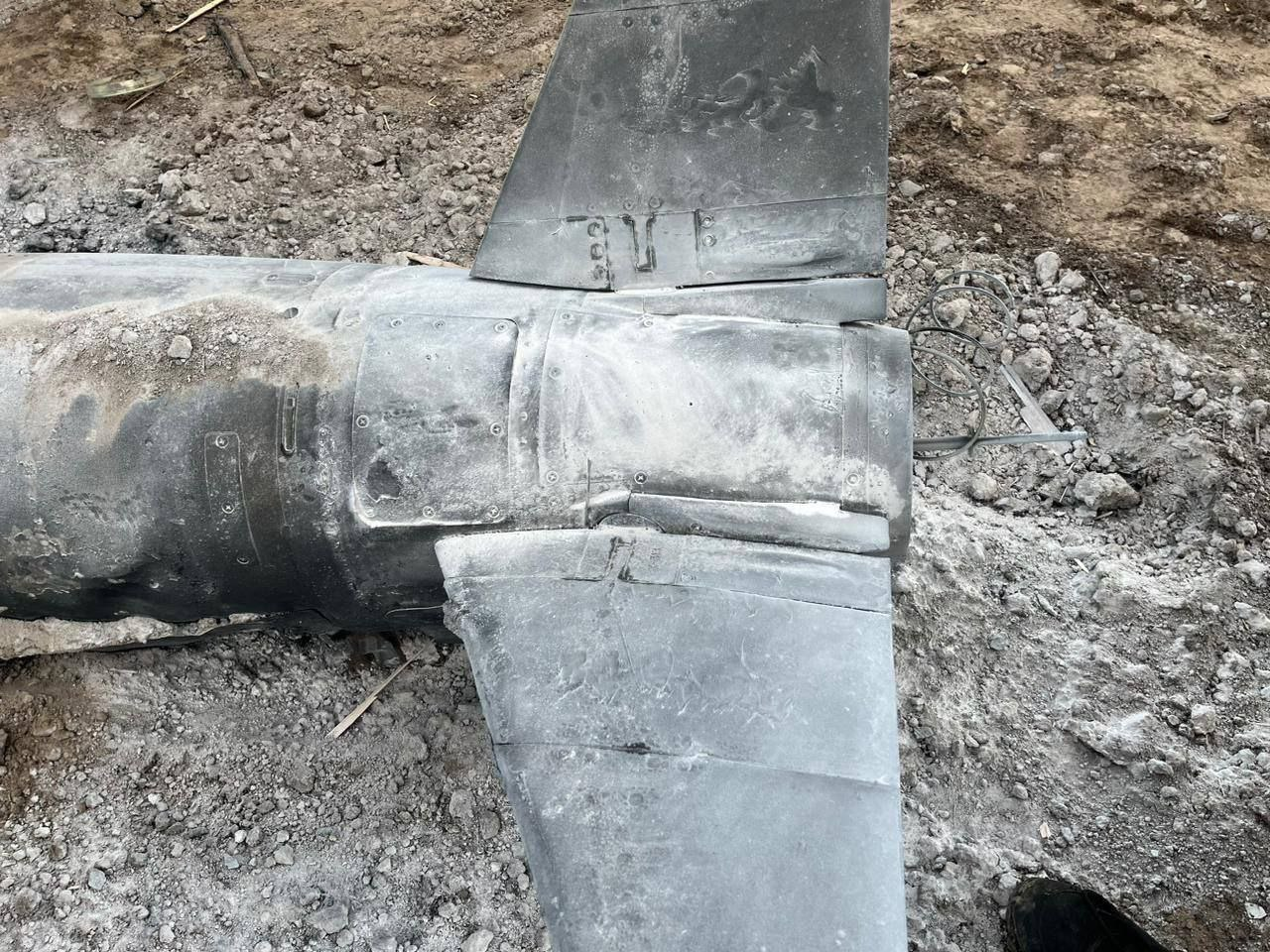
Um míssil russo Kh-55 abatido na região de Kiev.

No dia 10 de maio, artilharia russa atingiu a cidade de Vovchansk, no Oblast de Kharkiv, matando uma pessoa, de acordo com o governador ucraniano Oleh Syniehubov. Três pessoas ficaram feridas em outros bombardeios na região.
Os governadores dos Oblasts de Voronezh e Kursk, na Rússia, disseram que três drones ucranianos foram abatidos por defesas antiaéreas, com destroços de um drone danificando um oleoduto em Kursk. De acordo com o governador local, Alexander Bogomaz, um escritório de alistamento militar russo foi danificado no Oblast de Bryansk. Um ataque a um campo de treinamento no Oblast de Voronezh feriu pelo menos quatorze soldados russos.
Yoshimasa Hayashi, o ministro de relações exteriores do Japão, anunciou que seu país estava em negociações com a OTAN para estabelecer um escritório de ligação da OTAN em Tóquio, citando a invasão russa da Ucrânia e sua ameaça à estabilidade global. Segundo ele, o escritório de ligação enviaria uma mensagem às nações próximas ao território japonês de que "o Japão está se envolvendo de maneira muito firme com a OTAN".
O presidente tcheco Petr Pavel, numa entrevista no rádio, ofereceu jatos Aero L-159 ALCA para a Ucrânia, sujeito a uma decisão formal do governo tcheco. Eles carregam uma série de armas ocidentais que os militares ucranianos já estariam usando e também era semelhante ao Aero L-39 Albatros que a Força Aérea da Ucrânia já utilizava.
Em 11 de maio, o exército ucraniano disse que havia rompido as formações russas avançadas a noroeste de Bakhmut. Imagens geolocalizadas mostraram tropas ucranianas contra-atacando perto Khromove e Bila Hora, que as forças russas estavam tentando capturar para cercar a Bakhmut. Fontes ucranianas disseram que suas forças avançaram 2,6 km ao longo de uma frente de 3 km de largura, virtualmente destruindo a 6ª e a 8ª companhias da 72ª Brigada Separada de Rifles Motorizados da Rússia; o chefe do Grupo Wagner, Yevgeny Progozhin, disse já em 9 de maio que as tropas russas haviam abandonado algumas posições em seu flanco em Bakhmut. Essa alegação também foi compartilhada por blogueiros militares russos, mas negada pelo Ministério da Defesa do país, que disse que os militares russos repeliram uma onda de ataques ucranianos em Soledar e que suas forças recuaram para "posições mais favoráveis" perto do reservatório de Berkhivka, a noroeste de Bakhmut, por razões táticas.
O Secretário de Defesa do Reino Unido, Ben Wallace, anunciou que o governo britânico enviaria para a Ucrânia um lote de avançados mísseis de cruzeiro lançado Storm Shadow. Com um alcance operacional de 250 quilômetros, os mísseis são capazes de atingir alvos na Crimeia a partir das posições atualmente ocupadas pela Ucrânia. Os Estados Unidos apoiaram a decisão do Reino Unido.
O embaixador dos Estados Unidos para a África do Sul, Reuben Brigety, acusou o país de fornecer armas à Rússia, apesar de sua declarada neutralidade na guerra na Ucrânia, alegando que o navio russo Lady R estava carregado com munições e armas na Base Naval de Simon's Town, na Cidade do Cabo, entre 6 e 8 de dezembro de 2022. O escritório do presidente Cyril Ramaphosa expressou desapontamento com as alegações e disse que nenhuma evidência foi fornecida para apoiá-las. Um porta-voz disse mais tarde que o governo abriria um inquérito independente. O Ministério das Relações Exteriores da África do Sul disse mais tarde que o embaixador "pediu desculpas sem reservas" por seus comentários.

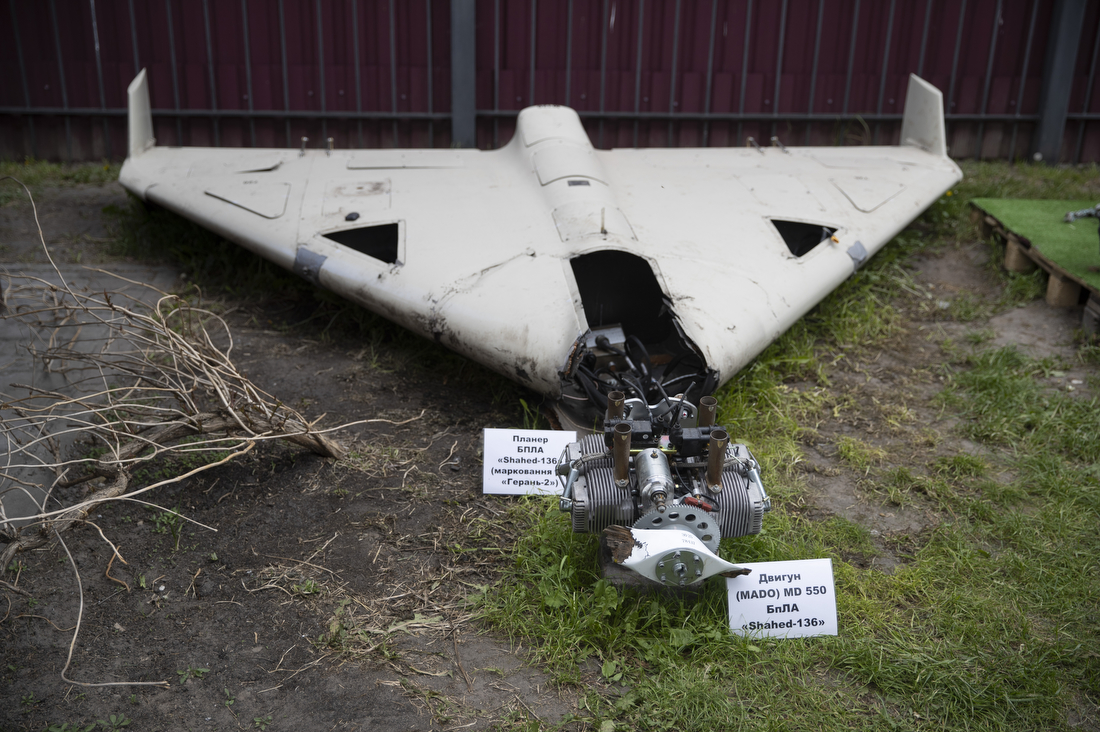
Restos de um drone russo Shahed 136 (de fabricação iraniana), abatido pelos ucranianos em Kiev.

No dia 12 de maio, o prefeito exilado da cidade ocupada de Melitopol, Ivan Fedorov, relatou uma explosão no centro da cidade que levou a interrupções no fornecimento de água, telecomunicações e eletricidade nos distritos leste e norte, bem como nas aldeias vizinhas; autoridades pró-Rússia confirmaram a explosão e a queda de energia. O jornal russo Novaya Gazeta reportou que um dispositivo explosivo improvisado foi plantado em uma lata de lixo perto de um prédio de apartamentos onde morava o "vice-ministro" interino da construção e serviços públicos instalado pelos russos, que explodiu e o feriu quando ele saiu do prédio.
Em 13 de maio, momentos antes da entrada da Ucrânia no Festival Eurovisão da Canção 2023, Tvorchi, estavam para se apresentar em Liverpool, no Reino Unido, a cidade natal deles de Ternopil foi atacada por mísseis russos, ferindo duas pessoas e danificando alguns armazéns. Isso os levou a encerrar sua apresentação com uma mensagem de solidariedade à Ucrânia. Por volta de onze pessoas também ficaram feridas em ataques noturnos de drones em Khmelnytsky. Os militares ucranianos disseram que 18 dos 22 drones de fabricação iraniana, o Shahed-131/136, foram abatidos antes de atingirem seus alvos. A Rússia acusou a Ucrânia de atacar a cidade ocupada de Luhansk com seu recém-adquirido míssil britânico Storm Shadow, supostamente ferindo seis crianças. Também alegaram ter derrubado duas aeronaves ucranianas, um Su-24 e um MiG-29, que lançaram os mísseis. O Ministério da Defesa da Rússia disse que as suas tropas tomaram de assalto um quarteirão em Bakhmut naquele dia.
Ainda no dia 13 de maio, dois helicópteros (ambos Mi-8) e dois caças russos (um Su-34 e um Su-35), caíram no Oblast de Bryansk, dentro da Rússia perto da fronteira com a Ucrânia, sem sobreviventes. Cerca de nove militares teriam sido mortos neste incidente. O jornal russo Kommersant informou que a aeronave estava a caminho para uma missão de bombardeio no Oblast ucraniano de Chernihiv quando foram abatidos pelas forças ucranianas, que também foi repetido por blogueiros pró-militares russos. A agência de notícias estatal russa TASS informou apenas a perda de um avião de guerra Su-34 sem fornecer um motivo, bem como a perda de um helicóptero devido a um incêndio no motor perto de Klintsy, cerca de 40 km do aeroporto internacional fronteira. Autoridades ucranianas também disseram que a aeronave estava a caminho de um bombardeio, mas atribuíram o abate a atores não identificados. O jornal ucraniano Kyiv Independent informou que as autoridades russas estavam procurando por "sabotadores" em conexão com os acidentes.
Antes da visita do presidente Volodymyr Zelensky à Alemanha, o ministro da defesa alemão, Boris Pistorius, disse que o seu país forneceria à Ucrânia um pacote de ajuda militar no valor de 2,7 bilhões de euros. O jornal Der Spiegel reportou que no pacote incluía trinta tanques Leopard 1 A5, vinte blindados Marder de transporte de pessoal, mais de cem veículos de combate, dezoito obuseiros autopropulsados, duzentos drones de reconhecimento, quatro sistemas de defesa antiaéreo IRIS-T SLM e outros equipamentos de defesa aérea.
Ainda em 13 de maio, uma enorme explosão foi reportada na cidade ucraniana de Khmelnytskyi. Segundo fontes militares russas, um grande depósito de munição ucraniano foi destruído após um ataque com drones. A explosão relatada foi gigantesca, seguida por detonações secundárias. Fotos de satélite subsequentes mostraram que a área de armazenamento de "meia milha de largura" foi completamente destruída. Este ataque foi mais um numa sequência de bem sucedidos bombardeios russos com mísseis e drones contra alvos militares ucranianos.
Em 14 de maio, mísseis russos atingiram o Oblast de Ternopil, causando danos à propriedade civil. Os militares russos alegaram ter lançado ataques em pontos de preparação de forças ucranianas e depósitos de armas em Ternopil, bem como em Petropavlivka no Oblast de Dnipropetrovsk.
O governador do Oblast de Bryansk, da Rússia, disse que um ataque de drone ucraniano danificou uma instalação de processamento de alimentos em Starodub.
Enquanto isso, a Rússia afirmou que dois comandantes militares do seu exército foram mortos lutando em Bakhmut. O Ministério da Defesa da Rússia confirmou a morte de dois coronéis, que foram identificados como Vyacheslav Makarov e Yevgeny Brovko da 4ª Brigada Motorizada de Fuzileiros.
O alto comando militar russo afirmou, ainda em 14 de maio, ter repelido ataques ucranianos no norte e no sul de Bakhmut, enquanto Yevgeny Prigozhin, do Grupo Wagner, disse que suas forças avançaram até 130 metros num espaço de 24 horas. Ele também reivindicou o controle de vinte e oito prédios de vários andares nos distritos ocidentais de Bakhmut e estimou que as tropas ucranianas ainda mantinham vinte prédios e uma área total de 1,69 quilômetros quadrados na cidade. Enquanto isso, o Ministério da Defesa ucraniano disse que suas forças capturaram mais de dez posições inimigas no norte e no sul de Bakhmut e limparam uma grande área de floresta perto de Ivanivske. O jornal americano Washington Post, citando documentos vazados do Pentágono, relatou que Prigozhin contatou secretamente a inteligência ucraniana em janeiro de 2023 para revelar as posições militares russas em troca de uma retirada ucraniana de Bakhmut, que foi recusada, e os aconselhou a avançar para a Crimeia enquanto os informava sobre a escassez de munição russa. Prigozhin negou as acusações em um comunicado do Telegram em 15 de maio, enquanto o Kremlin descreveu o relatório como uma farsa.

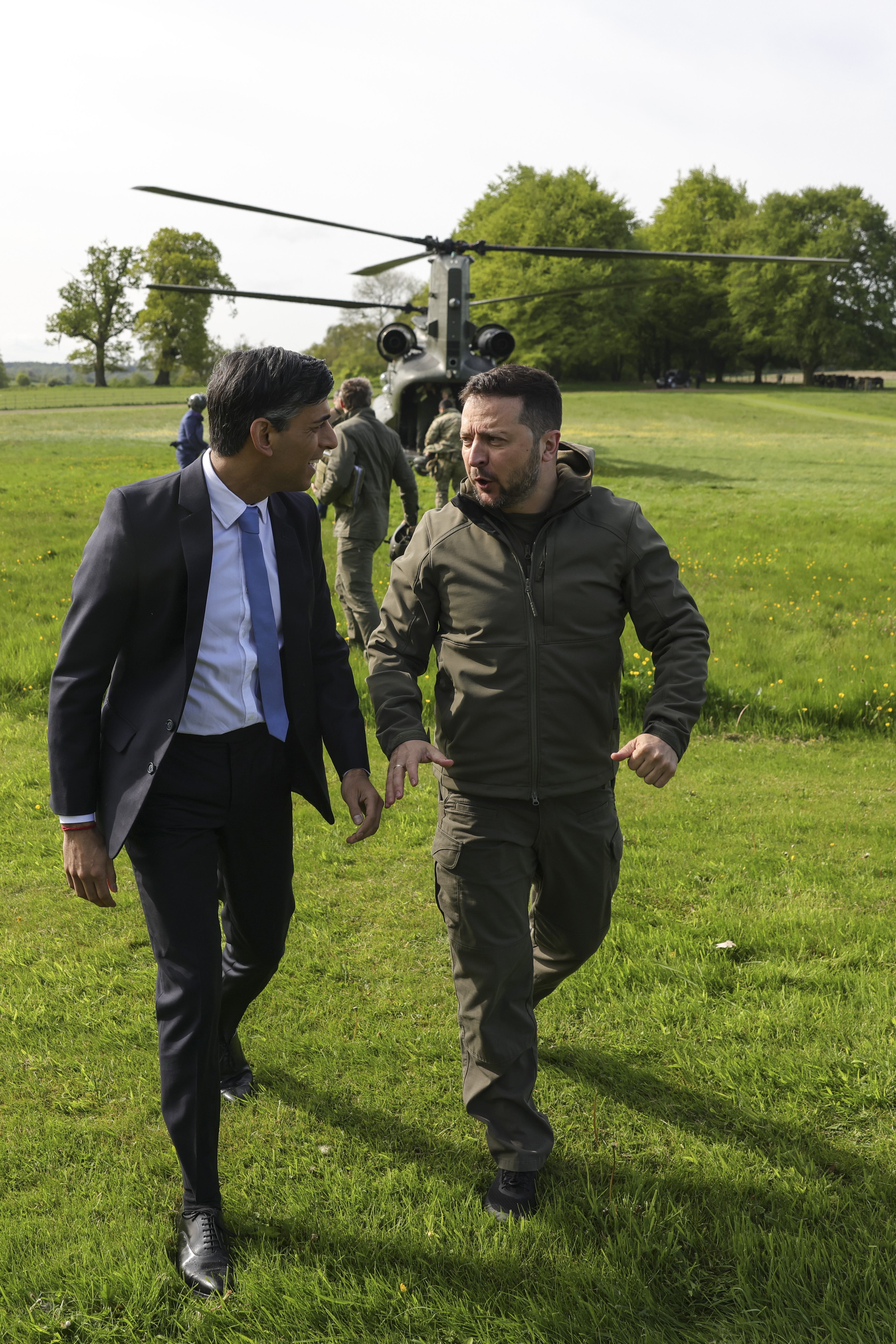
Volodymyr Zelensky se encontra com o primeiro-ministro britânico Rishi Sunak, em meados de maio. Nesse mês, Zelensky viajou pela Europa em busca de apoio militar para a antecipada contra-ofensiva ucraniana de 2023.

A força aérea ucraniana disse que destruiu vinte e cinco drones e três mísseis de cruzeiro em outro grande ataque noturno da Rússia. Sete pessoas morreram e outras dezesseis ficaram feridas em bombardeios russos nos oblasts de Donetsk e Kherson. Autoridades instaladas pela Rússia disseram que a internet móvel foi temporariamente suspensa em áreas ocupadas do oblast de Luhansk devido ao aumento dos bombardeios das tropas ucranianas.
Durante a visita surpresa do presidente Zelensky a Paris em 15 de maio,uma declaração conjunta dele e do presidente Emmanuel Macron confirmou que a França iria treinar e equipar militares ucranianos com dezenas de veículos blindados e tanques leves de fabricação francesa, incluindo o blindado AMX-10RC. Também foi dito que a França apoiaria as capacidades de defesa aérea da Ucrânia e aumentaria as sanções contra a Rússia. Visitando o Reino Unido mais tarde naquele dia, Zelensky recebeu a promessa do primeiro-ministro Rishi Sunak a respeito da entrega de centenas de mísseis de defesa aérea, bem como "drones de ataque de longo alcance" com alcance de mais de 200 km.
O governador do Oblast de Kharkiv disse que dois civis foram mortos por bombardeios russos em Dvorichna. A Rússia também bombardeou a cidade de Vovchansk, danificando três edifícios residenciais, prédios agrícolas e um hospital, enquanto quatro edifícios foram danificados em Tsyschchenkova. Quatro pessoas foram mortas em um ataque de míssil russo em um hospital em Avdiivka, no Oblast de Donetsk. A Rússia alegou ter derrubado um míssil Storm Shadow fornecido pela Grã-Bretanha pela primeira vez, bem como dez projéteis de lançadores HIMARS.
Igor Kornet, o ministro interino do Interior do governo da República Popular de Luhansk, apoiado pela Rússia, foi relatado para ter sido ferido em uma explosão em uma barbearia na cidade de Luhansk junto com outras seis pessoas. Quatro dos feridos, incluindo Kornet, estavam em "estado grave".
O presidente Vladimir Putin assinou um decreto que simplifica o processo para seus voluntários estrangeiros na Ucrânia obterem a cidadania russa e estendeu sua elegibilidade para incluir seus cônjuges, filhos e pais. Nos primeiros doze meses do conflito, mais de 300 mil homens, cidadãos russos em idade militar, haviam fugido do país para o exterior, aumentando os problemas de falta de pessoal do exército russo. A Central Intelligence Agency (CIA), a principal agência de inteligência dos Estados Unidos, lançou um vídeo e um canal no Telegram pedindo aos russos insatisfeitos com a situação na Ucrânia, bem como com a situação doméstica, que compartilhem inteligência com a agência e forneçam instruções sobre como fazê-lo.
Em 16 de maio, a capital Kiev foi bombardeada nas primeiras horas da manhã. Vitali Klitschko, o prefeito da cidade, afirmou que destroços de mísseis interceptados atingiram o zoológico da cidade nos distritos de Solomianskyi e Shevchenkivskyi, bem como vários carros, e feriu três pessoas. De acordo com o administrador militar de Kiev, Serhiy Popko, o ataque foi "excepcional", pois envolveu "o número máximo de mísseis de ataque no menor período de tempo". A Ucrânia declarou que todos os dezoito mísseis disparados pelos russos foram derrubados, incluindo seis mísseis hipersônicos Kh-47M2 Kinzhal. Os ataques vieram do norte, sul e leste, sendo lançados do ar, terra e mar, de acordo com o comandante militar ucraniano Valerii Zaluzhny. Contudo, Sergei Shoigu, o ministro da defesa russo, negou as informações ucranianas, dizendo que eles lançaram uma quantidade menor de mísseis. O Ministério da Defesa da Rússia alegou ter destruído um sistema de defesa de mísseis terra-ar Patriot construído nos Estados Unidos com um míssil Kinzhal. Uma autoridade dos Estados Unidos teria dito para a rede CNN que um sistema de defesa Patriot posicionado na capital ucraniana havia, de fato, sido danificado mas não destruído, e que as avaliações de danos potenciais estavam em andamento. Segundo um funcionário do governo dos Estados Unidos, o sistema Patriot poderia ser reparado na Ucrânia e estaria operacional novamente em pouco tempo. Devido à natureza modular do sistema, pode ser necessária apenas a substituição de um componente danificado por um novo.
Denis Pushilin, o líder do governo pró-Rússia da República Popular de Donetsk, disse que as forças russas tomaram várias posições ucranianas perto de Avdiivka. O Ministério da Defesa ucraniano disse que suas forças retomaram cerca de 20 quilômetros quadrados de território controlados pelo exército russo no norte e no sul dos arredores de Bakhmut nos últimos dias, embora reconhecessem os contínuos avanços russos dentro da cidade propriamente dita. O chefe do Grupo Wagner, Yevgeny Prigozhin, afirmou que um cidadão americano foi morto lutando em Bakhmut, em um vídeo postado no Telegram que o mostrava inspecionando um corpo e o que ele alegou ser documentos de identificação dos Estados Unidos. Nesse meio tmepo, no Oblast de Kharkiv, duas pessoas foram mortas em outro bombardeio russo em Dvorichna.

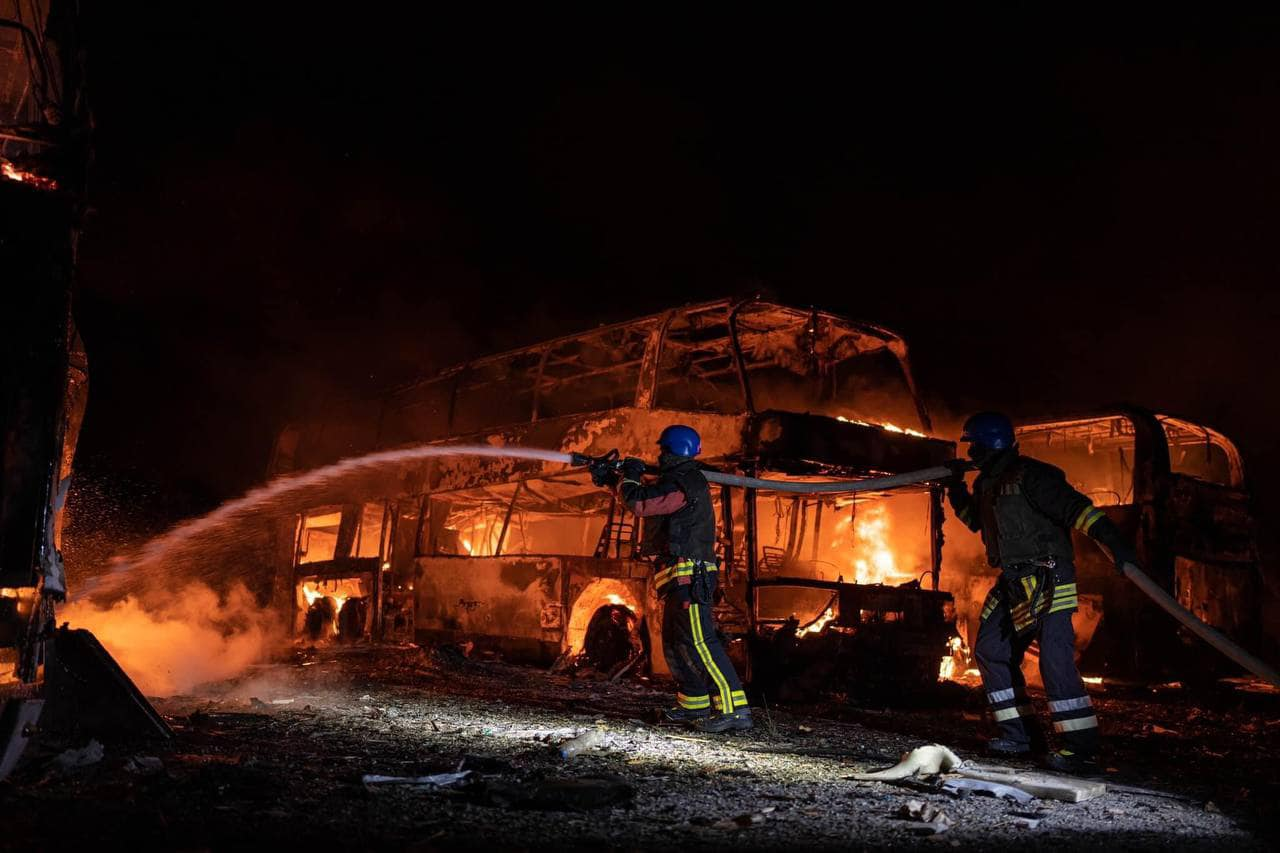
Vários onibus queimados após um bombardeio russo com mísseis em Kiev. Em maio, os russos voltaram a intensificar seus ataques com foguetes, mísseis e drones contra a Ucrânia.

O presidente sul-africano, Cyril Ramaphosa, disse que os presidentes Putin e Zelensky concordaram em receber uma missão africana que proporia um plano de paz. Ele disse que o plano foi apoiado pelos presidentes de Senegal, Uganda e Egito e que o secretário-geral da ONU, António Guterres, que os Estados Unidos e o Reino Unido também foram informados.
O Departamento de Estado dos Estados Unidos condenou a prisão de um funcionário da embaixada local na Rússia por suposta espionagem. Robert Shonov, que trabalhava no consulado americano em Vladivostok antes de ser subcontratado para resumir reportagens da mídia russa para a embaixada em Moscou foi preso, acusado de cooperar "em caráter confidencial com um estado estrangeiro, [ou] organização internacional ou estrangeira", e detido na Prisão de Lefortovo. O Departamento de Estado disse que as alegações não tinham mérito.
O governo da Hungria bloqueou o desembolso de uma próxima parcela de apoio militar à Ucrânia fornecida pelo Fundo Europeu para a Paz (EPF) da União Europeia, argumentando que o fundo estava muito focado na Ucrânia e que os fundos poderiam ser usados em outros lugares. O Ministro das Relações Exteriores da Hungria, Peter Szijjarto, disse anteriormente que o país bloquearia o desembolso, bem como qualquer novo pacote de sanções contra a Rússia até que a Ucrânia removesse o OTP Bank, o maior banco comercial húngaro, na lista de patrocinadores da guerra na Ucrânia devido à posição da administração do banco de continuar as operações na Rússia e suas repúblicas clientes no Donbass, que se baseou em uma decisão da Agência Nacional de Prevenção de corrupção da Ucrânia. A Hungria também exigiu a remoção de três pessoas de uma nova lista de sanções proposta pela Comissão Europeia como parte do décimo-primeiro pacote de sanções contra a Rússia.
O Primeiro-ministro britânico Rishi Sunak e o primeiro-ministro holandês Mark Rutte concordou em formar uma "coalizão internacional" para fornecer apoio com jatos de combate à Ucrânia, particularmente na melhoria de suas capacidades aéreas de combate, treinamento de pilotos e aquisição de caças F-16.

#### 17–31 de maio
Em 17 de maio, o Serviço de Segurança da Ucrânia identificou e acusou seis indivíduos de "divulgar ilegalmente" informações sobre as defesas aéreas ucranianas em Kiev. Esses indivíduos gravaram vídeos das defesas aéreas ucranianas em ação e os postaram em sites de mídia social como o YouTube. Tal informação, alegou a SBU, poderia ser usada para tornar os ataques russos mais precisos. A pena para tal acusação era de cinco a oito anos de prisão.

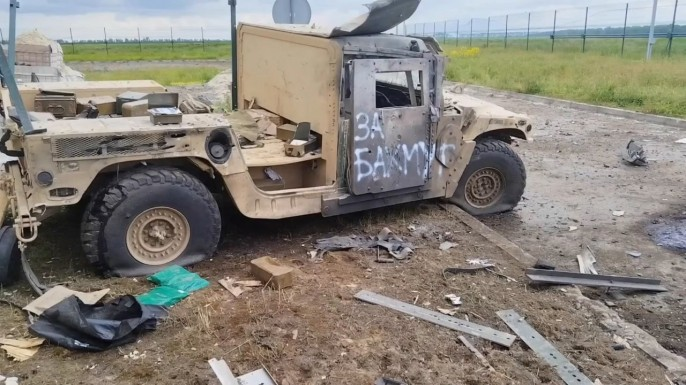
Um Humvee das forças russas pró-Ucrânia destruído pelo exército de Vladimir Putin em Grayvoron, no Oblast de Belgorod.

O Ministério da Defesa da Rússia afirmou que suas forças destruíram um obuseiro L-119 (de fabricação britânica) na Ucrânia, de acordo com um relatório da agência de notícias estatal TASS. Também alegou ter atingido um depósito de munição em Mykolaiv.
Enquanto isso, o DSM Capella, o último navio da Iniciativa de Grãos do Mar Negro a navegar antes do vencimento esperado para 18 de maio, deixou o porto ucraniano de Chornomorsk carregando 30 000 toneladas de milho para a Turquia. Pouco depois, o presidente turco Recep Tayyip Erdoğan disse que o acordo de exportação de grãos entre a Ucrânia e a Rússia foi prorrogado por mais dois meses. Ambos os lados do conflito saudaram a extensão como algo positivo.
Uma criança e duas outras pessoas foram mortas e três pessoas ficaram feridas depois que um projétil russo atingiu uma loja no assentamento de Zelenivka. Já na cidade ocupada de Donetsk, o prefeito da cidade, apoiado pela Rússia, afirmou que um bombardeio ucraniano deixou cinco mortos e 15 feridos ainda no dia 17 de maio.
Durante uma cúpula na Islândia, o Conselho da Europa aprovou um "Registro de Danos" para documentar as ações das forças russas na Ucrânia para futuras reivindicações de indenização contra a Rússia. Os Estados Unidos, que participaram da cúpula como observadores, Canadá e Japão também apoiaram o registro.

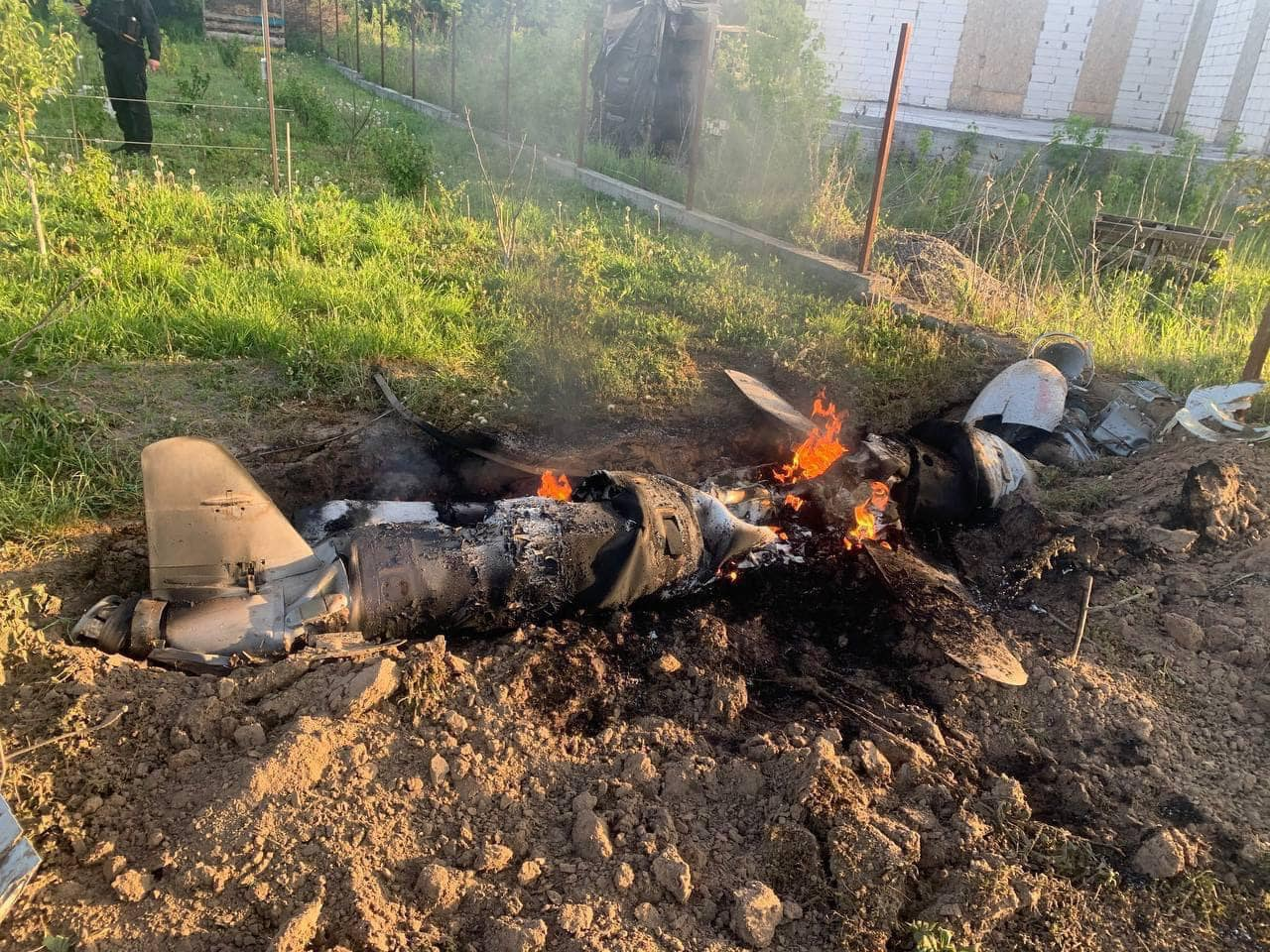
Um míssil de cruzeiro russo abatido na região de Kiev.

Em 18 de maio, as forças russas visaram Kiev e a região de Odesa, de acordo com as autoridades ucranianas. Explosões foram ouvidas sobre Kiev com um complexo de garagem sendo incendiado por detritos caindo no distrito de Darnytskyi e outro incêndio irrompendo no distrito de Desnianskyi. Em Odessa, uma pessoa foi morta e duas feridas quando um "objeto industrial" foi atingido. Os mísseis usados foram Kh-101s e Kh-55s, supostamente disparado de bombardeiros estratégicos. Ataques aéreos russos também foram relatados nos Oblasts de Vinnytsia e Khmelnytskyi. A Força Aérea Ucraniana, em um comunicado, afirmou que 29 dos 30 mísseis foram interceptados. Este foi o nono ataque aéreo direcionado a Kiev no mês de maio. O Ministério da Defesa da Rússia alegou ter destruído todos os seus alvos designados nos ataques aéreos, incluindo estoques de armas e munições mas não apresentou provas disso.
Um trem entre Simferopol e Sebastopol, na Crimeia, foi descarrilado por uma explosão que causou a suspensão do tráfego ferroviário entre as duas cidades. Suspeitas da responsabilidade do ocorrido recaíram sobre partisans ucranianos.
Yevgeny Prigozhin, o líder do Grupo Wagner continuou a reclamar do que ele dizia ser incompetência do alto-comando russo. Em uma mensagem de vídeo, ele reclamou de reveses dos militares russos em Bakhmut, alegando que haviam recuado até 570 metros ao norte da cidade, expondo os flancos. Ele afirmou que os mercenários Wagner avançaram até 400 metros dentro da cidade, enquanto o Ministério da Defesa ucraniano disse que suas forças avançaram 500 metros no norte da cidade e até um quilômetro no lado sul, mantendo a parte sudoeste de Bakhmut.
Hussein Dzhambetov, um oficial comandante do Batalhão de Propósito Especial Separado checheno pró-ucraniano desertou para a Rússia.
O governo dos Estados Unidos disse à CNN que não bloquearia nenhum pedido de seus aliados para transferir seus próprios caças F-16 para a Ucrânia, mas não enviaria seus próprios jatos para a Ucrânia. A questão do treinamento desses pilotos permaneceu sem resposta, o que provavelmente envolveria alguma ação americana.
O presidente francês Emmanuel Macron anunciou que a França iria transferir para a Ucrânia diversos mísseis SCALP-EG, a variante francesa do Storm Shadow britânico.
Em 19 de maio, os militares ucranianos disseram ter repelido outro ataque aéreo russo pela manhã, destruindo 19 drones e três mísseis Kalibr de um total de 28 lançados. Uma mulher idosa ficou gravemente ferida durante ataques aéreos em Kryvyi Rih.

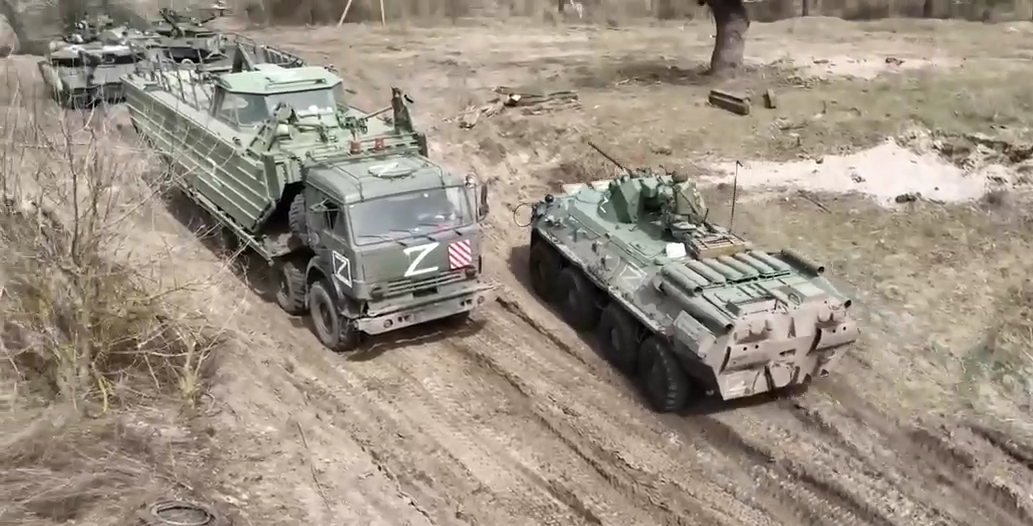
Equipamento militar russo perto da área do rio Seversky Donets, no leste da Ucrânia.

O Pentágono anunciou que cometeu um erro de contabilidade em relação à ajuda fornecida à Ucrânia. O erro foi cometido quando o Departamento de Defesa dos Estados Unidos superestimou para o Congresso, em pelo menos US$ 3 bilhões, o custo das armas enviadas à Ucrânia. Esse erro significava que esses fundos eram efetivamente um excedente que poderia ser gasto em mais armas para a Ucrânia. Enquanto isso, o Presidente Joe Biden disse que apoiaria um esforço conjunto com aliados para treinar pilotos ucranianos em aeronaves de quarta geração, incluindo caças F-16. Pouco tempo depois, a Dinamarca disse que forneceria ajuda direta neste treinamento. Nenhuma data foi anunciada, na época, para o início desse treinamento. Quando isso acontecer, foi estimado que se levaria de seis a nove meses para treinar adequadamente os pilotos e tripulações ucranianos para usar o F-16. Uma autoridade dos Estados Unidos disse à CNN que o governo americano estavam preparado para ajudar a treinar pilotos ucranianos no F-16. O treinamento aconteceria na Europa nas "próximas semanas" depois do anúncio, junto com os aliados europeus, enquanto a decisão sobre o número de aeronaves seria tomada posteriormente.
Durante a 49.ª reunião de cúpula do G7 em Hiroshima, no Japão, o primeiro-ministro do Reino Unido, Rishi Sunak, anunciou que o seu governo estava introduzindo novas sanções contra as exportações russas, principalmente de diamantes, níquel, cobre e alumínio. Ele também disse que o governo também visaria mais 86 pessoas e empresas ligadas ao presidente Putin, incluindo pessoas que estavam "minando ativamente o impacto das sanções existentes". Sunak afirmou que as novas sanções foram feitas para garantir que a Rússia pagaria "um preço por sua atividade ilegal" e instou outros países do G7 a seguirem o exemplo. Os Estados Unidos também anunciaram que iriam apertar os controles de exportação para a Rússia, particularmente no que diz respeito a bens militarmente importantes e impor cerca de 300 novas sanções contra alvos ligados à Rússia. O Canadá também impôs sanções a alvos ligados aos militares russos, parentes de pessoas listadas, membros da elite do Kremlin e envolvidos em violações de direitos humanos.
Em resposta a essas sanções, o Ministério das Relações Exteriores da Rússia anunciou a proibição de entrada no país de 500 americanos, incluindo o ex-presidente Barack Obama, o comediante Stephen Colbert, Jimmy Kimmel e Seth Meyers, o senadores J.D. Vance, Katie Britt e Eric Schmitt, o ex-embaixador Jon Huntsman Jr., o Chefe apontado para o Estado-Maior Conjunto, o General Charles Q. Brown Jr., e vários jornalistas da CNN. Também foram incluídos funcionários envolvidos no processo de participantes no ataque ao Capitólio dos Estados Unidos em 2021. Também continuou a negar o acesso consular dos Estados Unidos ao jornalista detido Evan Gershkovich em retaliação pelo bloqueio de entrada de jornalistas russos durante a visita do ministro das Relações Exteriores Sergei Lavrov a ONU em Nova Iorque em abril de 2023. Em conjunto, o Ministério do Interior russo emitiu ainda um mandado de prisão para o procurador do Tribunal Penal Internacional, Karim Ahmad Khan, que foi responsável pela emissão do mandado de prisão de Putin em março de 2023, enquanto o Procurador-Geral da Rússia considerou a organização ambiental Greenpeace como uma "organização indesejável", chamando-o de "uma ameaça aos fundamentos da ordem e segurança constitucional" do país por interferir nos "assuntos internos do estado" e espalhar "propaganda anti-russa" e pedir sanções econômicas. A ordem levou o Greenpeace a interromper suas operações na Rússia.
Yevgeny Roizman, ex-prefeito da cidade russa Yekaterinburg e um político de oposição, foi condenado e multado a pagar 260 000 rublos (US$ 3 245) por desacreditar o exército russo sobre os comentários feitos sobre a guerra na Ucrânia. Em 2023, a Rússia apertou o cerco contra políticos de oposição e qualquer manifestação anti-guerra considerada "não patriótica".
De acordo com um relatório do Royal United Services Institute (um think tank britânico), até maio, a Ucrânia estava perdendo cerca de 10 000 drones (de diferentes tipos e tamanhos) por mês devido à guerra eletrônica russa.

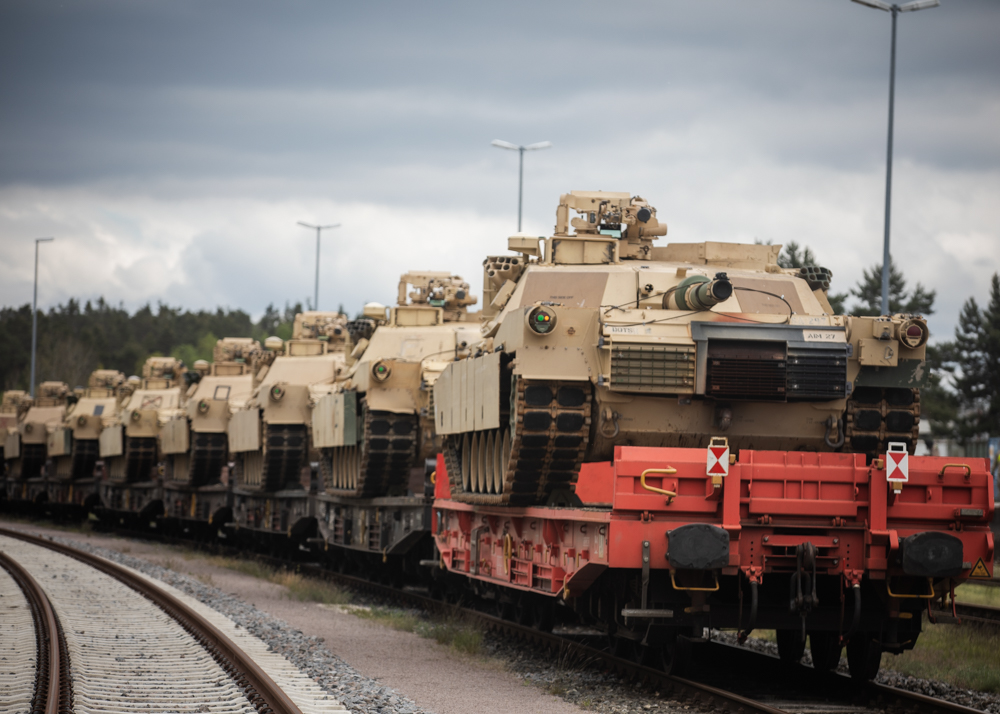
Blindados M1A1, de fabricação americana, na Alemanha sendo preparados para transferência para a Ucrânia.

Em 20 de maio, a Rússia voltou a lançar ataques contra cidades ucranianas. Neste dia, cerca de dezoito drones Shahed russos foram lançados contra Kiev. De acordo com a Força Aérea Ucraniana, todos os dezoito foram abatidos. Destroços que caíram incendiaram o telhado de um complexo residencial no distrito de Dniprovskyi. Este foi o décimo primeiro ataque à capital durante o mês de maio. As defesas anti-aéreas ucranianas teriam destruído dois drones no leste do país e um no sul.
Yevgeny Prigozhin afirmou, no seu grupo de Telegram, que os mercenários Wagner haviam finalmente conquistado acidade de Bakhmut. Isso foi negado pela Ucrânia, que, no entanto, chamou a situação na cidade de "crítica". O Ministério da Defesa da Rússia confirmou posteriormente a captura da região, com o presidente Putin enviando seus parabéns.
O presidente ucraniano Volodymyr Zelensky se encontrou com o pimeiro-ministro indiano Narendra Modi na reunião anual do G7 em Hiroshima pela primeira vez desde a invasão russa da Ucrânia. A Índia tinha sido um aliado tácito da Rússia, condenando a invasão mas não se juntando as sanções internacionais.
Pyotr Kucherenko, vice-ministro de ciências e ensino superior da Federação Russa, de repente adoeceu em um avião voltando de uma viagem de negócios para Cuba. A aeronave pousou em Mineralnie Vodi, no entanto, os médicos não conseguiram salvar a vida do ministro. Kucherenko teria, em privado, chamado a guerra na Ucrânia de "invasão fascista". O jornalista exilado Roman Super falou com ele "dias antes" de sua morte, onde Kucherenko expressou temores por sua segurança. O ministro também tinha um problema cardíaco preexistente.
Em 21 de maio, o Presidente Zelensky teria confirmado a queda de Bakhmut para a Rússia, em uma entrevista para a AFP, onde disse: "Por hoje, Bakhmut está apenas em nossos corações" e que "nada" sobrou da cidade. No entanto, ele e seu escritório esclareceram posteriormente que não havia dito que a cidade havia caído. O Ministério da Defesa ucraniano afirmou que suas forças estavam segurando um setor da cidade enquanto cercavam parcialmente a própria Bakhmut.
Uma autoridade instalada pela Rússia no Oblast ocupado de Zaporizhzhia afirmou que os militares ucranianos atacaram o porto de Berdiansk com sete mísseis, incluindo os avançados Storm Shadows. Ele disse que seis dos mísseis foram interceptados e um caiu na periferia da cidade, mas não causou vítimas. Os militares ucranianos confirmaram posteriormente que haviam atacado um quartel-general russo na cidade e imagens feitas por civis mostraram uma enorma explosão na região.
O presidente americano Joe Biden confirmou um novo pacote de ajuda militar no valor de US$ 375 milhões para a Ucrânia, dizendo que os Estados Unidos forneceriam munição, artilharia, veículos blindados e treinamento. Ele também disse que recebeu garantias do presidente Zelensky de que qualquer F-16 fornecido à Ucrânia não seria usado para incursões no próprio território russo reconhecido internacionalmente.
O Japão anunciou que entregaria cerca de cem veículos militares e trinta mil kits de rações para a Ucrânia.

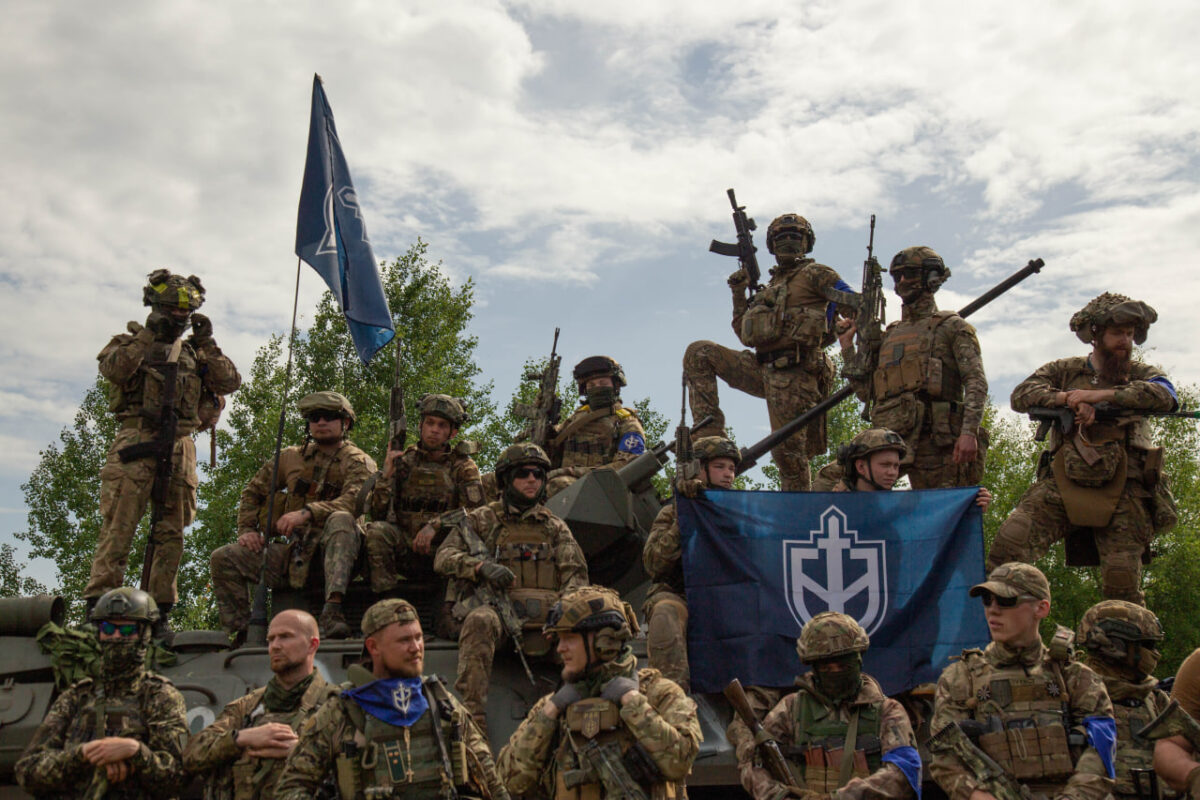
Combatentes do Corpo Voluntário Russo (um grupo de nacionalistas russos) lutando em Belgorod contra o regime de Vladimir Putin da Rússia.

Em 22 de maio, pelo menos oito pessoas ficaram feridas e vários edifícios foram danificados por um ataque aéreo russo contra o Oblast de Dnipropetrovsk, de acordo com a força aérea ucraniana. Autoridades ucranianas também afirmaram que as forças russas dispararam cerca de dezesseis mísseis, de diferentes tipos, e vinte "drones Shahed-136/131" contra alvos por toda a Ucrânia. As defesas anti-aéreas do país teriam derrubado quatro mísseis de cruzeiro e todos os drones. O governador do Oblast de Kharkiv disse que duas mulheres foram feridas por bombardeios russos em Kupiansk. Uma pessoa foi morta por um bombardeio russo em Stanislav, no oeste de Kherson.
A Usina Nuclear de Zaporíjia, ocupada pela Rússia, ficou offline por várias horas antes de ser reconectada. A agência nuclear ucraniana, a Energoatom, acusou a Rússia de realizar ataques que causaram um corte de energia, acrescentando que foi a sétima vez que a usina entrou em "modo de blecaute" desde que as tropas russas assumiram o controle em março de 2022.
Ainda no dia 22 de maio, Vyacheslav Gladkov, o governador do Oblast de Belgorod, no oeste da Rússia, disse que um bombardeio ucraniano feriu três pessoas na cidade de , que faz fronteira com a Ucrânia, e danificou três prédios residenciais e um edifício da administração local. Ele também disse que os ataques ucranianos feriram duas pessoas na aldeia de Glotovo no Distrito de Grayvoronsky e acusou "sabotadores ucranianos" de cruzar a fronteira e causar danos em Belgorod. Dois civis teriam sido mortos. No decorrer do dia, imagens começaram a surgir mostrando combatentes russos (patrocinados pela Ucrânia) cruzando a fronteira e tomando postos de controle. Um vídeo circulou supostamente mostrando um tanque ucraniano atacando um posto fronteiriço russo também apareceram em um canal do Telegram vinculado aos serviços de segurança russos. No entanto, o conselheiro presidencial ucraniano Mykhailo Podolyak disse que Kiev "não tinha nada a ver" com o ataque e disse que os grupos guerrilheiros russos anti-Kremlin foram os responsáveis. A Legião da Liberdade da Rússia e o Corpo Voluntário Russo mais tarde reivindicou a responsabilidade pelo ataque, com a Legião alegando ter tomado a cidade fronteiriça de Kozinka e chegaram em Graivoron. Evacuações foram ordenadas em nove aldeias e uma operação antiterrorista foi ordenada pelo governo russo nas áreas afetadas, enquanto os militares russos despacharam caças e artilharia para o local. O Instituto para o Estudo da Guerra avaliou posteriormente que dois grupos "pró-ucranianos [formados] totalmente russos" cruzaram a fronteira com tanques, veículos de transporte e outros blindados. Ataques também foram relatados em escritórios do Ministério do Interior e do FSB na cidade de Belgorod. Gladkov disse mais tarde que treze civis ficaram feridos, danos foram registrados em vinte e nove casas e três carros foram danificados e eletricidade foi perdida em quatorze assentamentos. Os insurgentes russos afirmaram ter matado pelo menos um guarda de fronteira nas primeiras horas e capturado equipamentos russos.
A Assembleia Parlamentar da OTAN emitiu uma declaração reconhecendo as atrocidades russas na Ucrânia como "genocídio", de acordo com o chefe da delegação ucraniana, Yehor Cherniev. Ele disse que a declaração incluía apoio a um tribunal internacional para crimes de guerra russos, ajudando a Ucrânia a vencer a guerra e um compromisso de ajudar a restaurar os territórios do país implementando mais sanções.
Em 23 de maio, em seu relatório noturno, os militares ucranianos relataram que houve vinte e cinco ataques aéreos e vinte incidentes de bombardeio relatados em todo o país durante o dia, mas nenhum ataque com mísseis.
Yevgeny Prigozhin, chefe do Grupo Wagner, prometeu transferir o controle da cidade ucraniana de Bakhmut para o exército russo até 1 de junho. Em uma entrevista, ele disse que mais de 20 000 de seus combatentes morreram na batalha pela cidade e reconheceu que os militares russos mataram civis.
O presidente Zelensky visitou as tropas de infantaria naval ao longo da linha defensiva Vuhledar-Maryinka no Oblast de Donetsk como parte das comemorações do "Dia dos Fuzileiros Navais Ucranianos". Ele anunciou que novas brigadas de fuzileiros navais seriam adicionadas às unidades militares ucranianas existentes.
O governador ucraniano do Oblast de Donetsk afirmou que bombas aéreas russas atingiram Toretsk, danificando uma escola, mas não causando vítimas.
O Ministério da Defesa da Rússia anunciou, em 23 de maio, que forçou a retirada de "nacionalistas" que lançaram os ataques transfronteiriços no Oblast de Belgorod de volta à Ucrânia, acrescentando que suas forças mataram mais de 70 "terroristas ucranianos" e destruíram quatro veículos blindados de combate e cinco captadores. O governador do Oblast de Kursk, na Rússia, disse que três aldeias na fronteira com a Ucrânia ficaram sem energia depois que um drone lançou explosivos em uma subestação elétrica.
A Ucrânia acusou a Rússia de bloquear o acesso ao porto de Pivdennyi para as exportações de grãos, apesar da retomada da Iniciativa de Grãos do Mar Negro.
O chefe de Política Externa da União Europeia Josep Borrell afirmou que a quantidade total de armamento enviado à Ucrânia pelo bloco entre março e maio de 2023 atingiu 220 000 projéteis de artilharia e 1 300 mísseis.
O SBU iniciou uma investigação criminal contra o major-general Andrey Ruzinsky, comandante do 11º Corpo de Exército da Frota Báltica Russa por seu papel na invasão e ocupação de partes do Oblast de Kharkiv e subsequentes atrocidades, particularmente em Balakliia. O Procurador-Geral da Ucrânia também abriu uma investigação sobre o papel da Bielorrússia na transferência forçada de crianças de territórios ocupados pela Rússia, na sequência de um relatório do grupo de oposição bielorrusso exilado Gestão Nacional Anti-Crise, alegando que 2.150 crianças ucranianas, incluindo órfãos de idade de seis a quinze, foram levados para pelo menos três dos chamados campos de recreação e sanatórios em território bielorrusso.
O ministro da defesa polonês, Mariusz Błaszczak, disse que o seu governo estava pronto para treinar pilotos ucranianos em aeronaves F-16, mas rejeitou o fornecimento de F-16 para a Ucrânia, temendo um "efeito degradante" na Força Aérea Polonesa.
O Ministério da Defesa da Rússia disse ter despachado um caça Su-27 para interceptar e impedir dois bombardeiros B-1B de entrarem em seu espaço aéreo sobre o Mar Báltico. O Pentágono confirmou posteriormente o incidente, dizendo que as aeronaves estavam participando de um exercício planejado e a interação do caça russo com os aviões foi "segura e profissional".
Em 24 de maio, o governador do Oblast de Belgorod, na Rússia, disse que um drone ucraniano deixou cair um dispositivo explosivo em uma estrada na cidade de Belgorod, danificando um carro, mas sem deixar vítimas.
Durante sua assembléia anual em Genebra, estados-membro da Organização Mundial de Saúde votaram por 80 a nove, com 52 abstenções, para condenar a agressão russa na Ucrânia, incluindo ataques a instalações de saúde, civis e infraestrutura civil crítica. Todos os 27 membros da União Europeia co-patrocinaram a mudança, com exceção da Hungria, que não compareceu à votação. Além da Rússia, os países que votaram contra o projeto de resolução incluíram China, Coreia do Norte, Síria, Bielorrússia, Cuba e Argélia.
O Ministério da Defesa da Rússia disse que os militares ucranianos lançaram um ataque malsucedido contra o navio de reconhecimento Ivan Khurs no Mar Negro usando três lanchas não tripuladas. Evidências de vídeo no dia seguinte mostraram que uma das embarcações aparentemente atingiu o Ivan Khurs.

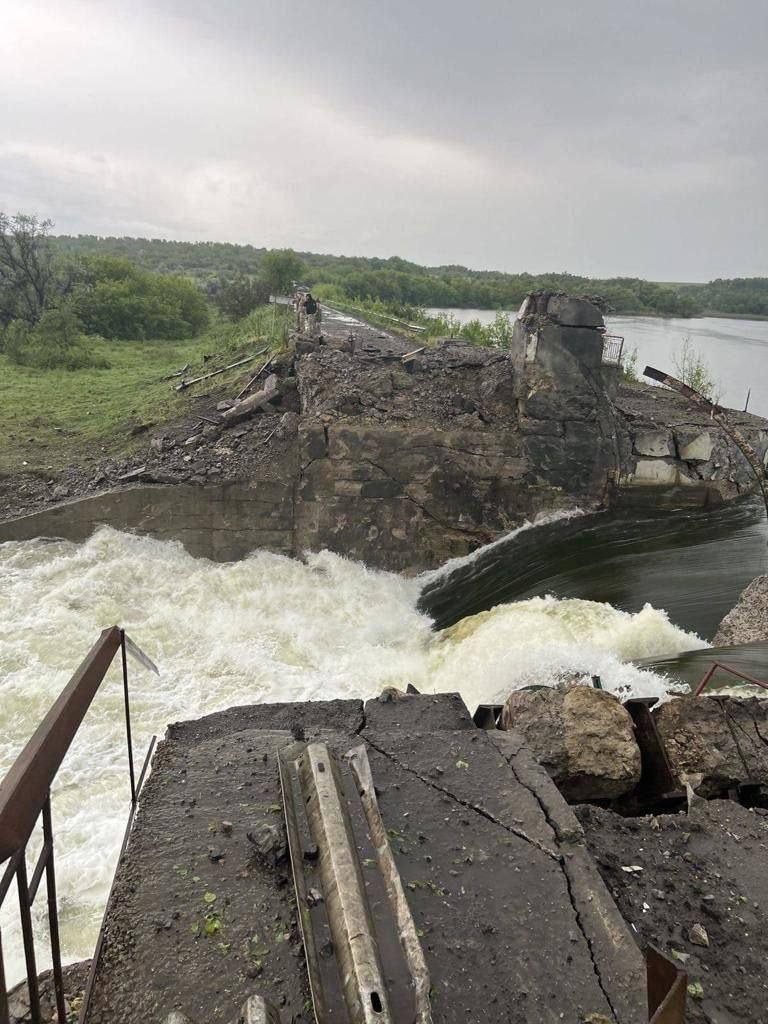
A barragem do reservatório de Karlivka após um bombardeio russo, em 25 de maio de 2023.

O Tribunal Militar do Distrito Sul russo em Rostóvia do Dom disse que cinco estrangeiros (os britânicos John Harding, Andrew Hil e Dylan Heal, o sueco Mathias Gustafsson e o croata Vjekoslav Prebeg) seriam julgados à revelia em 31 de maio por suposto terrorismo e outras acusações. Os homens foram capturados em 2022 durante combates no Donbass e foram libertados em uma série de trocas de prisioneiros.
A Letônia afirmou que doaria dois milhões de euros (US$ 2,15 milhões de dólares) para apoiar a reconstrução de Chernihiv, de acordo com o conselho da cidade. Os recursos seriam aplicados em projetos como a compra de equipamentos escolares e a restauração dos sistemas de água e esgoto.
A Agência de Cooperação em Segurança de Defesa dos Estados Unidos autorizou a venda de sistemas de defesa NASAMS adicionais para a Ucrânia, avaliados em US$ 285 milhões de dólares.
Em 25 de maio, Ukrainian President Volodymyr Zelensky alegou que as defesas aéreas derrubaram cerca de trinta e seis drones Shahed. Na Crimeia ocupada, o governador regional disse que seis drones ucranianos foram abatidos. Em uma entrevista para o jornal Die Welt, Vadym Skibitsky, vice-chefe do serviço de inteligência militar da Ucrânia, disse que seu governo pretende assassinar Putin "porque ele coordena e decide o que acontece" na guerra.
Nesse meio tempo, Yevgeny Prigozhin anunciou que ele estava removendo seus mercenários da recém conquistada Bakhmut e deixando suas posições para serem tomadas pelo exército regular russo. Ele também disse que repatriaria os corpos de um cidadão americano, que identificou como um ex-soldado das forças especiais chamado Nicholas Maimer, e um cidadão turco, que afirmou ter recuperado dos restos de um prédio explodido pelas forças ucranianas, acrescentando que o corpo de outro cidadão turco, uma mulher, também foi encontrado, mas não pôde ser recuperado. Cerca de 106 prisioneiros de guerra ucranianos capturados em Bakhmut foram repatriados para a Ucrânia numa troca de prisioneiros com a Rússia.
O Serviço Federal de Segurança russo anunciou que tinha prendido dois membros de um "grupo de sabotagem" ucraniano e dois cúmplices russos que planejavam bombardear linhas de energia conectadas as usinas nucleares de Leningrado e Kalinin, acrescentando que 36,5 quilos de explosivos e cerca de 60 detonadores foram recuperados deles.
O Ministério da Defesa da Rússia disse que havia despachado caças Su-27 e Su-35 para interceptar dois bombardeiros estratégicos B-1B da Força Aérea dos Estados Unidos perto da fronteira do espaço aéreo do país sobre o Mar Báltico.
A Rússia e a Bielorrússia assinaram um acordo que formalizou a implantação de armas nucleares táticas russas em território bielorrusso, com o controle e uso das armas permanecendo nas mãos dos russos. Logo em seguida, o presidente bielorrusso Aleksandr Lukashenko confirmou que a transferência de armas para o país tinha começado e mais tarde disse que os países que se juntassem ao Estado da União também receberiam armas nucleares.
O Ministério das Relações Exteriores da Rússia anunciou que estava expulsando cinco diplomatas suecos do país em retaliação à expulsão de cinco diplomatas russos da Suécia em abril de 2023. Também convocaram os embaixadores alemão, dinamarquês e sueco em protesto contra a "completa falta de resultados" em suas investigações sobre a identidade dos perpetradores da sabotagem do oleoduto Nord Stream em 2022.
Um tribunal de apelações sueco confirmou a condenação e prisão perpétua de um ex-funcionário dos serviços de segurança e das forças armadas Peyman Kia por espionagem em nome da Rússia.
A Finlândia anunciou que estava enviando equipamento militar adicional para a Ucrânia, incluindo armamento antiaéreo e munição no valor de 109 milhões de euros (US$ 120 milhões de dólares).
O ex-presidente da Rússia, Dmitry Medvedev, afirmou, durante uma visita ao Vietnã, que acreditava que a guerra com a Ucrânia poderia durar "muito tempo, provavelmente décadas", com períodos de trégua e depois conflito. Medvedev é atualmente vice-presidente do Conselho de Segurança da Federação Russa.

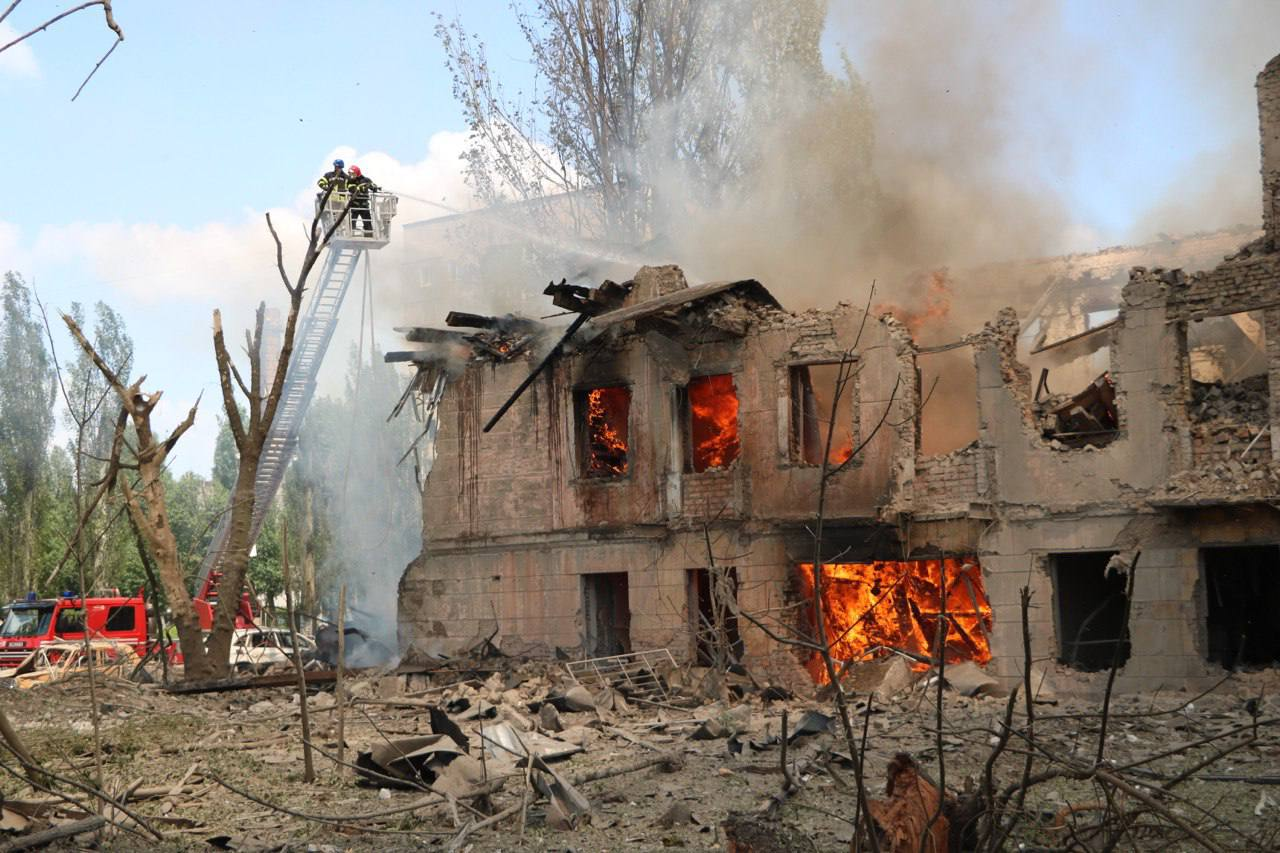
Hospital em Dnipro após um ataque russo.

Na madrugada de 26 de maio, as autoridades ucranianas disseram que derrubaram dezessete mísseis e trinta e um drones lançados da Rússia durante a noite. Ataques foram relatados nas cidades de Dnipro e Kharkiv, incluindo um depósito de petróleo. Em Kiev, fragmentos de drones interceptados caíram no telhado de um shopping, enquanto uma casa e vários carros foram danificados. Um míssil russo S-300 atingiu uma barragem em Karlivka (no centro do Oblast de Donetsk), colocando assentamentos próximos sob ameaça de inundações severas do reservatório de Karlivske. Duas pessoas morreram e 23 ficaram feridas em um ataque com míssil em uma clínica em Dnipro. O Ministério da Defesa da Rússia alegou ter atingido depósitos de munição nesses ataques e disse que todos os alvos foram atingidos.
Na Rússia, uma explosão supostamente causada por dois drones ucranianos danificou um prédio residencial e comercial em Krasnodar. Quatro distritos em Belgorod Oblast foram bombardeados da fronteira ucraniana, enquanto um míssil ucraniano teria sido abatido sobre Morozovsk, no Oblast de Rostov.
Os Estados Unidos anunciaram sanções contra Ivan Maslov, chefe das operações do Grupo Wagner em Mali, dizendo que o grupo estava adquirindo armamento em toda a África para usar na guerra na Ucrânia. O Ministério das Relações Exteriores do Japão anunciou sanções adicionais à Rússia, dizendo que congelaria os ativos de 78 grupos e 17 indivíduos, incluindo oficiais do exército e proibiria as exportações para 80 entidades, como laboratórios de pesquisa afiliados a militares. Também disse que proibiria o fornecimento de serviços de construção e engenharia para a Rússia.
O Ministério das Relações Exteriores da Rússia convocou altos diplomatas dos Estados Unidos após comentários em 21 de maio do Conselheiro de Segurança Nacional americano Jake Sullivan aparecia apoiar ataques ucranianos na Crimeia anexada pela Rússia usando armamento ocidental.
O Ministério da Defesa alemão disse que estava transferindo sua bateria de mísseis Patriot implantada na Eslováquia para a Lituânia para garantir a cúpula da OTAN a ser realizada em Vilnius em julho.
O Procurador-Geral da Ucrânia divulgou números que mostram que pelo menos 483 crianças foram mortas durante o conflito e quase 1 000 outras ficaram feridas, com o Serviço Social Nacional da Ucrânia dizendo que quase 1 500 crianças ficaram órfãs. A maioria dessas vítimas veio do Oblast de Donetsk, com 462 indivíduos registrados. Cerca de 278 vítimas foram registradas em Oblast de Kharkiv, 128 no Oblast de Kiev, 102 no Oblast de Kherson, 91 no Oblast de Zaporíjia, 89 no Oblast de Mykolaiv, 72 no Oblast de Dnipropetrovsk, 70 no Oblast de Chernihiv e 67 no Oblast de Luhansk. A UNICEF também afirmou que cerca de 1,5 milhão de crianças ucranianas correm o risco de depressão, ansiedade, transtorno de estresse pós-traumático e outros problemas de saúde mental.
A diretoria de inteligência do Ministério da Defesa ucraniano alertou sobre um complô da Rússia para encenar um incidente na Usina Nuclear de Zaporíjia para impedir a contra-ofensiva antecipada da Ucrânia.
A ministra da Defesa do Canadá, Anita Anand, anunciou que seu país forneceria à Força Aérea Ucraniana cerca de 43 mísseis AIM-9X Block II Sidewinder para ajudar a interceptar os mísseis Kh-101 e os drones iranianos russos Shahed. É a primeira entrega oficial reconhecida de mísseis ar-ar ocidentais.
Em 27 de maio, uma porta-voz do Ministério da Defesa alemão confirmou que a Ucrânia pediu formalmente para receber o míssil de cruzeiro Taurus KEPD 350. Enquanto isso, no Oblast de Kharkiv, uma mulher foi morta e outro civil foi ferido por um bombardeio russo em Kupiansk.
Mikhail Vedernikov, o governador russo do Oblast de Pskov, afirmou que dois drones atingiram um prédio administrativo de um oleoduto próximo, causando uma explosão. Nenhuma vítima foi relatada, no entanto, o prédio foi danificado. O ataque ocorreu a menos de dez quilômetros da fronteira com a Bielorrússia. No Oblast de Kursk, um trabalhador da construção civil teria sido morto por um bombardeio ucraniano perto da vila de Plekhovo, a poucos quilômetros da fronteira internacional. Outro civil, um guarda de segurança, foi morto por um bombardeio em Shebekino, no Oblast de Belgorod. O Ministério da Defesa da Rússia afirmou que suas forças interceptaram dois mísseis Storm Shadow, 19 drones e vários mísseis HIMARS e HARM da Ucrânia nas últimas 24 horas.
O Ministério das Relações Exteriores da Alemanha confirmou que centenas de seus trabalhadores educacionais e culturais, incluindo funcionários da escola alemã em Moscou e da filial local do Goethe-Institut seriam expulsos da Rússia a partir de junho, depois que impôs um limite ao número de funcionários alemães em retaliação à expulsão de diplomatas e funcionários russos da Alemanha.
Em entrevista ao jornalista ucraniano Dmytro Komarov, Vasyl Malyuk, o chefe do SBU, confirmou o envolvimento da agência na explosão da ponte da Criméia em 2022, dizendo que estava sendo usada como rota logística pela Rússia.

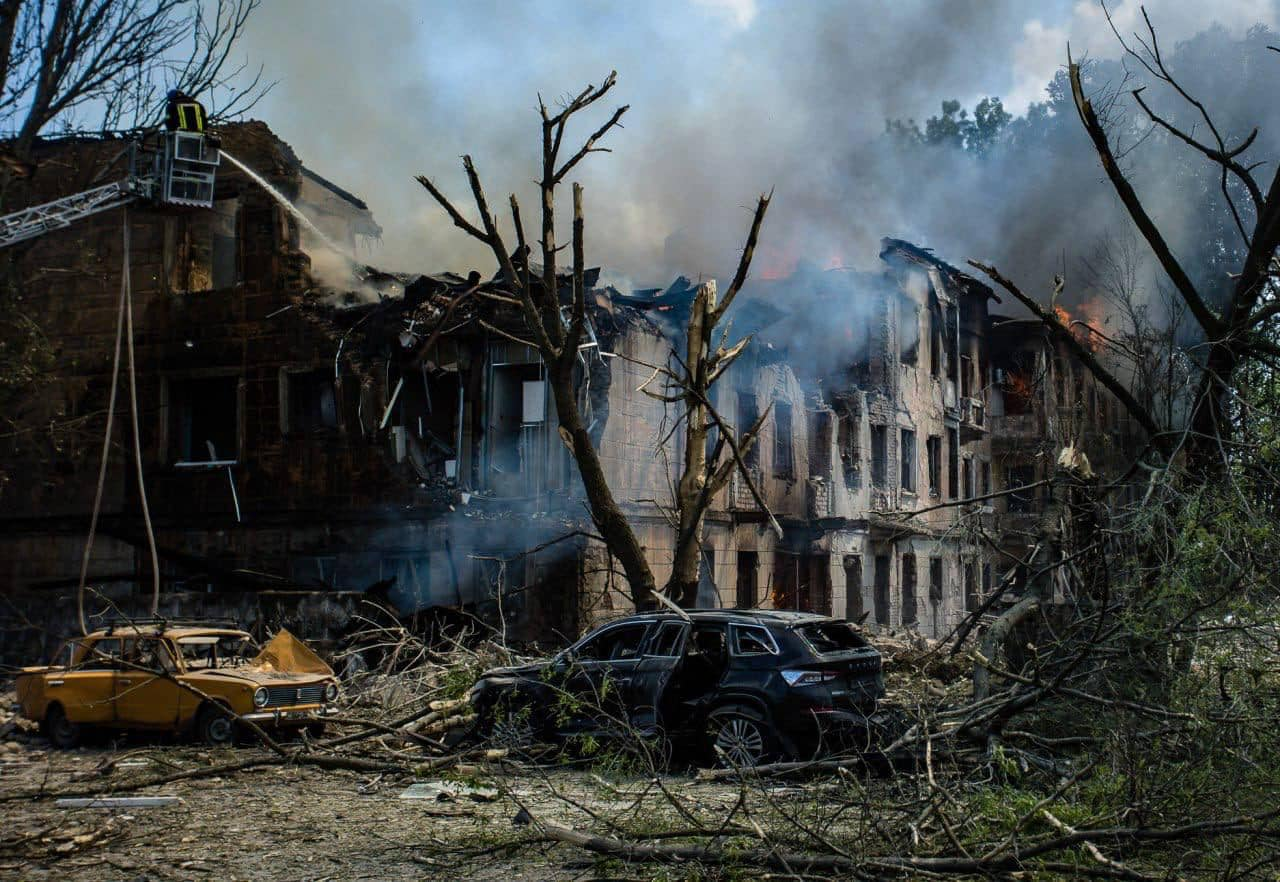
Uma região bombardeada em Dnipro. Devido a sua localização estratégica, essa cidade é constantemente atacada pelos russos.

Em 28 de maio, o prefeito de Kiev, Vitali Klitschko, afirmou que drones russos atacaram a capital ucraniana. Duas pessoas foram mortas pela queda de destroços de drones, enquanto uma mulher foi ferida. Dois apartamentos de alto padrão foram incendiados. A Força Aérea Ucraniana afirmou que 58 dos 59 drones russos foram abatidos, com mais de 40 deles interceptados em Kiev. Incêndios foram reportados nos distritos de Solomyanskyi, Holosiivskyi e Pecherskyi. O ataque ocorreu no aniversário da fundação de Kiev em 482 dC. Posteriormente, foi descrito como o maior ataque de drones da Rússia a Kiev desde o início da guerra.
Alertas de ataque aéreo foram ativados em doze oblasts, de Volínia no noroeste até Dnipropetrovsk no sudeste. Também houve relatos de explosões em Oblast de Jitomir, onde pelo menos vinte e seis edifícios residenciais foram danificados, assim como escolas e unidades médicas. O bombardeio também foi relatado no Oblast de Sumy, que fica próximo a fronteira russa, e em Nikopol, do outro lado do rio Dnipro da Usina Nuclear de Zaporíjia.
A Rússia disse que suas defesas aéreas derrubaram vários drones que se aproximavam da refinaria de petróleo Ilsky no Krai de Krasnodar.
O Estado-Maior ucraniano afirmou que oitenta soldados russos desertaram de suas posições em Lysychansk, no Oblast de Luhansk, enquanto outros trinta abandonaram suas posições em Bakhmut e fugiram. Valerii Zaluzhnyi, o comandante-em-chefe das forças armadas ucranianas, informou que todos os preparativos para o grande contra-ataque antecipado estavam completos e que eles aguardavam apenas a decisão de atacar.
Em 29 de maio, a Rússia lançou seu décimo-quinto ataque aéreo do mês de maio e pelo segundo dia consecutivo contra Kiev nas primeiras horas do dia. Danos foram reportaods no distrito de Podilskyi, com uma “residência privada de um andar” sendo atingida por destroços. Detritos também atingiram edifícios nos distritos de Sviatoshyn e Holosiivskyi. O ataque envolveu drones e mísseis de cruzeiro. A Administração Militar da Cidade de Kiev afirmou ter abatido quarenta alvos inimigos.
Pouco depois, durante o dia, a Rússia lançou seu décimo-sexto ataque a Kiev no mês. O exército ucraniano disse ter derrubado trinta e sete mísseis de cruzeiro e vinte e nove drones, juntamente com onze mísseis Iskander. Uma pessoa foi ferida nos bombardeios. O porta-voz da Força Aérea Ucraniana, Yuriy Ihnat, disse que mísseis balísticos, incluindo mísseis S-300 ou S-400, foram usados nos ataques junto com os drones. Uma base aérea em Khmelnytskyi também foi atingida. Cinco aeronaves foram relatadas como abatidas, enquanto a pista foi danificada. Artilharia e helicópteros russos também lançaram ataques a assentamentos no Oblast de Sumy ao longo do dia. O Ministério da Defesa russo disse mais tarde que atingiu bases aéreas durante esses ataques.
No Oblast de Donetsk, dois civis foram mortos por bombardeios russos em Toretsk, enquanto outros oito ficaram feridos. Uma outra pessoa teria sido morta num outro bombardeio russo, desta vez contra a cidade de Kozatske, em Kherson. Mais uma pessoa foi morta e outras nove ficaram feridas no mesmo dia em um bombardeio no distrito de Synelnykove, no leste do Oblast de Dnipropetrovsk, enquanto sete pessoas ficaram feridas por bombardeios em distrito de Kupiansk, no Oblast de Kharkiv.
O ministério da defesa russo alegou ter destruído um navio de guerra da marinha ucraniana, o Yuri Olefirenko, que seria o seu "último em operação", em um ataque de míssil em Odesa. Oficiais da Marinha ucraniana se recusaram a comentar a alegação.
No Oblast de Belgorod, no oeste da Rússia, quatro pessoas foram feridas por bombardeios ucranianos em assentamentos fronteiriços. Um porta-voz do Comando Operacional Leste dos militares ucranianos, que engloba Donbass, disse à televisão ucraniana que os mercenários do Grupo Wagner em Bakhmut estavam sendo substituídos pelos militares russos regulares. Ele acrescentou que houve três confrontos na cidade nas últimas 24 horas de 29 de maio. Os russos bombardearam posições ucranianas 373 vezes e lançaram seis ataques aéreos antes do fim do dia. Em resposta, as forças ucranianas mataram 155 soldados russos e feriram 116 em combate.
Ainda no dia 29 de maio, o presidente Putin assinou uma lei autorizando a realização de eleições no final do ano nos territórios ucranianos que anexou durante a invasão, apesar da declaração de lei marcial prevalecente nessas áreas.
O Ministério do Interior da Rússia colocou o senador dos Estados Unidos Lindsay Graham em uma lista de procurados após seus comentários em 26 de maio ao presidente Zelensky, que pareciam mostrá-lo elogiando as mortes de russos durante o conflito e o apoio contínuo dos Estados Unidos à Ucrânia. A presidência ucraniana divulgou posteriormente um vídeo completo da interação, mostrando que os comentários não estavam vinculados. O senador Graham esclareceu mais tarde que estava elogiando a resistência ucraniana contra a Rússia antes de dizer que o mandado de prisão era uma "distinção de honra" e desafiou as autoridades russas a julgá-lo no Tribunal Penal Internacional.
O Conselho Supremo da Ucrânia (o Verkhovna Rada) impôs sanções contra a República Islâmica do Irã por fornecer drones para a Rússia. Os novos regulamentos incluíam a proibição das exportações de "bens militares e de dupla utilização" para o país e a "suspensão das obrigações económicas e financeiras a favor" dos seus residentes. O trânsito de mercadorias e aeronaves iranianas pela Ucrânia também deveria ser interrompido.
Mykhailo Podolyak, um conselheiro para o presidente Volodymyr Zelensky, afirmou que a Ucrânia intensificou os ataques contra as linhas de abastecimento russas e que os preparativos para o grande contra-ataque estavam sendo finalizados em diferentes setores da frente. Ele propôs que uma zona desmilitarizada de 100 a 120 quilômetros da fronteira com a Ucrânia fosse estabelecida dentro da Rússia como parte de um acordo pós-guerra.
O primeiro- ministro dinamarquês Mette Frederiksen anunciou que seu governo aumentaria sua ajuda militar à Ucrânia em US$ 2,6 bilhões durante 2023 e 2024.

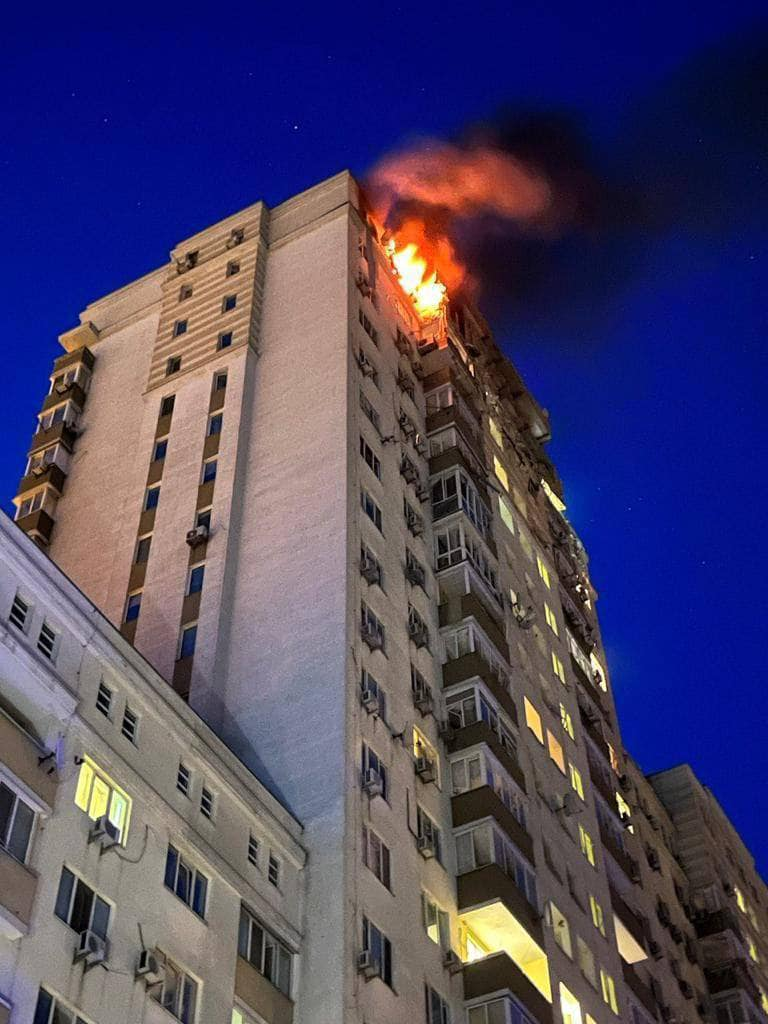
Prédio residencial em Kiev que pegou fogo devido à queda de fragmentos de um drone abatido.

Em 30 de maio, a cidade de Kiev foi atacado por vinte drones Shahed, de acordo com autoridades ucranianas. Um prédio alto foi atingido por detritos iniciando um incêndio. Uma pessoa morreu e quatro ficaram feridas.
Moscou foi atacada por pelo menos oito drones, causando danos menores a vários prédios, segundo o ministério da defesa russo. Três perderam o controle devido à guerra eletrônica e os outros cinco foram abatidos por um sistema Pantsir-S. O prefeito de Moscou, Sergei Sobyanin, disse que "duas pessoas procuraram assistência médica". A Rússia acusou a Ucrânia de responsabilidade pelo incidente, o que uma autoridade ucraniana negou, mas disse que o país estava "satisfeito" com o ataque. Uma pessoa foi morta e outras duas ficaram feridas após um suposto bombardeio ucraniano de um centro para deslocados no Oblast de Belgorod.
O Ministério do Interior da Rússia colocou o general Valerii Zaluzhnyi, comandante geral das forças armadas ucranianas, e o coronel-general Oleksandr Syrskyi, comandante do exército ucraniano, numa lista de procurados pela justiça russa.
O primeiro-ministro russo Mikhail Mishustin afirmou que cerca de 1,5 milhão de pessoas que viviam nos territórios ucranianos anexados pela Rússia em 2022 receberam passaportes russos, acrescentando que cerca de 1,6 milhão de residentes recebiam pensões e cerca de 1,5 milhão recebiam ainda benefícios sociais.
O principal partido de oposição da África do Sul, o Aliança Democrática, lançou um pedido judicial para garantir que o governo sul-africano detivesse Vladimir Putin e o entregasse ao Tribunal Penal Internacional por crimes de guerra na Ucrânia, caso ele "pusesse os pés na África do Sul". A mudança ocorreu após especulações sobre se ele compareceria à cúpula dos BRICS que seria realizada no país em agosto, para a qual o governo havia concedido imunidade diplomática prévia a todos os participantes.
Em 31 de maio, uma pessoa foi morta por um bombardeio russo no distrito de Vovchansk, no Oblast de Kharkiv, enquanto três pessoas, incluindo duas crianças, ficaram feridas por um bombardeio russo em Oblast de Kherson. Uma pessoa também foi morta por um bombardeio russo em Oblast de Donetsk. Autoridades instaladas pelos russos da República Popular de Luhansk alegou que cinco pessoas foram mortas e outras dezenove ficaram feridas depois que a artilharia ucraniana atingiu uma granja de aves.
O Serviço de Guarda de Fronteiras de Estado da Ucrânia informou que as tropas russas explodiram uma estrada que liga Oblast de Chernihiv da Ucrânia com Oblast de Bryansk da Rússia, dizendo que o incidente ocorreu no ponto triplo de encontro entre Ucrânia, Rússia e Bielorrússia.
A Ucrânia alegou que funcionários instalados pela Rússia na Lugansk ocupada estavam ameaçando reter os salários dos trabalhadores que se recusassem a abrir contas em bancos russos.
O Ministério da Defesa russo alegou que suas forças expulsaram as tropas ucranianas de posições em torno de Krasnohorivka e Yasynuvata, no Oblast de Donetsk.
Ainda no dia 31 de maio, um incêndio começou numa refinaria de petróleo russo localizada em Afipsky, na região de Krai de Krasnodar. Veniamin Kondratyev, o governador da região, culpou o incêndio em um ataque de drone ucraniano. O fogo foi apagado com danos mínimos e sem vítimas. Foi relatado que outro drone caiu na refinaria de Ilsky. Enquanto isso, o governador do Oblast de Belgorod anunciou o início da evacuação de crianças das áreas afetadas pelo bombardeio ucraniano, dizendo que 300 crianças seriam levadas para Voronezh, cerca de 250km longe, enquanto outras 1 000 crianças seriam evacuadas para outras regiões nos próximos dias. Ele também disse que dois assentamentos fronteiriços foram bombardeados pela Ucrânia, deixando quatro pessoas feridas.

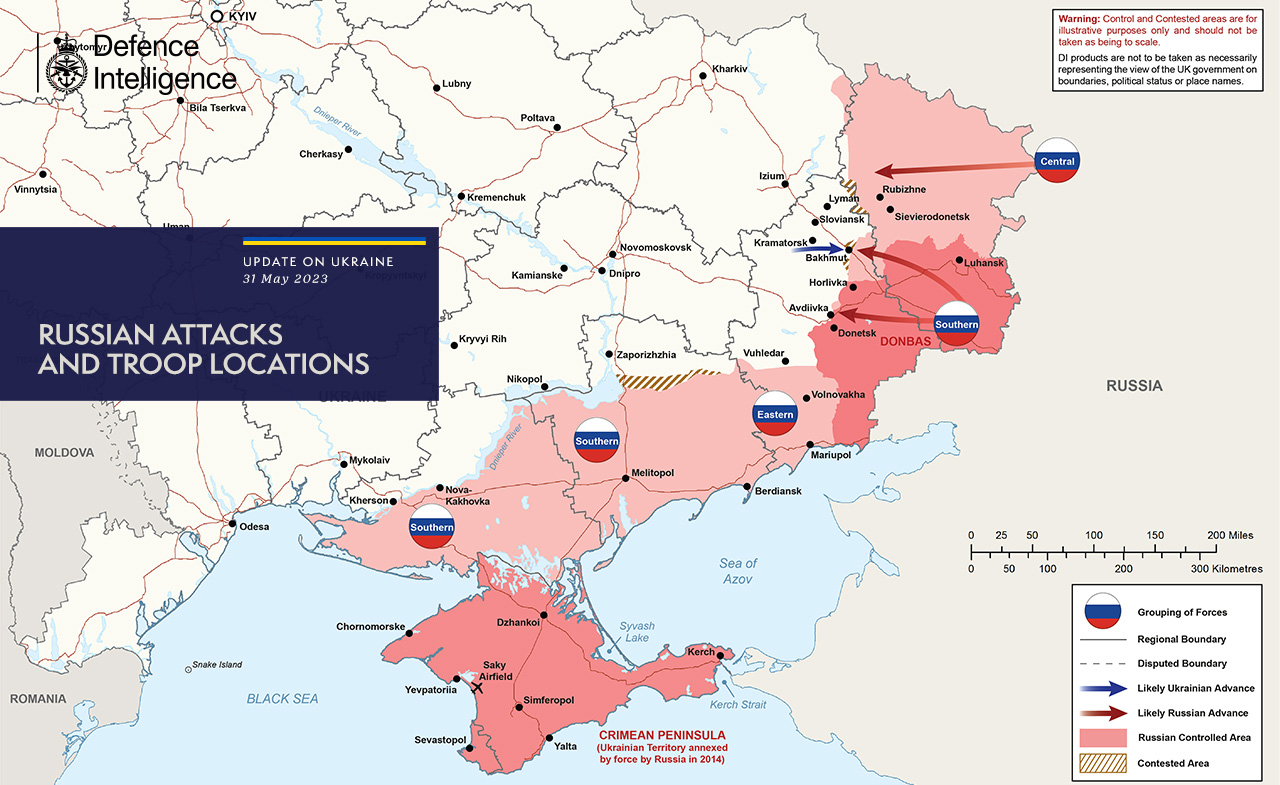
Situação na Ucrânia no final de maio de 2023.

O chefe do Grupo Wagner Group, Yevgeny Prigozhin, disse que pediu aos promotores russos que investigassem se altos funcionários do ministério da defesa cometeram algum "crime" antes ou durante a guerra na Ucrânia, sem fornecer detalhes específicos.
Enquanto isso, a Alemanha ordenou o fechamento de quatro dos cinco consulados russos no país, em retaliação à expulsão de funcionários diplomáticos alemães da Rússia e ao fechamento dos consulados alemães em Kaliningrado, Ecaterimburgo e Novosibirsk.
O primeiro ministro Ucraniano Denys Shmyhaldisse que seu país recebeu US$ 1,25 bilhões de dólares dos Estados Unidos como parte do projeto Despesas Públicas para Resistência à Capacidade Administrativa (PEACE, na sigla em inglês) do Banco Mundial, dizendo que os fundos seriam "usados para apoiar o orçamento do estado, especialmente para gastos sociais e humanitários". O Pentágono anunciou um pacote de ajuda adicional de US$ 300 milhões para ajudar a reforçar as defesas aéreas ucranianas, particularmente munições adicionais para os sistemas de defesa aérea Patriot.

### Junho

#### 1–15 de junho
Em 1 de junho, foi reportado que três pessoas, incluindo uma mulher e seu filho, foram mortos em um ataque aéreo russo a Kiev nas primeiras horas do dia. As vítimas eram do distrito de Desnianskyi. Relatórios disseram que as vítimas estavam tentando acessar um abrigo antiaéreo trancado quando o ataque ocorreu. Quatro pessoas foram detidas em ligação com o incidente, nomeadamente um segurança, o diretor de um posto médico, o seu adjunto e o primeiro adjunto da administração distrital. Uma auditoria subsequente dos abrigos antiaéreos de Kiev descobriu que quase metade deles estava imprópria para uso ou fechada. Danos também foram relatados no distrito de Dniprovskyi. Dez mísseis Iskander russos foram interceptados de acordo com os militares ucranianos.
No Oblast de Belgorod, na Rússia, oito pessoas foram feridas por um bombardeio ucraniano em Shebekino. O governador regional, Vyacheslav Gladkov, afirmou que as forças ucranianas utilizaram foguetes Grad neste ataque. Duas outras pessoas ficaram feridas em um ataque de drone na cidade de Belgorod. O Ministério da Defesa russo alegou ter repelido três ataques ucranianos em Belgorod, matando mais de 50 soldados ucranianos e destruindo quatro veículos blindados (esta informação não pode ser confirmado de forma independente). O governador Gladkov disse que os ataques envolveram até 70 "militantes", cinco tanques, quatro veículos blindados, sete caminhonetes e um caminhão Kamaz. De fato, desde a Batalha de Belgorod (22–23 de maio de 2023), incursões de insurgentes russos apoiados e armados pelos ucranianos na região de fronteira passaram a ser relativamente comuns.
O Ministério de Infraestrutura da Ucrânia disse que a "Iniciativa de Grãos do Mar Negro" havia sido interrompida novamente porque a Rússia bloqueou o registro de navios para todos os portos ucranianos. A ONU confirmou posteriormente que o governo russo planejava limitar o registro de navios no porto de Pivdennyi até que todas as partes concordassem em desbloquear o trânsito de amônia russa.
O FSB (o Serviço Federal de Segurança russo) disse ter descoberto uma "ação de inteligência" que comprometeu os telefones de cidadãos russos, bem como diplomatas de Israel, Síria, China e membros da OTAN e alegou que a empresa americana Apple trabalhou com agências de inteligência dos Estados UNidos, como a Agência de Segurança Nacional, em comprometer diversos iPhones. A Apple não comentou se seus produtos na Rússia foram hackeados, mas negou ter trabalhado com as autoridades americanas para comprometer seus dispositivos.
Ainda no dia primeiro de junho, O Pentágono afirmou que iria comprar o serviço de satélite Starlink de Elon Musk para assegurar a continuidade da eficácia das comunicações na Ucrânia.
O Departamento de Estado dos Estados Unidos disse que estava revogando os vistos dos inspetores nucleares russos, negando pedidos pendentes para novos monitores e cancelando autorizações padrão para aeronaves russas entrarem no espaço aéreo dos Estados Unidos em retaliação à suspensão da Rússia de sua participação no tratado New START. Também disseram que não notificariam mais a Rússia sobre quaisquer atualizações sobre o status ou localização de "itens responsáveis pelo tratado", como mísseis e lançadores.
O Conselho Nacional da Suíça votou contra (98 a 75), uma iniciativa parlamentar apresentada por um comitê que teria especificamente autorizado a transferência de armas de fabricação suíça para a Ucrânia. Seus oponentes alegaram que a proposta era uma violação da política de neutralidade de longa data do país.

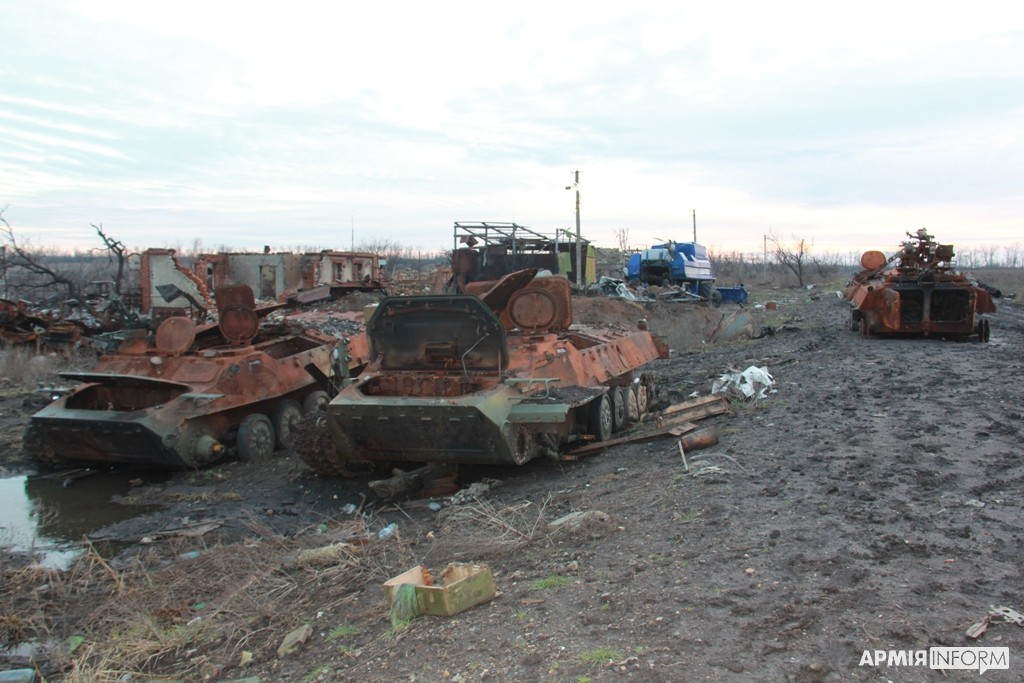
Veículos militares russos destruídos após combates em Sulyhivka, na região de Kharkiv.

Em 2 de junho, autoridades ucranianas disseram que durante a manhã duas ondas de ataques aéreos russos foram direcionados a Kiev. Os militares ucranianos alegaram que derrubaram quinze mísseis de cruzeiro russos e 21 drones dentro e ao redor da capital durante a noite, com duas pessoas feridas por destroços. Cinco casas também foram danificadas, de acordo com autoridades locais. Outro ataque com mísseis foi relatado no final do dia, com os militares ucranianos dizendo que haviam interceptado todos os quinze mísseis de cruzeiro e 18 drones lançados pelas forças russas e cerca de trinta outros "objetos hostis". Duas pessoas foram mortas e outras quatro ficaram feridas num bombardeio russo contra a cidade de Kivsharivka, no Oblast de Kharkiv, enquanto os mesmos números foram relatados em um ataque russo a uma vila no Oblast de Zaporíjia.
Autoridades da República Popular de Donetsk, instalados pela Rússia, disseram que três pessoas teriam sido mortas e outras quatro feridas por bombardeios ucranianos contra Makiivka. Funcionários do Oblast ocupado de Zaporíjia afirmaram que a artilharia ucraniana atingiu um acampamento hospitalar e feriu nove pessoas em um incidente separado em Berdyansk. Um simpatizante da Rússia e candidato a prefeito nas eleições locais organizadas pela Rússia foi morto por um carro-bomba na cidade ucraniana de Mykhailivka.
O Ministério da Defesa da Rússia anunciou a implantação do batalhão checheno "Akhmat" de forças especiais nas linhas de frente em Mariinka, no Oblast de Donetsk, para uma ofensiva. Yevgeny Prigozhin afirmou que 99% de seus combatentes Wagner haviam se retirado de Bakhmut antes de sua passagem formal para os militares russos em 5 de junho. Ele também acusou os militares russos de colocar minas visando seu pessoal enquanto eles recuavam.
O governador do Oblast  de Bryansk, na Rússia, afirmou que as forças ucranianas bombardearam uma aldeia ao longo da fronteira internacional, destruindo uma casa. Duas pessoas morreram e outras duas ficaram feridas quando as forças ucranianas bombardearam uma estrada em Maslova Pristan, em Belgorod, enquanto a milícia "Legião da Liberdade da Rússia" assumiu a responsabilidade de um ataque contra a vila de Novaya Tavolzhanka e alegaram que as forças do governo russo mataram dois civis após confundir seu veículo com o da legião. Drones de longo alcance atingem duas cidades no Oblast de Smolensk, enquanto uma explosão foi relatada em uma floresta no Oblast de Kaluga. Autoridades russas alegaram que edifícios foram danificados em Bryansk e Kursk por bombardeios ucranianos e um ataque noturno com drones.
O vice primeiro-ministro russo, Viktoria Abramchenko, afirmou que a Rússia semeou safras de inverno para a colheita do ano nos territórios que anexou durante a invasão, fornecendo apoio estatal no valor de três bilhões de rublos (US$ 37,1 milhões de dólares) a agricultores nas regiões ocupadas na Ucrânia e colhendo grãos, feijões e colza em 1,3 milhão de hectares.
O Chefe do Estado-Maior Conjunto dos Estados Unidos, general Mark Milley, anunciou que os soldados ucranianos começaram a treinar no uso de tanques M1 Abrams prometidos à Ucrânia pelo Ocidente.
Os Estados Unidos abordaram o Japão em busca de suprimentos de TNT para serem usados em munições de artilharia de 155 mm para a Ucrânia. De acordo com a agência de notícias Reuters, o governo japonês permitiu que o governo os americanos comprasse TNT industrial, pois não é um produto militar.
Em 3 de junho, um ataque russo com míssil contra a cidade de Dnipro matou uma menina de dois anos e feriu vinte e duas pessoas depois de atingir um prédio de dois andares. Cinco desses feridos eram crianças, dezessete pessoas foram hospitalizadas e acredita-se que várias tenham ficado presas sob os escombros.
O governador russo de Belgorod, Vyacheslav Gladkov, disse que duas pessoas foram mortas em bombardeios ucranianos.
Em 4 de junho, durante as primeiras horas da manhã, as autoridades ucranianas relataram que os sistemas de defesa aérea repeliram um ataque com mísseis a Kiev. No entanto, dois mísseis atingiram um aeródromo próximo da cidade de Kropyvnytskyi. Foi relatado que dois drones atingiram a infraestrutura no Oblast de Sumy. Explosões também foram relatadas em Sumy e nas cidades ocupadas de Melitopol e Berdyansk.
A Rússia afirmou ter lutado contra uma "ofensiva em larga escala" da Ucrânia na parte sul do Oblast de Donetsk, matando 250 soldados e destruindo dezesseis tanques, três veículos de combate de infantaria e 21 veículos blindados de combate.
O Corpo de Voluntários Russos (CVR) e a Legião da Liberdade da Rússia (LLR) afirmaram ter capturado soldados russos depois de lançar outra incursão no Oblast de Belgorod. O governador regional, Vyacheslav Gladkov, reconheceu essas afirmações e prometeu encontrá-los para trocar os soldados. No entanto, os grupos alegaram que ele não apareceu, forçando-os a entregar seus cativos à Ucrânia. Um vídeo divulgado no Telegram pelo CVR mostrava cerca de dez a doze soldados russos e outros dois em uma cama de hospital.
Em 5 de junho, as tropas ucranianas estariam avançando em direção a Bakhmut, com Yevgeny Prigozhin do Grupo Wagner confirmando que soldados ucranianos haviam retomado parte do assentamento de Berkhivka, ao norte da cidade. Hanna Malyar, o vice-ministro da defesa ucraniano disse que "ações ofensivas" estavam em andamento em "algumas áreas" no leste da Ucrânia, acrescentando que as forças ucranianas ganharam de 200 a 1 600 metros em Orikhovo-Vasulivka e Paraskoviivka, enquanto em Ivanivske e Klishchiivka avançaram entre 100 e 700 metros. O Ministério da Defesa russo disse que estava retendo ataques de forças ucranianas perto dos assentamentos de Novodonetske e Oktyabrske.
O governo ucraniano acusou a Rússia de violar os termos da Iniciativa de Grãos do Mar Negro ao registrar duas embarcações que declararam sua participação no negócio no mesmo dia, acrescentando que ia contra as regras de inspeção de embarcações aceitas que exigiam inspeção prioritária e registro de navios mais antigos.
Mercenários do Grupo Wagner disseram que detiveram um oficial militar russo regular que abriu fogo contra um de seus veículos perto de Bakhmut. O policial disse não gostar do grupo e atacou o veículo enquanto estava embriagado. O oficial foi posteriormente identificado como o tenente-coronel Roman Venevitin, que mais tarde foi libertado e acusou o grupo de alimentar a "anarquia" nas linhas de frente da Rússia, roubando armas, forçando soldados mobilizados a assinar contratos com o grupo e tentando extorquir armas do ministério da defesa.
Na Rússia, uma instalação de energia no Oblast de Belgorod teria sido incendiada por um ataque de drones, enquanto dois drones colidiram com uma estrada no Oblast de Kaluga, mas não explodiram. Um discurso de rádio supostamente feito pelo presidente Putin foi transmitido nos Oblasts de Rostov, Belgorod e Voronezh, todos os quais fazem fronteira com a Ucrânia, que alegou que o exército ucraniano havia entrado na Rússia, acrescentando que a lei marcial havia sido declarada e uma mobilização militar nacional havia começado enquanto dizia aos residentes evacuar para o interior. A mensagem foi transmitida por estações de rádio nessas regiões antes que o Kremlin dissesse que era uma farsa causada por um hacking.
Autoridades da Bélgica lançaram uma investigação sobre o possível uso de armas de fabricação belga por guerrilheiros russos pró-ucranianos em Belgorod, alguns dos quais foram vistos usando fuzis de assalto FN SCAR. O Ministério das Relações Exteriores da Rússia convocou o embaixador belga em protesto contra o assunto.
A União Europeia estendeu até 15 de setembro as restrições às importações de produtos agrícolas ucranianos impostas pela Bulgária, Hungria, Polônia, Romênia e Eslováquia, visando proteger seus agricultores locais. Também sancionou nove autoridades russas, incluindo um vice-ministro da justiça, juízes e um funcionário da prisão, pela perseguição e prisão do crítico do Kremlin e ativista antiguerra Vladimir Kara-Murza.

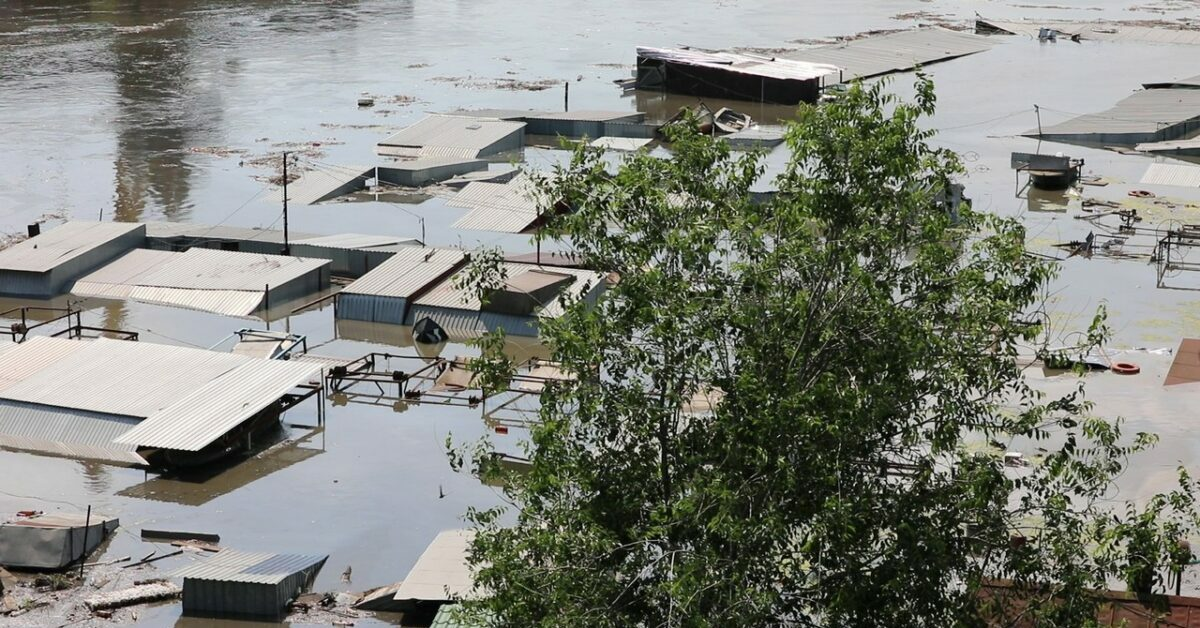
Inundação na região de Kherson após a destruição da Barragem de Kakhovka.

Em 6 de junho, a Ucrânia afirmou que as forças russas explodiu a Barragem de Kakhovka nas margens do Rio Dnipro, no Oblast de Kherson, liberando uma grande quantidade de água e causando enormes inundações. O prefeito imposto pela Rússia da cidade de Nova Kakhovka culpou um bombardeio ucraniano pela destruição, mas disse que apenas a parte superior da estrutura foi danificada. ma avaliação da agência hidrelétrica estatal da Ucrânia, a Ukrhydroenergo, determinou que a barragem foi "totalmente destruída" após uma explosão de dentro da casa de máquinas e não pôde ser restaurada, enquanto as autoridades ucranianas afirmaram que a Rússia destruiu a barragem "em pânico" para retardar a próxima ofensiva ucraniana. O governo ucraniano emitiu uma ordem de evacuação para dez aldeias a jusante da barragem, bem como partes da cidade de Kherson. Já o governador ucraniano do Oblast de Kherson, Oleksandr Prokudin, disse para uma rede de televisão que oito vilas haviam sido inundadas e que as evacuações via ônibus e trem estavam em andamento para 16 000 residentes nas áreas afetadas. O Ministério do Interior ucraniano disse mais tarde que 24 aldeias foram inundadas, enquanto o presidente Zelenskyy disse que até 80 aldeias estavam em risco de inundação. Cerca de 40 000 pessoas precisavam ser evacuadas – 17 000 pessoas na margem direita do Dnipro controlada pela Ucrânia e 25 000 na margem esquerda controlada pela Rússia, com o governo ucraniano dizendo que evacuou mais de 1 000 pessoas. Cerca de 150 toneladas de óleo de motor foram derramadas no Dnipro após o colapso. Uma pessoa foi morta no desastre e dois policiais ucranianos foram feridos por bombardeios russos na área da evacuação. Na cidade de Nova Kakhovka, pelo menos 900 pessoas foram evacuadas, 600 casas foram inundadas e um estado de emergência foi declarado pelas autoridades russas como os níveis de água subiram para mais de onze metros. O zoológico Kazkova Dibrova da cidade perdeu todos os seus 300 animais nas enchentes, enquanto a cidade de Oleshky foi fortemente inundada. Sete pessoas foram dadas como desaparecidas em Nova Kakhovka, enquanto cerca de cem residentes teriam ficado presos. Milhares de animais foram mortos no Parque Natural Nacional de Nizhnedniprovsky. Pelo menos oito pessoas morreram devido às inundações resultantes, enquanto cerca de 600 quilômetros quadrados da região estavam submersos, 68% dos quais no lado controlado pela Rússia.
Cerca de 20 mísseis russos teriam sido derrubados sobre Kiev durante um ataque matinal. O governador do Oblast de Kharkiv disse que as forças russas dispararam repetidamente contra um oleoduto de amônia de propriedade da empresa russa TogliattiAzot que possui negócios do Tolyatti até o porto ucraniano em Odessa, em uma seção localizada ao sul de Masiutivka, causando um vazamento de amônia. O Ministério da Defesa da Rússia afirmou que foi causado por "sabotadores ucranianos".
O ministro da Defesa russo, Sergei Shoigu, disse que 71 soldados russos foram mortos após ataques das forças ucranianas ao longo das linhas de frente nos últimos dias, acrescentando que quinze tanques russos e nove veículos blindados também foram danificados pelos ucranianos.
Na Rússia, o distrito fronteiriço de Shebekino, no Oblast de Belgorod, foi alvo de novos bombardeios ucranianos.
Ainda em 6 de junho, a Austrália afirmou que estava considerando se forneceria à Ucrânia 41 caças F/A-18 aposentados da sua força aérea, com discussões em andamento entre os governos da Austrália e dos Estados Unidos de acordo com o jornal Australian Financial Review. Já segundo o Washington Post, a inteligência europeia informou em junho de 2022 a CIA e ao presidente Biden que a Ucrânia tinha um plano para atacar o gasoduto Nord Stream 2 usando seis mergulhadores que respondiam diretamente a general Valerii Zaluzhnyi, o Comandante-Geral das Forças Armadas Ucranianas.
Em 7 de junho, duas pessoas foram mortas em um ataque de drone russo em uma casa no Oblast de Sumy.
O Ministério da Defesa ucraniano anunciou que suas forças avançaram de 200 para 1 100 metros ao redor de Bakhmut. Na Rússia, houve bombardeios na região de Belgorod, incluindo no distrito de Shebekino.
O governo russo anunciou a prisão de um morador do Krai de Primorsky por coletar informações sobre instalações de aplicação da lei e infraestrutura militar para a Ucrânia.

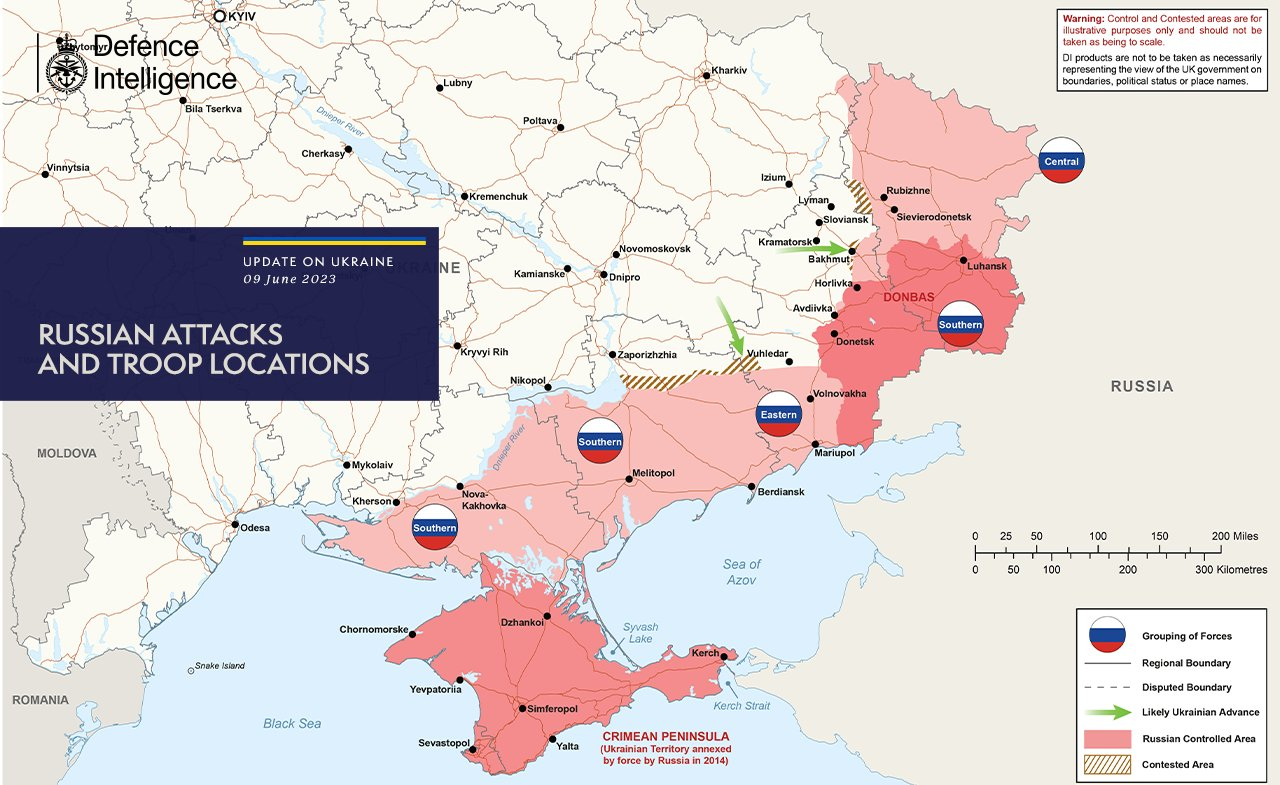
Mapa mostrando a situação do conflito no começo de junho de 2023. Esta fase do conflito foi marcada pela tão esperada contra-ofensiva ucraniana no sul e, principalmente, no leste, na região de Zaporíjia.

Em 8 de junho, vários jornais e analistas internacionais noticiaram que a grande contra-ofensiva ucraniana havia começado, com o Instituto para o Estudo da Guerra observando que a atividade e tráfego militar por toda a Ucrânia era consistente com uma variedade de indicadores de que operações de contra-ofensiva estavam em andamento no teatro de operações.
Nas primeiras horas da contra-ofensiva, as Forças Armadas da Ucrânia teriam sofrido "perdas significativas" nas frentes de batalha, de acordo com fontes dos Estados Unidos e com um relatório do Ministério da Defesa da Federação Russa, mas aparentemente conseguiu quebrar algumas linhas de defesa no Oblast de Zaporíjia. De acordo com autoridades dos Estados Unidos, não se esperava que as perdas impactassem a contra-ofensiva da Ucrânia como um todo. O Ministério da Defesa da Rússia disse que suas forças repeliram uma ofensiva das forças ucranianas envolvendo 1 500 soldados e 150 veículos blindados após uma batalha de duas horas com as tropas ucranianas. Em resposta, a vice-ministra da Defesa ucraniana, Hanna Maliar, disse apenas que a Rússia estava conduzindo "ações defensivas" perto de Orikhiv. Enquanto isso, três pessoas, incluindo uma criança, foram mortas por um bombardeio russo em Ukrainsk, no Oblast de Donetsk. Uma pessoa foi morta e outras oito ficaram feridas depois que um bombardeio russo atingiu um ponto de evacuação de inundação em Kherson. Na Rússia, drones atingiram dois assentamentos no Oblast de Belgorod.
O Reino Unido impôs novas sanções contra a Bielorrússia por seu apoio a invasão da Ucrânia, que incluía a proibição das importações de ouro, cimento, madeira e borracha bielorrussos e o bloqueio das exportações para o país de notas e máquinas, bem como materiais que poderiam ser usados para produzir armas químicas e biológicas.
Como parte dos esforços da OTAN para proteger sua fronteira com a Ucrânia, a Alemanha anunciou que iria doar dois sistemas de defesa antiaéreo MANTIS para a Eslováquia.
A Ucrânia prometeu ao governo dos Estados Unidos que não nenhum F/A-18 Hornet australiano que fosse doado para o país seria usado para sobrevoar a Rússia. As referidas aeronaves estavam atualmente sob contrato para serem vendidas a Ravn Aero. No entanto, a empresa estava disposta a enviá-los para a Ucrânia.
Em 9 de junho, uma pessoa foi morta e outras três ficaram feridas em um ataque aéreo russo em Zviahel, no Oblast de Jitomir. Oito pessoas ficaram feridas em outro ataque em Uman. Os militares ucranianos disseram que derrubaram quatro dos seis mísseis lançados durante os ataques. A Rússia acusou a Ucrânia de bombardear e matar civis enquanto conduzia seus próprios esforços de evacuação em Kherson.
De acordo com o OSINT Defender, um site de inteligência open source, a contra-ofensiva ucraniana começou em direção à cidade de Tokmak, no meio do Oblast de Zaporíjia, com ataques sendo liderados por tanques Leopard 2 e blindados Bradley. Um porta-voz militar russo afirmou que suas forças destruíram treze tanques ucranianos em Zaporíjia e oito em Donetsk.
Na Rússia, três pessoas ficaram feridas por um ataque de drone em um prédio residencial em Voronej. Posteriormente, foi declarado estado de emergência na região.
Ainda no dia 9 de junho, o Presidente Vladimir Putin afirmou que a Rússia começaria a implantar armas nucleares táticas na Bielorrússia depois que as instalações de preparação estiverem prontas em 7 e 8 de julho. Já no assunto sobre se os ataques ucranianos em Zaporíjia eram ou não o aguardado contra-ataque ucraniano, Putin afirmou no canal oficial do governo no Telegram definitivamente era verdade. Nesse mesmo dia, o chanceler russo convocou o embaixador japonês após a decisão do país de enviar ajuda militar à Ucrânia. Já a Bélgica anunciou que forneceria à Ucrânia cartuchos de artilharia de 105 mm no valor de 32,4 milhões de euros (US$ 35 milhões de dólares), que seriam comprados da indústria belga e entregues o mais rápido possível.
Em 10 de junho, durante um ataque noturno contra Odessa, as forças russas dispararam dois mísseis balísticos e oito drones. Autoridades ucranianas relataram que todos foram abatidos. Destroços de drones caindo incendiaram um prédio de apartamentos matando três pessoas. Outras 27, incluindo três crianças, ficaram feridas. Já um aeroporto no Oblast de Poltava foi danificado por mísseis. Em outro incidente, uma pessoa foi morta em um ataque no Oblast de Kharkiv. Duas pessoas, incluindo uma enfermeira, foram mortas por um outro bombardeio russo em um hospital em Huliaipole, no Oblast de Zaporíjia. Nesse meio tempo, os militares ucranianos se mantiveram na ofensiva e afirmaram ter avançado 1,2 quilômetros perto de Bakhmut nas últimas 24 horas.
Ainda em 10 de junho, durante uma visita surpresa do primeiro-ministro canadense Justin Trudeau a Kiev, o presidente ucraniano Volodymyr Zelensky reconheceu o início da contra-ofensiva do seu país contra a Rússia. Trudeau aproveitou a ofensiva para anunciar mais 500 milhões de dólares canadenses (£ 297 milhões de libras) em ajuda militar para a Ucrânia.
Na Rússia, um trem de carga vazio com quinze vagões descarrilou no Oblast de Belgorod. Nenhuma vítima foi relatada.
Em 11 de junho, a Ucrânia anunciou a libertação das vilas de Blahodatne, Makarivka e Neskuchne no Oblast de Donetsk, os primeiros assentamentos confirmadamente retomados pelos ucranianos desde o início da contra-ofensiva três dias antes. A captura das pequenas aldeias foi amplamente divulgada pela mídia como “sucesso inicial”, apesar de estarem localizadas a quilômetros da primeira linha de defesa dos militares russos nos setores de Zaporíjia e sul de Donetsk. O Ministério da Defesa da Rússia afirmou que lanchas ucranianas tentaram atacar o navio de reconhecimento Priazovye no Mar Negro.
Ocorreu nesse dia uma troca de prisioneiros de guerra russos e ucranianos, com 94 russos sendo trocados por 95 ucranianos.
Na Rússia, um suposto drone ucraniano caiu perto da vila de Strelkovka, no Oblast de Kaluga.
Enquanto isso, o ministro da defesa russo, Sergei Shoigu, ordenou que todos os grupos de combate voluntários assinassem um contrato com o ministério, chamando isso de um passo para aumentar a eficácia das forças russas na Ucrânia. Contudo, Yevgeny Prigozhin, o chefe do Grupo Wagner, insistiu que eles não estavam cobertos pelo pedido. A mídia russa informou que foi uma tentativa de Shoigu de controlar Wagner após as explosões anteriores de Prigozhin contra o estabelecimento militar.
Em 12 de junho, a Ucrânia anunciou que havia retomado sete vilas nos Oblasts de Zaporíjia e Donetsk, incluindo os assentamentos de Lobkovo, Levadne, Novodarivka e Storozheve. A liderança militar ucraniana acusou a Rússia de explodir uma barragem perto de Novodarivka, que resultou em inundações ao longo do rio Mokri Yaly.
Três pessoas morreram depois que as forças russas abriram fogo contra um barco de evacuação de inundações em Oblast de Kherson. Uma pessoa foi morta por um bombardeio russo em Orikhiv, enquanto outra morreu no assentamento de Kostiantynivka, em Donetsk. Duas pessoas ficaram feridas em um ataque russo em Avdiivka, também em Donetsk.
Ainda nesse dia, foi reportado que o major-general Sergey Goryachev, chefe de gabinete do 35º Exército de Armas combinadas russo, teria sido morto em um ataque de míssil ucraniano na frente de Zaporíjia.
Ao longo de toda a linha de frente em Zaporíjia e Donetsk, a ofensiva ucraniana prosseguia a todo o vapor. Ambos os lados sofreram pesadas baixas, com os ucranianos perdendo em combate seus primeiros tanques Leopard 2, destruídos enquanto atacavam o fortificados sistemas de defesa russos. Enquanto a Rússia tinha fortalecido as defesas na linha de frente com incontáveis armadilhas, posições de blindados, ninhos de metralhadora, minas antipessoal e antitanque e centenas de peças de artilharia. Os Estados Unidos anunciaram um novo pacote de ajuda que incluiria "cerca de duas dúzias de veículos Bradleys e Strykers" para substituir aqueles danificados ou destruídos nos combates anteriores. O governo estadunidense havia doado cerca de 90 Strykers e 109 Bradleys para a Ucrânia, sendo que cerca de dezesseis Bradleys foram perdidos durante a contra-ofensiva nas primeiras 72 horas da ofensiva. O pacote também incluía mais munição para sistemas HIMARS e NASAMS, além de armas anti-tanque e equipamentos de guerra eletrônica.

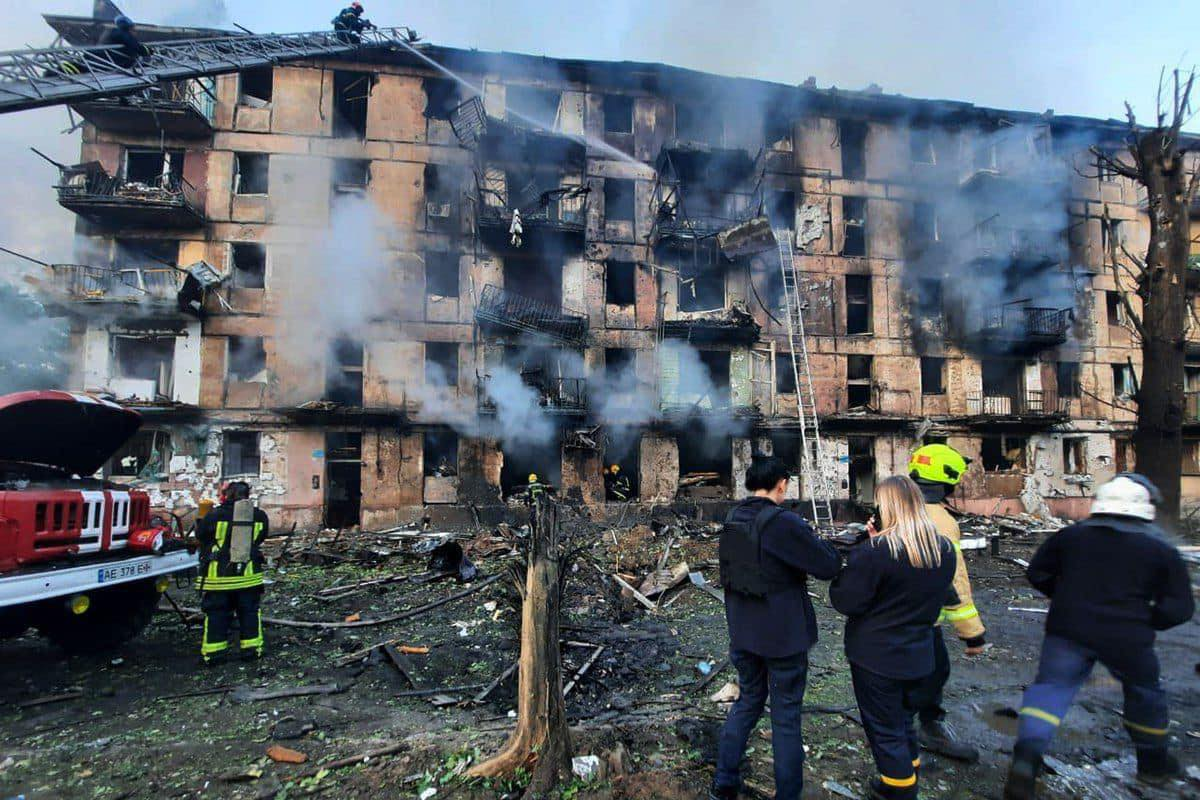
Um complexo de apartamento danificado após um bombardeio russo contra a cidade de Kryvyi Rih.

Em 13 de junho, um ataque aéreo russo atingiu um prédio residencial de cinco andares na cidade ucranana de Kryvyi Rih, matando 12 indivíduos e ferindo outras 36 pessoas. Ataques com mísseis também foram reportados em Kiev e Kharkiv. O comando militar ucraniano disse que abateu dez dos quatorze mísseis de cruzeiro e um dos quatro "drones de fabricação iraniana" dos russos. Um padre idoso foi morto por um bombardeio russo em Bilozerka, no Oblast de Kherson. Nesse meio tempo, sete pessoas também foram mortas por bombardeios russos em todo o Oblast de Sumy. Seis deles, entre eles quatro trabalhadores florestais, estavam dentro de uma van que foi bombardeada perto do vilarejo de Seredyna-Buda, próximo da fronteira ao norte.
Em uma reunião com jornalistas militares e blogueiros, o presidente Putin afirmou que a Ucrânia perdeu 160 tanques e mais de 360 outros veículos blindados desde o início de sua contra-ofensiva, enquanto a Rússia teria perdido 54 tanques. Ele reconheceu ainda que havia escassez de munições guiadas com precisão, equipamentos de comunicação, aeronaves, drones e outros equipamentos militares. Apesar da insistência do governo russo em afirmar que a contra-ofensiva ucraniana já havia praticamente falhado, foi reportado a tomada de vários assentamentos em Zaporíjia após intensos combates.
O Presidente da Bielorrússia, Aleksandr Lukashenko, disse que seu país recebeu a primeira entrega de armas nucleares táticas da Rússia e ameaçou usá-las se necessário, contrariando declarações de Vladimir Putin de que a entrega ocorreria em julho e estaria à disposição apenas da Rússia.
Em 14 de junho, três pessoas morreram e outras 13 ficaram feridas após um ataque com mísseis russos contra a cidade costeira de Odessa. Os militares ucranianos disseram que quatro mísseis de cruzeiro Kalibr foram lançados na cidade e disseram que derrubaram três. Os mortos eram funcionários do varejo que morreram depois que um míssil atingiu um armazém, causando um incêndio. Destroços de mísseis também danificaram um centro comercial, uma instituição educacional, um complexo residencial e lojas no centro da cidade. Quatro pessoas também foram mortas em ataques russos em Oblast de Donetsk. Duas pessoas foram mortas por bombardeios russos nos Oblasts de Zaporíjia e Chernihiv. Ao mesmo tempo, autoridades pró-Rússia na Ucrânia afirmaram que uma pessoa foi ferida por um bombardeio ucraniano em Nova Kakhovka.
Enquanto isso, em meio a contra-ofensiva, que prosseguia lenta e brutal, as forças ucranianas afirmaram ter retomado pelo menos 90 km² de território desde o início dos seus ataques em 8 de junho (seis dias antes) e avançaram cerca de 200 a 500 metros em direção a Bakhmut e 300 a 500 metros na frente de Zaporíjia.
Adam Delimkhanov, comandante do contingente checheno da Guarda Nacional da Rússia e membro da Duma Federal, teria sido ferido em ação na Ucrânia de acordo com fontes russas, enquanto fontes ucranianas relataram que ele havia sido morto por um ataque de artilharia em Prymorsk, no Oblast de Zaporíjia.
A Ucrânia expressou oficialmente seu interesse em F/A-18 Hornets australianos aposentados. O governo ucraniano estava, havia meses, implorando aos seus aliados ocidentais por caças de combate, especialmente o F-16.
Em 15 de junho, uma pessoa ficou ferida em um outro ataque em Kryvyi Rih quando mísseis e drones russos foram lançados durante a noite contra a Ucrânia. Os militares ucranianos alegaram ter interceptado vinte drones e um míssil balístico. Uma idosa teria sido morta por um bombardeio russo em Zelenivka, no Oblast de Kherson.
Autoridade regionais afirmaram que nove drones ucranianos teriam atacado a Crimeia ocupada pela Rússia.
Na frente sul, as forças ucranianas afirmaram ter avançado até sete quilômetros ao longo do rio Mokry Yali, bem como até três quilômetros perto Mala Tokmachka.
Na Rússia, um julgamento, feito na cidade de Rostov, por crimes de guerra foi iniciado contra vinte e dois membros do Regimento Azov, capturados durante o Cerco de Mariupol. Combatentes do batalhão checheno Zapad-Akhmat foram mobilizados e enviados para o Oblast de Belgorod para deter as incursões de milícias russas anti-Putin e pró-Ucrânia, que naquela altura já havia se tornado rotineiro.
O Ministério da Defesa russo alegou ter atingido instalações de produção de drones na Ucrânia usando armas de alta precisão e longo alcance, interceptado cinco mísseis lançados por HIMARS e derrubado 25 drones inimigos. A Rússia, apesar de tudo, anunciou então seus planos para realizar eleições locais marcadas para 10 de setembro nas regiões ocupadas da Ucrânia que anexou ilegalmente após a invasão de 2022.

#### 16–24 de junho
Em 16 de junho, a Rússia lnaçou outra ataque contra aéreo contra Kiev, desta vez enquanto enquanto uma delegação composta por cinco líderes africanos visitava a capital ucraniana como parte de uma missão de paz entre os lados em guerra. A delegação, que incluía Cyril Ramaphosa, o presidente da África do Sul, Macky Sall, o presidente de Senegal, Hakainde Hichilema, o presidente de Zâmbia, Azali Assoumani, presidente de Comores e então chefe da União Africana, e Mostafa Madbouly, o primeiro-ministro do Egito, foram protegidos com segurança em um abrigo antiaéreo. A força aérea ucraniana afirmou que derrubou seis mísseis de cruzeiro Kalibr, seis mísseis balísticos hipersônicos Kinzhal e dois drones de reconhecimento. Quatro pessoas ficaram feridas no ataque, enquanto outras 23 também ficaram feridas em um ataque separado em Kherson.
A Alemanha anunciou que estava enviando 64 mísseis Patriot para a Ucrânia para reforçar suas defesas aéreas.
Em 17 de junho, quatro pessoas morreram depois que um míssil russo atingiu um carro perto de Huriv Kozachok, no Oblast de Kharkiv. Uma pessoa foi morta e outras três ficaram feridas em um ataque aéreo russo em Kozatske, no Oblast de Kherson.
Na Rússia, três drones foram abatidos durante um ataque contra a refinaria de petróleo de Druzhba no Oblast de Bryansk.
O presidente Putin confirmou a implantação de armas nucleares táticas na Bielorrússia, alegando que isso era "um elemento de dissuasão" dirigido àqueles no Ocidente que buscavam uma "derrota estratégica" para a Rússia.
Em 18 de junho, representantes das forças ucranianas afirmaram ter destruído um depósito russo de munição "significativo" perto de Henichesk, no Oblast de Kherson. Um oficial russo instalado no Oblast de Zaporíjia confirmou a recuperação da aldeia de Piatykhatky pelas forças ucranianas, que prosseguiam em sua contra-ofensiva no sul.
Duas pessoas foram mortas por bombardeio russo em Bilopillia, no Oblast de Sumy, enquanto outra pessoa foi morta em Tonenko, no Oblast de Donetsk.
Em 19 de junho, na Rússia, o governador o Oblast de Belgorod afirmou que sete pessoas ficaram feridas por bombardeios ucranianos em Valuyki.
Enquanto isso, a contra-ofensiva ucraniana continuava a todo o vapor, com ambos os lados sofrendo pesadas baixas e com poucos progressos sendo reportados. O Ministério da Defesa ucraniano chegou a anunciar que suas forças retomaram um total de 113 quilômetros quadrados desde o início da contra-ofensiva e avançaram até 7 quilômetros na direção de Melitopol. Também estimaram as perdas russas em 4 600 militares mortos ou feridos e 400 peças de equipamento destruídas. Enquanto isso, o Ministério da Defesa russo afimrou que suas tropas repeliram 263 ataques ucranianos desde 4 de junho.
O Ministério da Defesa dinamarquês anunciou outro pacote de ajuda militar para a Ucrânia no valor de cerca de US$ 3,2 bilhões a ser entregue de 2023 a 2028, que incluiria armas, equipamentos militares, equipamentos de emergência e suporte de treinamento.
Em 20 de junho, a Rússia lançou outra onda de ataques aéreos noturnos contra a Ucrânia, com ataques sendo relatados em Kiev, Lviv, Zaporíjia e Mykolaiv. Os militares ucranianos alegaram ter derrubado 28 dos 30 drones Shahed que voaram sobre Kiev e mais três em Mykolaiv. Duas pessoas foram mortas em ataques separados nos Oblasts de Kherson e Sumy.
Autoridades instaladas pelos russos afirmaram que uma pessoa foi morta e outras quatro ficaram feridas por um ataque de drone ucraniano em Nova Kakhovka.
Em meio a sua contra-ofensiva, os militares ucranianos alegaram ter destruído ou danificado 46 unidades de equipamento militar russo e infligido a perda de cinco companhias do exército russo na frente sul. O Ministério da Defesa ucraniano disse que 30.000 soldados seriam treinados em países da UE sob o Missão de Assistência Militar da União Europeia em apoio à Ucrânia (EUMAM).
A Duma Federal Russa aprovou uma legislação que daria indultos a criminosos condenados que lutassem na Ucrânia, prometendo a eliminação de registros criminais daqueles que completassem o serviço militar, sofressem ferimentos relacionados ao combate ou atingissem a idade de aposentadoria obrigatória de 65 anos. Os suspeitos que concordaram em lutar na Ucrânia também receberam indultos. No entanto, a lei impedia pessoas condenadas por crimes de terrorismo, sexo, espionagem e traição.
O fabricante de armas da Ucrânia, a Ukroboronprom, afirmou ter construído um drone com alcance de até 1 000 quilômetros.
Em 21 de junho, cerca de quatro pessoas ficaram feridas em um ataque de mísseis pelas forças russas contra a cidade de Pokrovsk, no Oblast de Donetsk.
Os militares ucranianos alegaram ter derrubado um helicóptero russo Mi-24.
A União Europeia anunciou a imposição de sua 11ª rodada de sanções contra a Rússia pela invasão da Ucrânia, impondo restrições à venda de bens e tecnologias sensíveis de dupla utilização a países terceiros que os possam vender à Rússia e proibindo a entrada de 71 pessoas e 33 entidades na UE por envolvimento na deportação de crianças ucranianas para a Rússia. O primeiro-ministro letão Krišjānis Kariņš anunciou que estava concluindo a transferência da frota de helicópteros militares de seu país para a Ucrânia.
Em 22 de junho, o governador apontado pelos russos para Kherson, Vladimir Saldo, afirmou que um míssil ucraniano atingiu o Estreito de Chongar, que liga a Crimeia a Ucrânia continental, dizendo que um míssil Storm Shadow provavelmente foi utilizado. Não houve vítimas, mas o trânsito foi desviado. Explosões também foram reportadas em Dzhankoi.

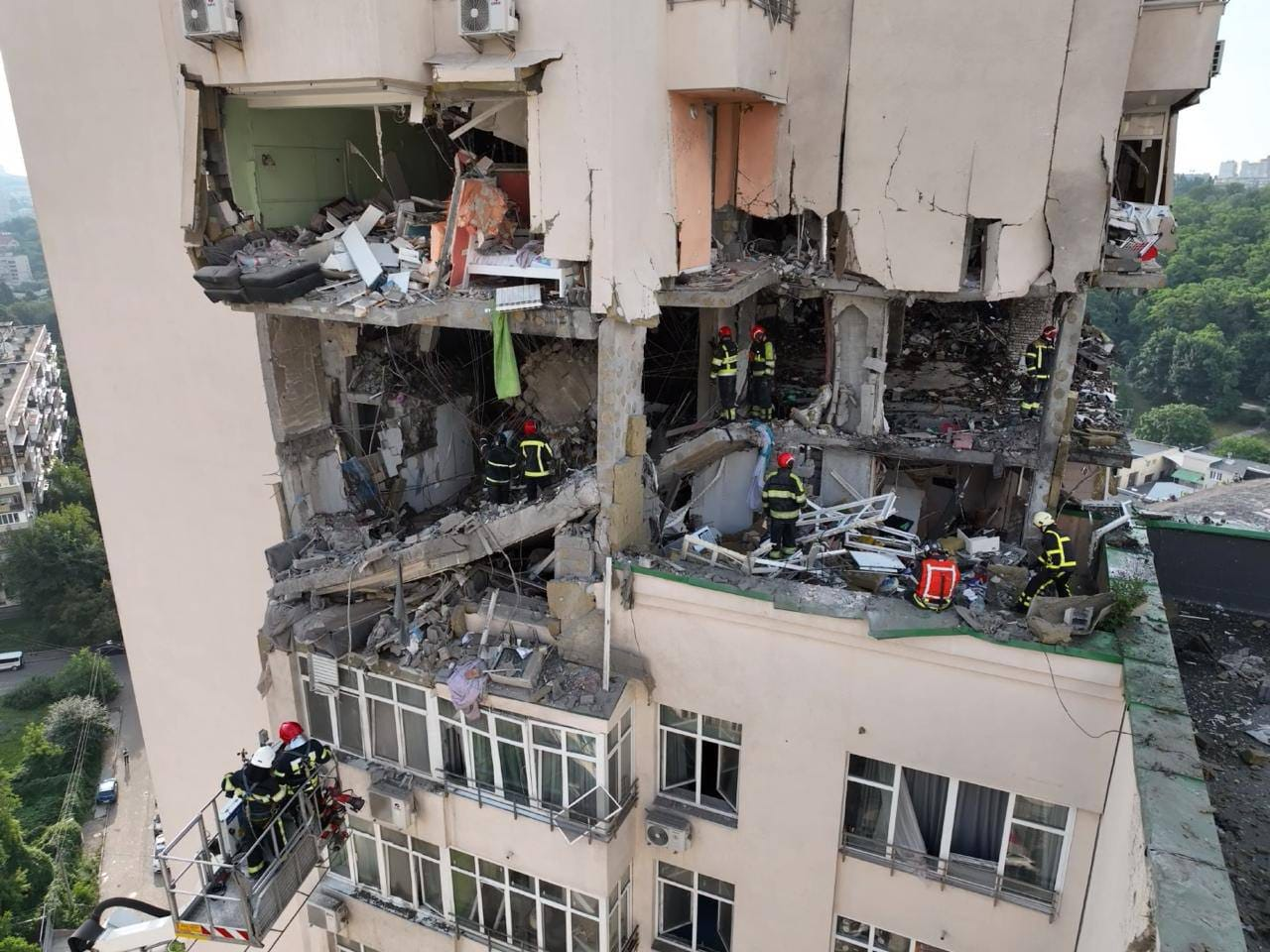
Edifício residencial de 25 andares danificado em Kiev.

A Rússia lançou outra onda de ataques com mísseis e drones contra a Ucrânia, com ataques relatados em Kryvyi Rih e Odessa. Uma pessoa foi morta em um ataque separado em Chasiv Yar, no Oblast de Donetsk, enquanto outros treze foram feridos em bombardeios russos contra pelo menos dez oblasts ucranianos.
O Serviço de Segurança da Ucrânia (SBU) prendeu um morador da cidade de Mykolaiv, suspeito de vender informações para a agência de inteligência militar russa GRU que passava informações sobre a localização e movimentação de veículos militares ucranianos e direcionou o fogo de artilharia russa contra um estaleiro que feriu seis pessoas e danificou várias casas.
Na Rússia, um ataque com drone foi reportado em Kursk, enquanto na Bielorrússia, um helicóptero Mi-24 da força aérea russa teria caído na região de Brest.
O presidente Zelensky assinou uma lei que proibia a importação e distribuição de livros da Rússia e da Bielorrússia. Ele também afirmou que a Rússia estava planejando um "ataque terrorista" na Usina Nuclear de Zaporíjia envolvendo o vazamento de radiação, citando relatórios de inteligência.
A União Europeia anunciou, ainda em 22 de junho, a transferência de 1,5 bilhão de euros para a Ucrânia em assistência macrofinanceira.
As Nações Unidas colocaram a Rússia em sua "lista da vergonha" por matar e ferir crianças em sua invasão da Ucrânia. O relatório anual da ONU sobre o tratamento de crianças em zonas de conflito disse que 477 crianças foram mortas na Ucrânia no ano passado, a maioria em ataques aéreos. Cerca de 136 mortes foram atribuídas diretamente às forças russas e grupos aliados, enquanto 80 foram atribuídas às forças ucranianas e o restante não pôde ser determinado.
Em 23 de junho, a Força Aérea Ucraniana afirmou ter interceptado treze mísseis russos e um drone que tinham como alvo uma base aérea em Oblast de Khmelnytskyi. Nesse mesmo dia, duas pessoas morreram e quatro ficaram feridas depois que um bombardeio russo atingiu um prédio de uma empresa de transporte em Kherson.
A empresa turca Baykar emitiu licenças para fabricar aeronaves de combate não tripuladas na Ucrânia, com a produção dos drones Bayraktar TB2 e Akıncı devendo começar em 2025.
O chefe do Diretório de Inteligência Militar, Kyrylo Budanov, afirmou numa entrevista para o New Statesman que a Rússia havia aprovado um plano para sabotar a Usina Nuclear de Zaporíjia e culpar a Ucrânia, acrescentando que explosivos foram colocados em toda a instalação. Contudo, inspetores da Agência Internacional de Energia Atômica (IAEA) não conseguiram encontrar nenhuma evidência para isso.
Em 24 de junho, a Rússia lançou outra onda de ataques aéreos em cidades da Ucrânia. Cinco pessoas morreram e 11 ficaram feridas depois que um arranha-céu foi atingido o Distrito de Solomianskyi, em Kiev. Oito pessoas ficaram feridas em Dnipro. Ataques também foram registrados em Kharkiv. Os militares ucranianos disseram que derrubaram 50 mísseis e cinco drones.
Uma pessoa foi morta por um bombardeio russo em Nikopol, no Oblast de Dnipropetrovsk.

#### Rebelião Wagner

##### 24 de junho

A situação na Rússia entre 23 e 24 de junho de 2023. As setas pretas indicam a movimentação de militares do Grupo Wagner durante sua rebelião e a linha vermelha indicava o plano do grupo de ir até Moscou.

Yevgeny Prigozhin, chefe da organização mercenária conhecida como Grupo Wagner, afirmou que uma base dos seus soldados foi bombardeada e destruída por ordens do Ministério da Defesa da Federação Russa, alegadamente matando 2 000 homens. Prigozhin prometeu se vingar, anunciando um motim contra a liderança militar russa, insistindo que suas ações seriam apenas uma "marcha de justiça" contra a liderança militar e pediu que as unidades militares regulares ficassem fora de seu caminho ou seriam destruídas e que os civis ficassem em casa. O Serviço Federal de Segurança (FSB) russo emitiu então um mandado de prisão contra ele e pediu aos soldados Wagner que não seguissem as ordens do seu comandante, chamando suas ações de um incitamento ao "conflito civil".
Prigozhin afirmou que ele e seus comandados adentraram no Oblast de Rostov ainda em 23 de junho. O governador regional, Vasily Golubev, pediu aos cidadãos que permanecessem em suas casas. Prigozhin chegou a afirmar que seus homens derrubaram um helicóptero militar russo enquanto avançavam.
O General Sergey Surovikin, antigo comandante das tropas russas na Ucrânia, pediu para Prigozhin encerrar suas ações, dizendo que os inimigos da Rússia estavam "apenas esperando que a situação política interna piorasse".

##### 25 de junho
Yevgeny Prigozhin publicou então um áudio na internet afirmando que tinha cerca de 25 000 homens a seu dispor, incluindo soldados que desertaram do exército russo. O Procurador-geral russo Igor Krasnov abriu um processo criminal contra Prigozhin por "rebelião armada". A rodovia M4, localizada entre os Oblasts Lipetsk e Voronezh, foi fechada após o governador de Lipetsk, Igor Artamonov, alegou que um comboio de veículos militares havia usado a rodovia anteriormente. Prigozhin parecia ter tomado o quartel-general do Distrito Militar do Sul em Rostov-on-Don. O Grupo Wagner também reivindicou o controle de instalações militares em Voronezh, onde um depósito de combustível pegou fogo após supostos avistamentos de um helicóptero militar. Confrontos entre mercenários Wagner e militares russos foram relatados na região. Mais tarde naquele dia, as forças Wagner invadiram o Oblast de Lipetsk, com alguns analistas identificando avistamentos perto de Yelets, cerca de 390 kms ao sul de Moscou.
Na capital russa, de acordo com a rede de notícias estatal russa TASS, a segurança foi aumentada nas principais instalações governamentais. O Instituto para o Estudo da Guerra considerou os esforços de Prigozhin como "improvável de dar certo" devido a falta do apoio do General Sergey Surovikin, antigo comandante de todas as tropas russas na Ucrânia, que havia chamado Putin de "o presidente popularmente eleito da Federação Russa".

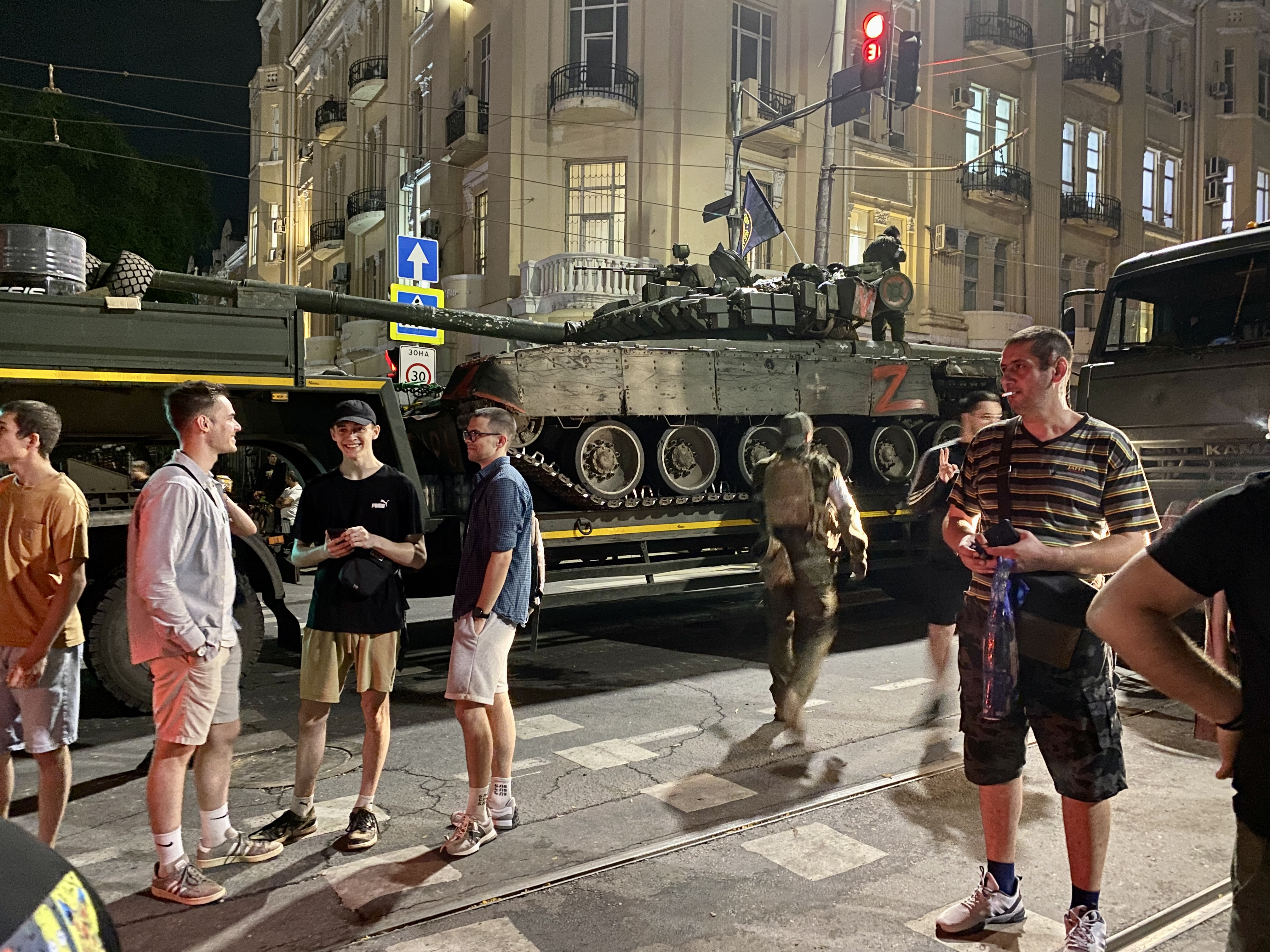
Residentes de Rostov-on-Don ao lado de um comboio do Grupo Wagner na noite de 24 de junho.

Fazendo seu primeiro comentário público a respeito do motim, o Presidente Vladimir Putin afirmou: "aqueles que seguem deliberadamente o caminho da traição, preparando uma rebelião armada quando você preparava ataques terroristas, serão punidos". O presidente, contudo, não mencionou Prigozhin por nome. O líder checheno Ramzan Kadyrov ofereceu seus soldados para ajudar a "preservar as unidades da Rússia e defender seu estado", chamando as ações de Prigozhin de "uma facada nas costas".
Agentes de segurança do FSB invadiram o escritório do PMC Wagner em São Petersburgo e supostamente apreenderam caixas de papelão contendo 4 bilhões de rublos (cerca de US$ 47 milhões de dólares) de veículos próximos do prédio. Prigozhin afirmou que esse dinheiro era para pagar os salários dos funcionários e outras despesas da empresa.
No final do dia, Prigozhin anunciou que suas forças parariam sua marcha contra a capital Moscou e se retirariam de volta para acampamentos militares após conversas com o presidente bielorrusso Aleksandr Lukashenko, quando ele afirmou estar a apenas 200 quilômetros de Moscou. Em troca, Prigozhin teria recebido permissão para se exilar na Bielorrússia e todas as acusações contra ele e seus seguidores seriam retiradas. Por volta das onze da noite (GMT+3), militares Wagner haviam se retirado completamente de Rostov-on-Don, encerrando assim o motim.
Segundo o Instituto para o Estudo da Guerra, a rebelião, embora tenha sido um fracasso, mostrou que o controle do regime de Putin sobre o país parecia ser mais fraco do que imaginado. Com o grosso do exército russo lutando na Ucrânia, as defesas da capital pareciam despreparadas.

#### 25–30 de junho
Em 25 de junho, as forças ucranianas afirmaram ter retomado a aldeia de Rivnopil no Oblast de Donetsk, além de territórios em Krasnohorivka perto da cidade de Donetsk que estava nas mãos de separatistas pró-Rússia desde 2014. A Ucrânia também afirmou ter frustrado uma tentativa de sabotadores russos de entrar no Oblast de Sumy. Funcionários indicados pelos russos nos Oblast de Zaporíjia afirmaram que os russos mataram "dois terroristas pró-Ucrânia" após um tiroteio no meio da noite em Berdiansk. O Gabinete do Ombudsman ucraniano posteriormente identificou os mortos como dois adolescentes que haviam sido perseguidos pelos russos sob suspeita de planejar uma sabotagem.
Bombardeios e ataques aéreos por forças russas foram relatados nos oblasts de Kherson, Sumy e Chernihiv.
Na Rússia, as forças de Wagner começaram sua retirada de Voronezh.
A Alemanha anunciou que entregaria aos ucranianos cerca de 45 blindados Flakpanzer Gepard com canhões antiaéreos autopropulsados até o final do ano, com cerca de quinze deles com previsão de chegada nas semanas seguintes.
Em 26 de junho, foi reportado que cerca de três pessoas foram mortas após um bombardeio de artilharia russo contra as cidades ucranianas de Kherson e Nikopol. Além disso, neste dia, os Estados Unidos anunciaram um novo pacote de ajuda aos ucranianos no valor de US$ 500 milhões de dólares, de acordo com autoridades americanas não reveladas citadas pela Reuters, que incluiria trinta novos veículos de combate Bradley e vinte e cinco veículos blindados Stryker. A Ucrânia também receberia munições para sistemas HIMARS, armas antitanque, incluindo Javelins, bem como munições para sistemas antiaéreos Patriot e Stinger, além de munições de artilharia de 155 mm e 105 mm, bem como outros tipos de munições e equipamentos de apoio.
Um porta-voz dos militares ucranianos afirmou que as forças russas dispararam uma "munição química de aerossol com efeito sufocante em uma das posições". O ataque teria ocorrido no oeste do Oblast de Zaporíjia. A Ucrânia alegou ainda que o vento soprou a "munição aerossol" de volta às posições russas.
O Presidente Zelensky fez uma visita ao fronte sul, concedendo condecorações e confraternizando com soldados enquanto elogiava os avanços do exército ucraniano em vídeos divulgados por seu escritório. O Ministério da Defesa ucraniano disse que suas forças haviam retomado 17 km² no Oblast de Zaporíjia na semana anterior, totalizando assim cerca de 130 km² de território havia sido liberado desde o início da contra-ofensiva.
Yevgeny Prigozhin, o chefe do Grupo Wagner, divulgou sua primeira declaração desde o fim de sua rebelião contra o establishment russo, dizendo em uma mensagem de áudio de onze minutos que agiu para evitar a destruição de seu equipamento militar e que não pretendia derrubar o governo russo. No mesmo dia, o ministro da defesa russo Sergei Shoigu fez sua primeira aparição pública desde a revolta, com um vídeo que o mostrava visitando tropas na Ucrânia. Também em uma de suas primeiras declarações públicas desde a revolta, o presidente Putin continuou a denunciar as ações de Prigozhin, enquanto acusava a Ucrânia e o Ocidente de querer ver um conflito civil na Rússia.
O Ministério da Defesa da Rússia disse que um seu caça Su-27 interceptou uma aeronave de reconhecimento eletrônico RC-135 e dois caças Typhoon da Força Aérea Britânica sobre o Mar Negro.
O primeiro-ministro australiano Anthony Albanese anunciou um pacote de ajuda de AU$ 110 milhões (ou US$ 73,5 milhões) - pacote militar para a Ucrânia, que deveria incluir 28 blindados M113, 14 veículos de operações especiais, 28 caminhões médio e quatorze reboques, bem como um suprimento adicional de munição de artilharia de 105 mm. Ele também estendeu o acesso de isenção de impostos para mercadorias importadas da Ucrânia por mais doze meses para apoiar sua recuperação e oportunidades comerciais. Um valor adicional de AU$ 10 milhões (US$ 6,7 milhões) também seria alocado para o Fundo Humanitário da Ucrânia liderado pelas Nações Unidas. O governo búlgaro também aprovou um novo pacote de ajuda militar à Ucrânia.
Em um discurso na Câmara dos Comuns, o ministro da defesa britânico Ben Wallace disse que a Ucrânia havia capturado 300 quilômetros quadrados de território, alegando que isso era mais do que a Rússia ganhou em sua ofensiva de inverno.

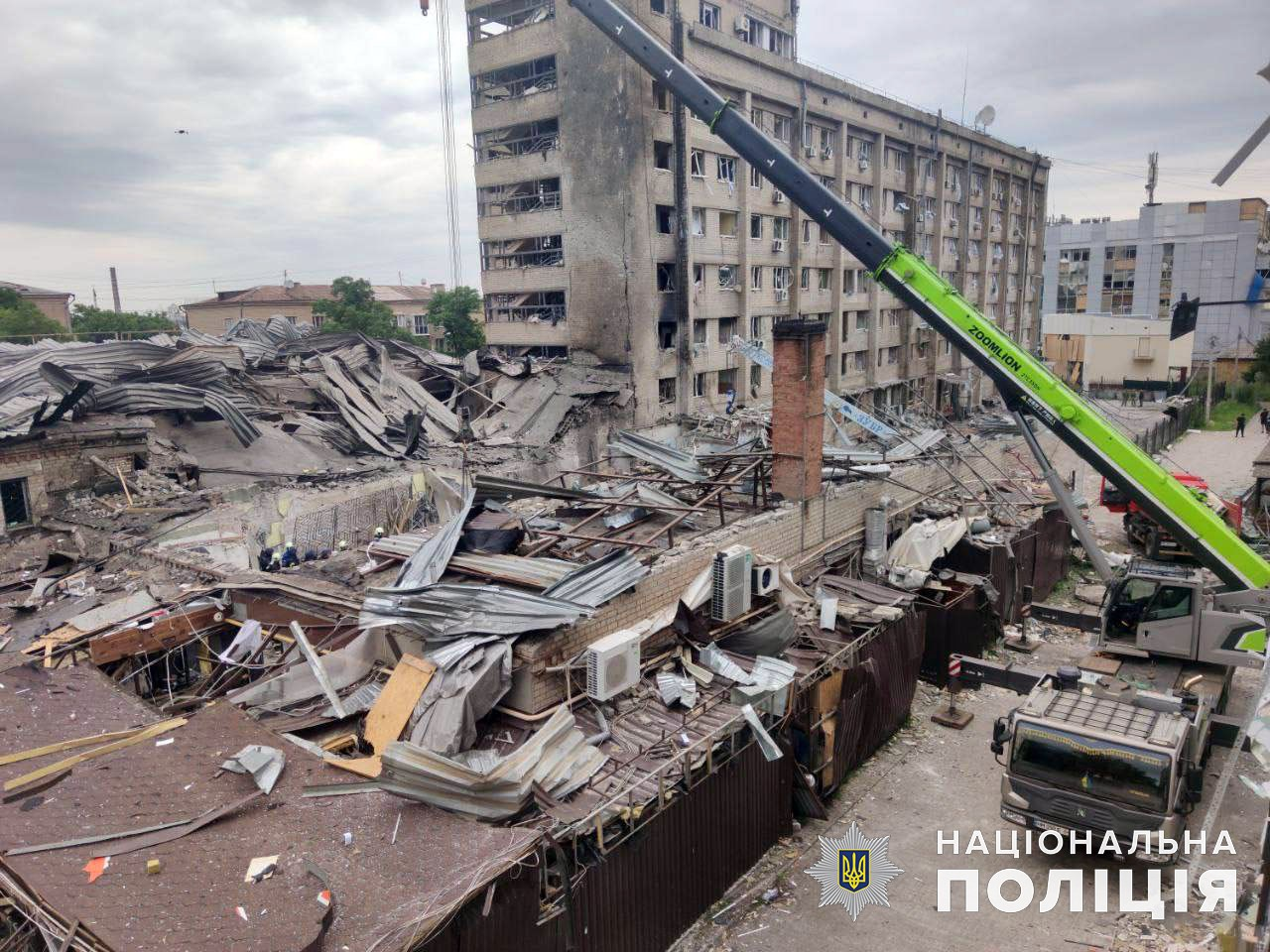
Um restaurante em Kramatorsk após um ataque russo.

Em 27 de junho, um míssil russo atingiu um restaurante na cidade de Kramatorsk, no Oblast de Donetsk, matando treze pessoas, incluindo a escritora Victoria Amelina, e ferindo outros 61 indivíduos. O ataque, segundo o procurador-geral ucraniano, foi perpetrado por um míssil Iskander. Fontes russas afirmaram que o local era usado para "banquetes" pelos militares ucranianos. Na época, o restaurante tinha cerca de 80 pessoas dentro, com mais pessoas potencialmente presas lá. Um homem foi posteriormente preso pela inteligência ucraniana (o SBU) sob suspeita de dirigir fogo russo no restaurante enquanto trabalhava para o GRU (a agência de inteligência militar russa) e acusado de traição. No assentamento próximo de Bilenke (também na área de Donetsk), um outro ataque de míssil russo feriu cerca de quinze pessoas. Três pessoas foram mortas por outro bombardeio russo em Oblasts de Zaporíjia e Donetsk. Mísseis também atingiram a cidade ucraniana de Kremenchuk, coincidindo com o aniversário de um ano do ataque com míssil em um shopping nessa mesma cidade que matou cerca de 20 civis ucranianos. Bombardeios de alvos e infraestrutura civil da Ucrânia por parte das forças armadas russas era comum ao longo de toda essa guerra.
Na Bielorrússia, o presidente Lukashenko confirmou a chegada de Yevgeny Prigozhin, do Grupo Wagner, ao seu país, dizendo que ele é bem-vindo para ficar "por algum tempo", enquanto a construção de acampamentos para o grupo teria começado na região de Mogilev. Contudo, o Serviço de Guarda de Fronteiras de Estado da Ucrânia afirmou que não havia nenhuma evidência de que tais campos estavam sendo construídos.
Um relatório divulgado pela Missão de Monitoramento de Direitos Humanos da ONU na Ucrânia (HRMMU) descobriu que 77 civis ucranianos foram sumariamente executados pelas forças russas desde o início da invasão, enquanto outros 864 foram detidos arbitrariamente e 260 foram presas por suas opiniões políticas. Também considerou as forças de segurança ucranianas responsáveis pela detenção ilegal de pelo menos 75 indivíduos, em sua maioria suspeitos de crimes relacionados ao conflito.
Em 28 de junho, foi reportado que três pessoas foram mortas em um bombardeio russo contra a cidade de Vovchansk, no Oblast de Kharkiv. Do outro lado, a cidade ocupada de Melitopol (um importante centro de logística do exército russo) foi sacudida por seis fortes explosões. Os militares ucranianos alegaram ter abatido um caça russo Su-25.
Na Rússia, o jornal Moscow Times e um blogueiro militar relatou que o General Sergei Surovikin, ex-comandante das forças russas na Ucrânia entre outubro de 2022 a janeiro de 2023 e então vice-comandante na Ucrânia e chefe das Forças Aeroespaciais da Rússia, teria sido preso na Prisão de Lefortovo, em Moscou, por supostamente apoiar a Rebelião de Wagner. Com a imagem debilitada após o motim de Prigozhin, o Presidente Putin visitou a cidade de Derbente, no Daguestão, e celebrou o Eid al-Adha em uma mesquita em sua primeira aparição pública não oficial desde a rebelião de Wagner.
O presidente lituano Gitanas Nausėda anunciou que o país adquiriu dois lançadores para o sistema de defesa aérea NASAMS e planejava doá-los para a Ucrânia, enquanto seu ministro da Defesa, Arvydas Anušauskas, também anunciou a entrega de dez veículos blindados M113 e milhares de munições antitanque para lançadores de granadas. O país também proibiu temporariamente o transporte terrestre de 57 tipos de bens de uso duplo, principalmente componentes microeletrônicos e semicondutores, que poderiam chegar à Rússia ou à Bielorrússia e serem usados na guerra contra a Ucrânia.
A Suíça bloqueou a exportação de 96 tanques Leopard 1 para a Alemanha, onde deveriam ter sido modernizados e entregues à Ucrânia, citando sua política de neutralidade de longa data. No entanto, expandiu sua lista de sanções contra entidades russas para corresponder às últimas sanções anunciadas pela União Europeia.
A medalha Herói da Ucrânia foi outorgada ao coronel Serhii Yaremenko, comandante da 96ª Brigada de Mísseis Antiaéreos, por ter derrubado cerca de treze mísseis hipersônicos Kh-47M2 Kinzhal, de acordo com a liderança da Força Aérea Ucraniana.

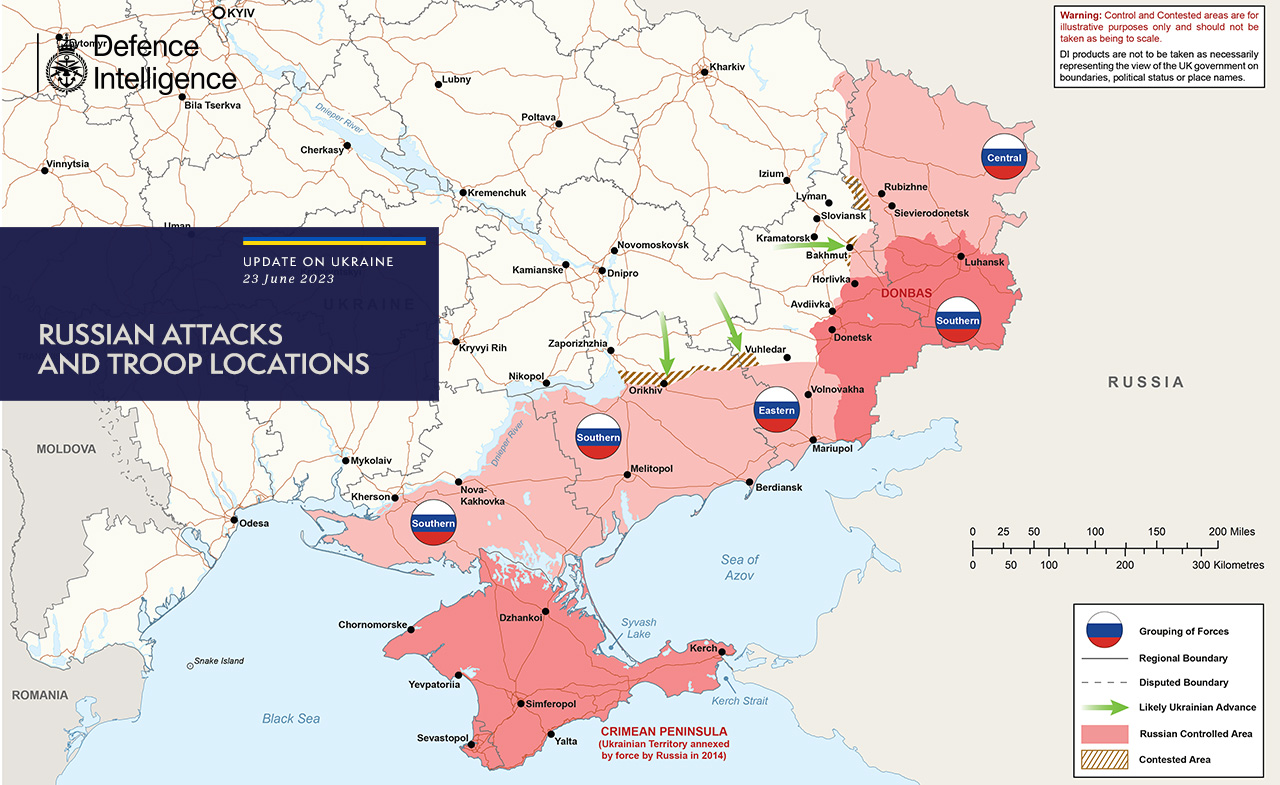
Mapa da situação na Ucrânia ao final de junho de 2023. O foco dessa fase do conflito girou em torno da contra-ofensiva ucraniana.

Em 29 de junho, duas pessoas foram mortas em um bombardeio russo em um centro de distribuição de socorro em Kherson. Outra pessoa também foi morta por um bombardeio russo nas proximidades de Bilozerka, enquanto outras três morreram em ataques separados no Oblast de Zaporíjia.
Os Estados Unidos disseram que estão considerando ativamente dar munições cluster DPICM para a Ucrânia. Objeções anteriores foram feitas devido ao Reino Unido, Alemanha e França assinarem um tratado para proibir tais munições. As armas deveriam ser usadas para o HIMARS e artilharia de 155mm.
O coronel-general Andrei Yudin, vice-comandante do General Sergey Surovikin, foi demitido do exército russo. O movimento foi visto como uma extensão do "expurgo" realizado pelo regime de Vladimir Putin após o motim de Prigozhin, removendo oficiais das forças armadas que tinham ligações com o Grupo Wagner.
O Banco Mundial aprovou um pacote de ajuda financeira de US$ 1,5 bilhão dentro do programa de Empréstimo de Política de Desenvolvimento de Alívio e Recuperação da Ucrânia, garantido pelo governo japonês, para fornecer e financiar alívio às famílias ucranianas, reformas para transparência sobre recursos públicos e apoio aos mercados dentro da Ucrânia.
Em 30 de junho, no Oblast de Donetsk, duas pessoas foram mortas em um ataque russo a uma escola em Serhiivka, enquanto uma pessoa foi morta por um bombardeio em Mykolaivka.
Os militares ucranianos alegaram ter atingido um quartel-general russo e um depósito de combustível e lubrificante no aeroporto de Berdiansk com dez mísseis Storm Shadow. Na época, o aeroporto estava sendo usado por helicópteros russos que estavam sendo empregados na defesa contra a contra-ofensiva ucraniana no sul. As forças russas afirmaram ter derrubado pelo menos um míssil.
A inteligência militar ucraniana relatou uma redução no número de militares russos estacionados na Usina Nuclear de Zaporíjia e na cidade vizinha de Enerhodar, bem como um aviso aos funcionários para deixar a instalação antes de 5 de julho e que planejavam culpar a Ucrânia por qualquer incidente desagradável na usina.
A Ucrânia foi acusada de utilizar minas antipessoal ilegais, de acordo com a Human Rights Watch, que documentou o uso ucraniano de foguetes que espalharam minas PFM-1 e PFM-1S, apesar de a Ucrânia ter ratificado o Tratado de Ottawa que proíbe tais armas em 2005.
O presidente Zelensky ordenou o reforço das defesas ao longo da fronteira da Ucrânia com a Bielorrússia após a redistribuição do Grupo Wagner para lá.
A Dinamarca anunciou que forneceria à Ucrânia um pacote de ajuda militar de DKK 1,3 bilhões (US$ 190 milhões) isso incluiria mísseis de defesa aérea e fundos para a compra de munição de artilharia. Em contraste, o primeiro-ministro da Hungria, Viktor Orban, anunciou sua oposição a um pacote de ajuda planejado da União Europeia no valor de 50 bilhões de euros (US$ 55 bilhões) para a Ucrânia, a menos que seja responsável pela distribuição da ajuda anterior.
O governo dos Estados Unidos afirmou que estava considerando fornecer mísseis ATACMS de longa distância para a Ucrânia, de acordo com o chefe do Estado-maior das forças armadas americanos, o General Mark Milley. Em uma entrevista coletiva, ele afirmou: "ATACMS, F-16s ou qualquer outra coisa... é um processo de revisão constante".